# Nikolaï Boukharine
 (mars 2025).
La mise en forme du texte ne suit pas les recommandations de Wikipédia : il faut le « wikifier ».
Les points d'amélioration suivants sont les cas les plus fréquents. Le détail des points à revoir est peut-être précisé sur la page de discussion.
- Les titres sont pré-formatés par le logiciel. Ils ne sont ni en capitales, ni en gras.
- Le texte ne doit pas être écrit en capitales (les noms de famille non plus), ni en gras, ni en italique, ni en « petit »…
- Le gras n'est utilisé que pour surligner le titre de l'article dans l'introduction, une seule fois.
- L'italique est rarement utilisé : mots en langue étrangère, titres d'œuvres, noms de bateaux, etc.
- Les citations ne sont pas en italique mais en corps de texte normal. Elles sont entourées par des guillemets français : « et ».
- Les listes à puces sont à éviter, des paragraphes rédigés étant largement préférés. Les tableaux sont à réserver à la présentation de données structurées (résultats, etc.).
- Les appels de note de bas de page (petits chiffres en exposant, introduits par l'outil «  Source ») sont à placer entre la fin de phrase et le point final[comme ça].
- Les liens internes (vers d'autres articles de Wikipédia) sont à choisir avec parcimonie. Créez des liens vers des articles approfondissant le sujet. Les termes génériques sans rapport avec le sujet sont à éviter, ainsi que les répétitions de liens vers un même terme.
- Les liens externes sont à placer uniquement dans une section « Liens externes », à la fin de l'article. Ces liens sont à choisir avec parcimonie suivant les règles définies. Si un lien sert de source à l'article, son insertion dans le texte est à faire par les notes de bas de page.
- La présentation des références doit suivre les conventions bibliographiques. Il est recommandé d'utiliser les modèles {{Ouvrage}}, {{Chapitre}}, {{Article}}, {{Lien web}} et/ou {{Bibliographie}}. Le mode d'édition visuel peut mettre en forme automatiquement les références.
- Insérer une infobox (cadre d'informations à droite) n'est pas obligatoire pour parachever la mise en page.

Pour une aide détaillée, merci de consulter Aide:Wikification.
Si vous pensez que ces points ont été résolus, vous pouvez retirer ce bandeau et améliorer la mise en forme d'un autre article.
 (février 2025).
« Boukharine » redirige ici.  Pour les autres significations, voir Boukharine (homonymie).
Nikolaï Ivanovitch Boukharine (en russe : Никола́й Ива́нович Буха́рин), né le 27 septembre 1888 (9 octobre dans le calendrier grégorien) à Moscou, et mort exécuté le 15 mars 1938 dans la même ville, est un intellectuel, révolutionnaire et homme politique soviétique, membre des bolcheviks, puis du Parti communiste soviétique.
Il fut membre du Bureau politique (1919-1929) et du Comité central du Parti bolchevik (1917-1937), Membre et secrétaire du Comité Exécutif de l’Internationale communiste dès sa fondation, en 1919, il exerça les fonctions de chef de l’Internationale communiste (1926-1928), rédacteur en chef de la Pravda (1918-1929), de la revue Bolchevik (1924-1929) et même, pendant quelques mois, du journal pour enfants Pionerskaïa Pravda (1925). Après sa mise à l’écart de la direction du Parti (1929), il dut se limiter à des recherches scientifiques (il avait été élu à l’Académie des sciences de l’URSS en janvier 1929) et attendre cinq ans pour retrouver un poste de rédacteur en chef du journal du gouvernement, les Izvestia (1934-1936). Il est l’auteur prolifique de nombreux ouvrages (livres théoriques, brochures, pamphlets, rapports politiques, articles de toutes sortes), les plus diffusés de son vivant étant L’ABC du communisme (1919), et La Théorie du matérialisme historique (1921). Il est avec Piatakov, l’un des jeunes membres du Comité Central mentionnés comme héritiers politiques — puis récusés — par Lénine.
Boukharine choisit de soutenir Staline après la mort de Lénine mais échoue dans ses tentatives de résistance quand il prend conscience des orientations réelles de la politique du dictateur soviétique (1928-1929). Malgré son respect des règles de la discipline du Parti, il est une des victimes de la grande purge stalinienne de la fin des années 1930 : inculpé lors du troisième « procès de Moscou » en 1938, il est contraint d’« avouer ses crimes » avant d’être exécuté.

## Biographie

### Avant la première révolution de Février-Mars 1917

#### Famille et enfance[1]
Boukharine est né à Moscou, rue Bolchaïa Ordynka, où était située l’école Alexandre Mariinski où enseignaient ses parents, Ivan Gavrilovitch et Lioubov Ivanovna. Il est l’aîné d’une fratrie de six enfants, cinq garçons et une fille (Nikolaï, Vladimir, Andreï, Piotr, Vania et Ekaterina). Sur les photos de famille qui ont été conservées, seuls Nikolaï et Vladimir apparaissent. Des autres enfants, on sait d’abord ce que Boukharine en dit dans Vremenia, son roman autobiographique écrit en prison en 1937-1938 : Andreï est décédé brutalement à l’âge de 7 ans, donc probablement en 1901 (la chronologie est difficile à établir à partir du seul récit de Boukharine) ; Piotr est né à Moscou, en 1898 ou 1899 ; Ekaterina est née et décédée à Moscou, entre 1900 et 1902. Le nom de Vania, sans date de naissance ou de décès, n’apparaît que dans le livre d’Emma B. Gurvich. Selon Hedeler et E. B. Gurvich, Piotr est décédé en 1918 (ou en 1919) du typhus, alors qu’il était au Turkestan, soldat de l’Armée rouge. Vladimir, né en 1890, est décédé à Moscou en 1979, à 89 ans.
Dans l’enfance de Boukharine, il y a trois moments.
Pendant quatre ans et demi, jusqu’à l’été 1893, il vit à Moscou dans un bâtiment situé à proximité de l’école où travaillaient ses parents. C’est un enfant très éveillé (il sait lire et écrire à quatre ans et demi), choyé par sa famille, curieux de tout, mais surtout de sciences naturelles sous l’influence de son père. Cette passion ne le quittera pas.
Pendant les quatre années suivantes, la famille s’installe à Beltsy (Bălți, dans l’actuelle Moldavie) dans le gouvernement de Bessarabie (chef-lieu Kichinev, actuellement Chișinău, capitale de la Moldavie). Ivan Gavrilovitch a dû quitter l’école moscovite où il enseignait après un conflit avec un collègue et il a obtenu un poste d’inspecteur des impôts dans ce gouvernement (goubernia) des confins ouest de l’Empire russe. Assez rapidement, la carrière de fonctionnaire d’Ivan Gavrilovitch sera compromise : il est rejeté par les riches Russes qui lui reprochent, entre autres, de ne pas faire peur aux Juifs… Le contrat sera rompu avant son terme, en 1897. Pour Nikolaï, cette période provinciale est un moment où il continue à observer le monde et la nature, sans véritables contraintes scolaires. Il dessine déjà beaucoup. Il se fait des amis. Il prend goût à l’autonomie.

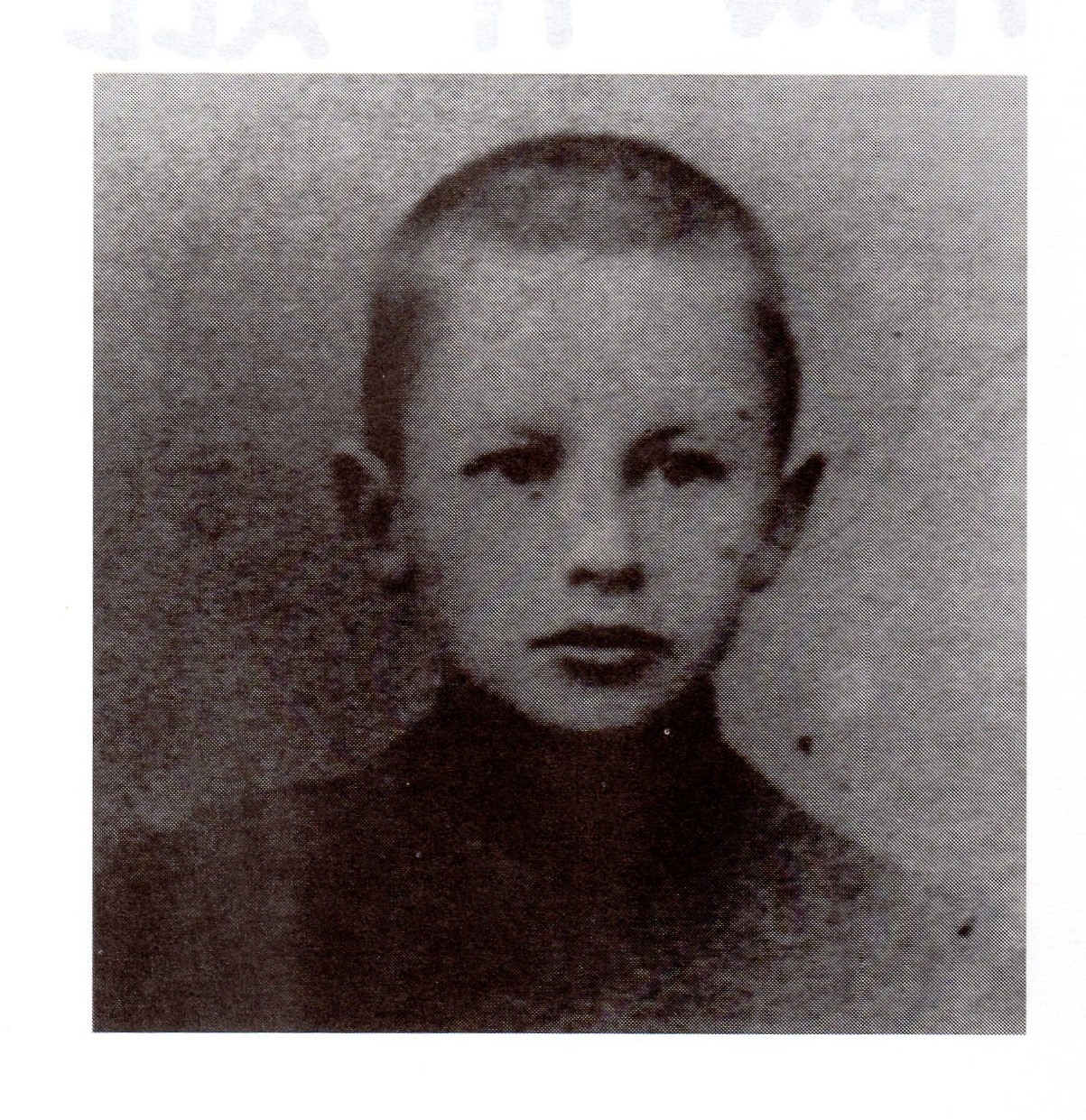
Nicolas (Kolia) Boukharine écolier (vers 1898)

La situation de la famille Boukharine à son retour à Moscou est devenue précaire. Ivan ne trouvera pas de travail stable pendant deux ans. Il faudra changer plusieurs fois de logement, les dettes s’accumuleront, les enfants, dont le nombre s’accroît (ils seront un moment au moins cinq) devront porter des vêtements usagés, etc. Cette expérience d’une misère relative est balancée par les succès scolaires de Kolia qui fréquente enfin régulièrement l’école élémentaire (il a déjà neuf ans !). Un des événements les plus marquants est sa participation à une cérémonie en l’honneur du centenaire de Pouchkine (en 1899), pour laquelle il peint et expose un portrait du poète et déclame le poème « Aux calomniateurs de la Russie ». Il recevra en sortant un diplôme de « meilleur élève », mais, pour être admis au Premier lycée classique de Moscou, il devra attendre un an : il fallait apprendre le latin et préparer un examen. La curiosité et l’appétit de culture de Nikolaï restent insatiables : il lit toute la bibliothèque de son père (notamment tout Molière), il récite par cœur des poèmes, il apprend la peinture à l’huile et visite régulièrement la galerie Tretiakov, etc. Au gimnaziya [lycée], comme il le dit dans son autobiographie de 1925, il obtient « presque toujours 5, la meilleure note » sans faire aucun effort : il lui suffit de « cinq à dix minutes avant l’arrivée du professeur » pour savoir la leçon. Cette période est aussi marquée par deux événements dramatiques : le décès de Katia, la plus jeune sœur, quelques mois après sa naissance et surtout la mort brutale d’Andreï, sept ans, qui la veille, avait fait une chute en jouant avec Nikolaï. Bouleversé, parce qu’il se croit responsable de l’accident, il est si déprimé qu’il tente de se pendre. Il sortira de cette épreuve en ayant définitivement perdu la foi religieuse.

#### Premiers engagements politiques (dès 1904)
C’est au lycée que commence sa vie politique, mais pas tout de suite (il n’a que treize ans !). Il connaît d’abord trois ans de succès scolaire. Mais l’atmosphère politique change en Russie et elle change aussi au lycée. Les élèves ont des projets de magazine scolaire qui sont censurés ; des cercles de discussion se forment ; on y discute des idées de Pissarev (1840-1868), du populisme des socialistes révolutionnaires et du marxisme des sociaux-démocrates. Nikolaï participe à cette vie politique dès l’âge de seize ans (en 1904) avec un nombre impressionnant de jeunes gens qui se retrouveront tout au long de l’histoire de la révolution (parmi eux : Sokolnikov et Ehrenburg).
Dans sa brève autobiographie de 1925, Boukharine évoque cette rencontre avec la littérature « illégale » et comment il a d’abord adhéré intellectuellement au marxisme : « Au début, la lecture de la théorie économique me laissa une impression pénible. Après le beau et le magnifique, « c’était marchandise-valeur-marchandise » [traduction française douteuse, la traduction allemande donne : argent –– marchandise –– argent !]. Mais pénétrant in medias res dans la théorie marxiste, j’en ressentis l’inhabituelle harmonie logique. Je dois dire que c’est sans doute ce trait qui m’influença plus que tout. Les théories des « socialistes-révolutionnaires » me paraissaient de la pure bouillie. Les libéraux que je connaissais m’inspiraient justement l’envie de protester violemment contre le libéralisme ».
Boukharine est encore au lycée quand survient le mouvement révolutionnaire de 1905. « Naturellement », dit-il, il participe aux meetings et aux manifestations avec les étudiants de l’université de Moscou qui encadraient les cercles de lycéens. En 1906, son choix est fait et il est officiellement admis dans la fraction bolchevique du POSDR. Il a presque dix-huit ans et il participe très vite au travail politique clandestin du parti : au moment des examens de fin d’étude (son abitur, obtenu le 4 juin 1907, avec les meilleures notes dans toutes les matières) il anime avec Ilya Ehrenbourg une grève dans la fabrique de papiers peints Sladkov.

#### Des études supérieures écourtées par la répression et l’exil (1907-1910)
Boukharine choisit en 1907, d’étudier l’économie à la faculté de droit de l’Université de Moscou. Il dit lui-même que ces études servaient de couverture à son travail politique clandestin. Mais, d’après son livret universitaire, pour les 9 examens qu’il passe entre mai 1908 (histoire de la philosophie) et septembre 1910 (théorie des probabilités) il obtient cinq mentions « très bien » et quatre « bien ». Boukharine n’avait pas perdu sa capacité de réussite scolaire.
Son activité et ses responsabilités politiques prennent de l’ampleur. Ainsi, avec Grigori Sokolnikov, il organise en 1907 un congrès de la jeunesse et des étudiants sociaux-démocrates. Dans sa vingtième année, en 1908, il est coopté comme membre du Comité du Parti de Moscou (il sera confirmé un an plus tard). Dans cette période difficile de reflux après les grands mouvements de 1905, il y a beaucoup de débats entre tendances et dans chaque tendance chez les sociaux-démocrates. Boukharine, pour sa part, dit qu’il est resté constamment bolchevik « orthodoxe », c’est-à-dire, ni « otzoviste » (partisan du rappel des députés), ni « conciliateur » ou « liquidateur ». Il n’approuve donc pas les choix politiques d’Alexandre Bogdanov qui est partisan du boycott de la Douma, mais il se passionne pour ses travaux philosophiques, sociologiques et littéraires que rejettent Plekhanov et Lénine. Enfin, il fera partie des premiers militants qui soupçonneront Roman Malinovski (le chef des députés bolcheviks à la Douma) d’être un agent de l’Okhrana.

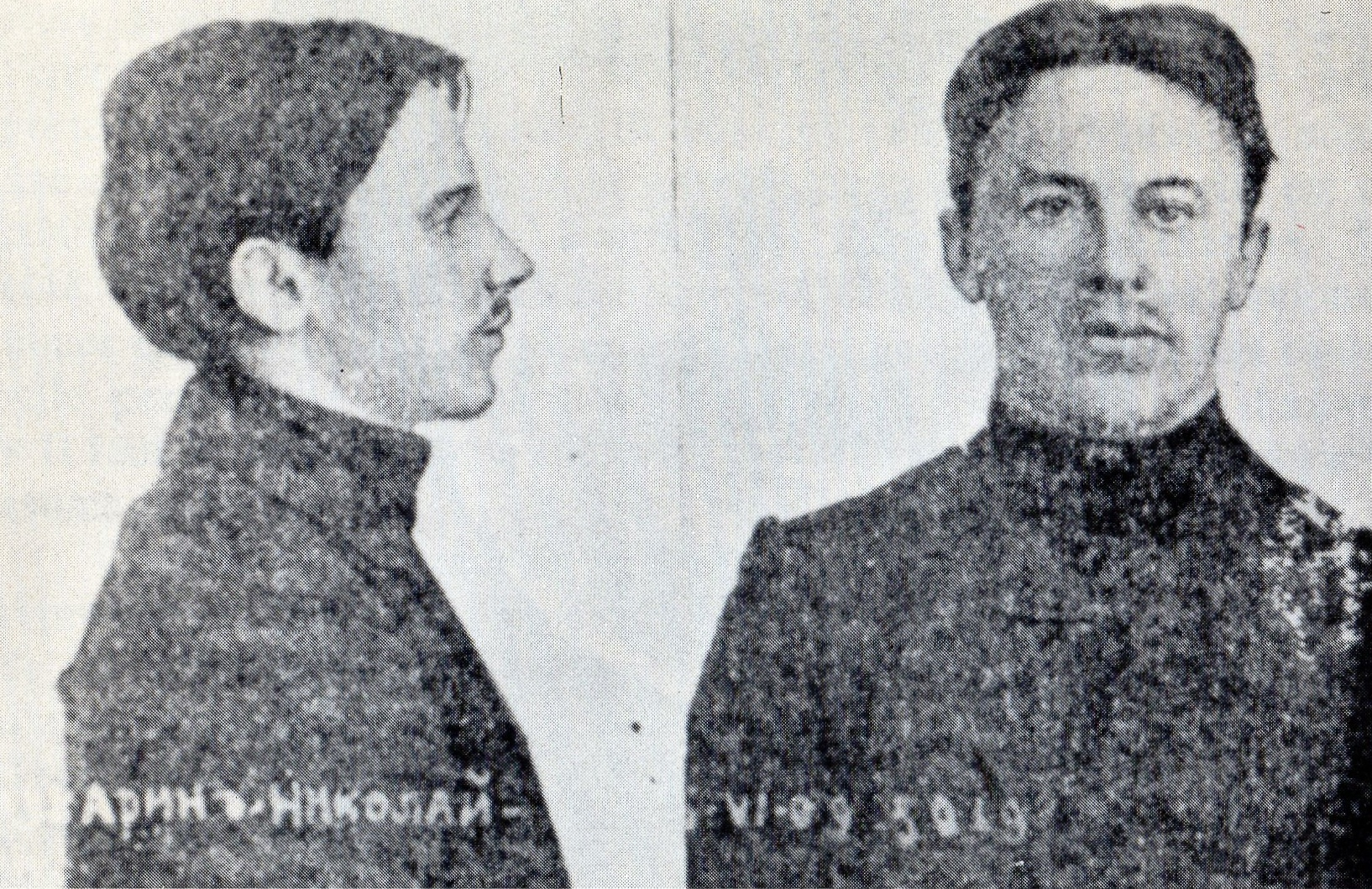
Photo d'identité judiciaire de Boukharine (1909 - 1re arrestation)

De fait, il a été rapidement pisté par la police politique et ses indicateurs. Sa position est devenue assez vite intenable, ne lui laissant plus que le choix entre l’exil loin de la Russie ou le bagne. Sa première arrestation a lieu le 23 mai (5 juin) 1909, lors d’une réunion de dix membres du Comité du Parti dans un appartement. Il est mis en prison dans des cellules surpeuplées, mais il est libéré le 10 (23) juillet. L’Okhrana veut le prendre en filature et trouver d’autres militants… Nikolaï Ivanovitch profite de sa liberté pour passer un examen d’histoire du droit romain le 28 août (10 septembre). Il est à nouveau arrêté le 12 (25) novembre et passe trois mois en cellule au poste de police de l’Arbat. L’Okhrana de Moscou enquête sur le club ouvrier dont il est un organisateur et qui sera fermé en juin 1910. Il profite d’un nouveau moment de liberté pour passer deux examens (droit international et histoire des faits économiques) les 26 et 28 avril (9 et 11 mai) 1910.Il participe aussi à l’organisation d’une manifestation étudiante (3000 personnes) et à la rédaction de 3 ou 4 numéros d’un journal des syndicalistes. C’est à cette époque qu’il rencontre (trois fois) le député à la Douma Roman Malinovski. Il passe encore deux examens de statistiques et théorie des probabilités les 15 et 28 septembre (28 septembre et 11 octobre).
Le 19 décembre 1910 (1er janvier 1911) Boukharine est arrêté une troisième fois. L’Okhrana veut empêcher une manifestation prévue pour le 9 (22) janvier. Cette fois, il est exclu de l’Université et il reste longtemps en prison (près de six mois). En soudoyant les gardiens du poste de police où il est enfermé pendant trois mois, il peut recevoir des visites et lire des livres. Il nargue les surveillants en dessinant et redessinant des portraits de Marx sur les murs des cellules. C’est là qu’il est informé des soupçons de quatre codétenus sur la trahison de Malinovski. Après un transfert à la prison de Boutyrka, il espère d’abord qu’il sera relégué dans la région d’Arkhangelsk et fait des projets pour s’y installer avec sa cousine et camarade du parti, Nadejda Mikhailovna Lukina. Il l’épousera en 1911, à une date inconnue de ses biographes, sans doute sans cérémonies, peut-être au moment où, après versement d’une caution, il obtient d’organiser lui-même son voyage vers Onega, près d’Arkhangelsk. Comprenant que la justice tsariste va le condamner au bagne, il a changé ses plans : il part pour l’exil intérieur en profitant d’une semi-liberté (le 21 juin) pour s’évader au plus tôt (il disparaît d’Onega le 30 août).
Il échappe ainsi au procès de l’organisation de Moscou du POSDR (novembre-décembre 1911) où plusieurs de ses camarades d’arrestation sont condamnés jusqu’à 6 ans de bagne. La police le recherche depuis le 21 octobre, mais elle ne saura jamais qu’il est d’abord revenu à Moscou pour se cacher dans la maison d’été d’un ami. Il a attendu d’avoir un vrai passeport avec un nom d’emprunt : Orlov. Il a pu alors partir pour l’Allemagne.
Les lettres qu’il échange avec son épouse avant de partir montre qu’il s’inquiète pour son père : quelques mois auparavant, Ivan Gavrilovitch avait obtenu un poste dans l’administration (conseiller judiciaire, la septième classe des quatorze classes de la fonction publique de l’Empire). Finalement, le père ne sera pas puni pour les fautes du fils.

#### Six années d’exil et un tour du monde

##### 1. Hanovre – Allemagne (octobre 1911 – début de 1912?)
Boukharine alias Orlov réapparaît à Hanovre (province de Hanovre, Prusse, Empire allemand), début octobre 1911, chez Nikolaï Yakovlev, un exilé récent qu’il a connu au lycée et qui est le frère d’une camarade du Comité du parti de Moscou, Varvara Yakovleva. Il y reste peu de temps parce qu’il ne trouve pas de travail ; parce qu’il n’y a pas assez de livres dans les bibliothèques du SPD local et parce que Nadejda, en mauvaise santé, ne peut pas le rejoindre.

##### 2. Nervi – Italie (mai – juin 1912)
Il décide de partir pour l’Autriche, en passant par l’Italie. On ne connaît pas le détail de ses étapes, mais le fait essentiel qu’a découvert Hedeler est la correspondance qu’il échange avec Plekhanov entre mai et juin 1912. D’après la lettre que Boukharine écrit à Plekhanov vers le 20 mai, les deux hommes se sont brièvement rencontrés à Nervi (près de Gênes), chez le Dr Mandelberg, un ancien député à la  Douma. Plekhanov, alias Beltov, a permis à ce jeune bolchevik de lui écrire et c’est ce qu’il fait. Il lui envoie le texte d’un article qu’il propose à la revue Prosvechtchenie (« Lumières ») et il présente son projet d’étudier « les écoles les plus récentes en économie politique, l’école autrichienne, l’orientation "mathématique", etc. ». Il demande un avis sur ses écrits et des conseils. Plekhanov a accusé réception de cette lettre, mais il ne semble pas avoir envoyé plus de commentaires. Hedeler note, cependant que Kautsky a écrit à Plekhanov pour avoir des informations sur ce Boukharine inconnu qui proposait un article à la Neue Zeit. La réponse n’a pas été retrouvée, mais Plekhanov était en mesure de donner un avis et l’article (« Une économie sans valeur », contre Tougan-Baranovsky (en)) a été publié.

##### 3. Zakopane – Pologne autrichienne (juillet – août 1912)
Boukharine séjourne dans cette ville de cure (Galicie, Cisleithanie, Autriche-Hongrie) pour recevoir sa femme, nous dit Hedeler. Les informations sur la vie familiale de Boukharine sont très fragmentaires et imprécises. Nadejda Mikhailovna l’a rejoint à un moment pendant sa période d’exil en Autriche-Hongrie, entre ce séjour à Zakopane (si elle y est bien arrivée…) et son départ de Vienne pour la Russie, le 12 juillet 1913. Ils se retrouveront encore en Suisse, un an plus tard, après le début de la guerre, mais la maladie de Nadejda la contraindra à repartir vers la Russie via la Suède à l’été 1915. Selon Hedeler, les époux se seraient encore retrouvés à Copenhague (brièvement) à l’été 1916.

##### 4. Chemnitz – Allemagne (Congrès du SPD, septembre 1912)
Boukharine fait partie de la délégation du POSDR(b) conduite par Kamenev qui assiste au Congrès des camarades allemands. Il a la charge de faire des comptes rendus pour la presse bolchevique. Ils paraîtront dans la Pravda. Il se fait connaître des rédacteurs de journaux et revues. Il espère y publier des articles rémunérés.

##### 5. Cracovie – Pologne autrichienne (rencontre avec Lénine, automne 1912)
Après Chemnitz (Saxe, Empire allemand), Boukharine revient à Vienne. Mais il fait aussi, à l’automne (il n’y a pas d’autre précision de date), une visite à Lénine et Kroupskaïa qui résident à Cracovie (Galicie, Cisleithanie, Autriche-Hongrie ; aujourd’hui Petite-Pologne, Pologne). Lénine et sa femme ont déjà entendu parler d’un Orlov qui fait « de beaux dessins des montagnes de Zakopane », ils savent qu’il a assisté au Congrès de SPD, ils le reçoivent avec plaisir et discutent de politique et de peinture. Boukharine à partir de cette rencontre sera un correspondant régulier de la presse bolchevique et de Lénine qui apprécie positivement ce « jeune homme de lettres inexpérimenté ».

##### 6. Vienne – Autriche (automne 1912 – été 1914)
Entre le 31 octobre 1912 et le 15 mai 1914, les registres où les habitants de Vienne devaient indiquer leur domicile donnent 6 adresses pour Nikolaï Ivanovitch. C’est la plus longue étape (plus de 18 mois) de son exil. Malgré l’instabilité de sa situation que reflète le nombre de ses déménagements, c’est là qu’il peut le mieux combiner ses diverses activités.
Il a le projet de poursuivre des études d’économie : il pourrait passer quelques examens à Vienne et préparer ensuite un doctorat en Allemagne ou en Suisse. Les cours et conférences qu’il faut suivre pour passer les examens sont payants, mais il espère recevoir des fonds de son père et gagner un peu d’argent avec ses articles ou de petits travaux d’édition. Ce plan n’a pas complètement réussi. Il peut suivre quelques cours, notamment de Böhm-Bawerk, Grünberg ou Wieser, les maîtres de l’école autrichienne d’économie politique, mais après un semestre (hiver 1912-1913) il ne peut plus s’inscrire faute d’argent. Il ne passera pas d’examens, mais il continuera à fréquenter les bibliothèques. En fait, il est déjà engagé dans la réalisation de ses projets de publication personnelle, comme il l’annonçait dans sa lettre à Plekhanov. L’étude des écoles « autrichienne » et « mathématique » aboutira à la rédaction de L’Économie politique du rentier, une critique approfondie du marginalisme néo-classique, prête dès l’automne 1914, même si sa publication attendra 1919.
Boukharine a aussi entrepris un tour d’horizon critique des auteurs qui jouent un rôle important dans les débats intellectuels russes du moment. Il s’intéresse particulièrement à Tougan-Baranovsky, Strouvé, Oppenheimer et Štokman. Il écrit quatre essais sur ces auteurs proches du marxisme et donc cibles prioritaires d’un critique marxiste orthodoxe. Avant d’être publiés en 1913-1914, ils sont lus et relus : Lénine proposera et obtiendra des coupures dans l’article sur Strouvé ; le rédacteur de la Neue Zeit, Eckstein (de), fera changer le titre de l’article sur Tougan-Baranovsky (en).
Les années qui précèdent la guerre sont très riches pour le marxisme naissant. Une publication « austro-marxiste », Le capital financier d’Hilferding, intéresse particulièrement Boukharine. Il dévore et assimile complètement ce livre publié en 1910, qu’il a pu emprunter à Riazanov. Dès sa publication en 1913, Boukharine lit aussi L’Accumulation du capital de Rosa Luxemburg, et prépare une revue très critique. Cette première réaction restera dans les cartons, mais elle refera surface en 1924, quand Boukharine entreprendra une critique théorique du luxemburgisme (et, accessoirement, de Tougan-Baranovsky) dans L’impérialisme et l’accumulation du Capital.
Pour compléter le tableau des activités de recherche qui font de Boukharine un jeune savant prometteur, on peut ajouter qu’il a aussi collaboré avec Riazanov à toute sorte de travaux d’édition d’œuvres de Marx et Engels. Il avait ainsi rencontré l’un des meilleurs connaisseurs des pères fondateurs du marxisme.
Boukharine n’est pas seulement un exilé studieux ; il est aussi un gentil camarade, très apprécié dans la communauté des jeunes révolutionnaires viennois. Sa personnalité est sûrement remarquable : Rosa Meyer-Levine se rappellera de lui comme quelqu’un ayant plus l’apparence « d’un saint que d’un rebelle », comme le prince Mychkine dans L’Idiot de Dostoïevski. Nadejda Kroupskaïa, qui passe le voir en juin 1913, se souvient qu’il avait confondu le sel et le sucre en préparant un potage…
Vienne, avant 1914, est un lieu de passage des exilés russes errant dans le monde et Boukharine en croisera beaucoup, notamment Trotsky et Staline. Lev Trotsky, en ce temps là, était considéré comme un adversaire par les bolcheviks et les deux hommes n’ont pas eu beaucoup de contacts. Staline, de son côté, a fait à Vienne un passage assez bref quand, après une de ses évasions des bagnes russes, il est venu participer à une réunion du comité central bolchevik à Cracovie. Comme Staline pendant ce séjour s’était occupé de préparer et de rédiger une étude sur le marxisme et la question nationale, Trotsky, dans une étude sur Staline publiée en 1941 , a reconstitué comment Lénine aurait pu inspirer cet article et Boukharine fournir la documentation en insufflant un peu de sa tendance au « pédantisme »… Hedeler considère cette reconstruction tardive comme une « histoire en soi ». Boukharine a certainement rencontré Koba (nom de guerre de J. V. Djougachvili, alias Staline) au début de 1913, il l’a peut-être aidé pour réunir des traductions en russe (déjà publiées) des textes allemands utiles, mais pendant les deux semaines où le texte de Staline a été révisé à la demande de la rédaction de la revue « Lumières », Boukharine était alité avec une très forte fièvre. Aucun document des archives de Boukharine ne révèle une coopération entre Staline et Boukharine en 1913. Enfin, lorsque Boukharine s’est exprimé sur la question nationale, en 1915, il était alors sur une position aussitôt contestée par Lénine et très différente de celle de Staline.
Dans cette période d’avant-guerre, Boukharine, en fait, n’a qu’un seul point d’accrochage avec la direction extérieure du parti bolchevik : il ne parvient pas à convaincre Lénine et Zinoviev que Malinovski est un policier infiltré. La question est pourtant posée de tous côtés, Malinovski lui-même s’est démis de ses responsabilités en mai 1914 et une commission s’est réunie en juin pour tenter de faire la lumière. D’après les souvenirs de N. Kroupskaïa, Boukharine et Elena Rozmirovitch donnent leurs témoignages, mais Bourtzev les contredit. La commission, dont Lénine était membre, conclura à l’absence de preuve.
À l’été de 1914, Boukharine envisage de partir en Suisse où sa femme le rejoindrait. Les événements vont bousculer ses plans. Il se repose en juillet à Lunz am See (Basse-Autriche) quand il est arrêté comme « espion russe » et enfermé dans une forteresse. La guerre est imminente et l’Autriche-Hongrie pourchasse déjà les ressortissants russes. Une intervention de dirigeants sociaux-démocrates autrichiens, au bout de quelques jours, va lui permettre de partir en Suisse et de s’installer à Baugy, près de Lausanne (canton de Vaud). Lénine, lui, est arrêté en août et ira à Zurich.

##### 7. Lausanne – Suisse (août 1914 – août 1915)
À Baugy, Boukharine rejoint Nikolaï Krylenko, Alexandr Trojanovski et Elena Rozmirovitch. À l’automne 1914, le groupe de Baugy envisage de faire paraître à Zurich une nouvelle revue, Zvezda (« L’Étoile »). Lénine et Zinoviev s’y opposent : un deuxième journal, en plus du Sotsial-Demokrat qu’ils contrôlent, signifie une deuxième ligne dans le parti. Le groupe de Baugy que Gueorgui Piatakov et Evgenia Bosch ont rejoint, commence ainsi une période de relations difficiles avec la direction extérieure du POSDR(b).
L’idée d’une revue nouvelle est provisoirement reportée, mais un nouvel incident se produit à la conférence des sections étrangères du POSDR(b) réunie à Berne (27 février - 4 mars 1915).
Les bolcheviks exilés qui ont dû trouver refuge en Suisse ou dans des pays encore neutres, comme la Scandinavie ou les États-Unis, sont d’accord avec Lénine pour lancer un appel à transformer la guerre impérialiste en guerre civile. Boukharine et ses amis veulent cependant faire entendre leur voix. Ils proposent des « thèses » où ils défendent la combinaison du slogan de la guerre civile avec ceux de la paix et des États-Unis d’Europe. Par contre ils rejettent le slogan de la défaite de la Russie, même en la présentant comme « un moindre mal ». Enfin ils souhaitent un accord avec les sociaux-démocrates les plus internationalistes comme Trotsky. En outre, Boukharine soutient que « le centre de gravité de la lutte du prolétariat doit se déplacer de la sphère des luttes en faveur des revendications démocratiques générales vers la sphère des revendications socialistes du prolétariat ». Il met cependant la Russie à part : les slogans démocratiques y sont toujours au « centre de gravité », sauf le droit des nations à l’autodétermination qui devient utopique dans les limites du capitalisme. Le groupe de Baugy reste isolé pendant la Conférence et Boukharine obtient seulement de participer à la commission de synthèse qui reprendra les thèses de Lénine, votées finalement à l’unanimité.
Malgré ces désaccords les relations du groupe de Baugy avec Lénine vont s’améliorer parce que, pendant quelques mois, ils vont travailler ensemble au lancement d’une nouvelle revue portant le nom de Kommunist. En fait, Lénine et Zinoviev n’ont plus d’argent alors que Trojanovsky en a un peu. Boukharine participe à l’entreprise en proposant une « esquisse » de son nouveau projet de recherche : L’économie mondiale et l’impérialisme. L’article paraîtra en septembre 1915, dans le no 1-2 de Kommunist (le seul édité), avec une nouvelle version des « thèses » écrites avec Piatakov et Bosch sur le slogan du droit des nations à l’autodétermination.
Mais à cette date, Boukharine a déjà quitté la Suisse pour se rendre en Suède. Il fait ce voyage pour accompagner son épouse, Nadejda Mikhailovna qui a décidé de retourner en Russie pour soigner son diabète. Les biographes de Boukharine ne disent pas quand Nadejda Mikhailovna est arrivée en Suisse, mais des lettres de Boukharine citées par Hedeler nous apprennent que pour payer les soins exigés par la maladie de sa femme Nikolaï Ivanovitch a dû donner des leçons de mathématiques et que, lorsque son état se dégrade et qu’elle décide de repartir en Russie, il sollicite tous ses amis et connaissances pour trouver 100 francs (suisses).

##### 8. Stockholm – Suède (été 1915 – printemps 1916)
Muni d’un passeport au nom de Dolgolevsky (Moshe), N. I. et N. M. doivent passer par la France et l’Angleterre pour arriver à Stockholm. Non sans difficultés : Boukharine est emprisonné quelques jours à Newcastle. Il n’y a aucune information sur la date et les conditions du départ de Nadejda vers la Russie, mais Boukharine, seul ou – un moment – avec son épouse, s’intègre rapidement au milieu des réfugiés russes (il rencontre Larine, alors menchevik de gauche et retrouve Chliapnikov, qui vient organiser les bolcheviks des pays scandinaves). Il collabore aussi activement au journal des « jeunes » sociaux-démocrates suédois internationalistes, Stormklockan (il devient un ami d’Höglund).
Les réfugiés n’ont pas le droit de participer à la vie politique suédoise et lorsque des policiers identifient Boukharine parmi les participants à un congrès anti-guerre organisé par Höglund, il est arrêté (23 mars 1916). Il est emprisonné un peu plus de cinq semaines pour être expulsé le 28 avril vers la Norvège. Branting, le chef des sociaux-démocrates suédois, est intervenu en faveur de sa libération à la demande des bolcheviks (Chliapnikov et Zinoviev) et de Kautsky qui voyait en lui un auteur de la Neue Zeit et « un très bon garçon, auquel on ne peut reprocher que du bolchevisme » …

##### 9. Kristiania (Oslo) – Norvège (printemps 1916 – juillet 1916)
Boukharine reste trois mois à Oslo et ses biographes se plaignent d’avoir peu d’informations : la police n’avait pas constitué de dossier sur lui… Il a été expulsé avec Piatakov et Bosch et c’est avec eux qu’il loue un grenier. Il rencontre le social-démocrate norvégien Hansen et écrit des articles pour la presse locale (Klassekampen et Politiken).
Le fait essentiel est qu’au cours des premiers mois de 1916 les relations avec Lénine et Zinoviev prennent un tour de plus en plus polémique. La préparation d’un no 3 du Kommunist n’a pas pu aboutir. Lénine a réagi très vivement contre les idées de Piatakov et de ses amis sur la question nationale et contre les initiatives des « japonais » (c’est un nom qu’il donne au groupe de Baugy) qu’il juge contraires à la discipline du parti. Il ne veut plus avoir affaire avec « Kievski » (Piatakov).
Le cas de Boukharine est un peu différent. Les fragments des correspondances qui ont été conservés montrent une volonté de coopération réciproque. Par rapport au programme des bolcheviks, Boukharine voulait, par exemple, « ouvrir une discussion » sur les rôles respectifs pendant la révolution future d’un gouvernement révolutionnaire socialiste et d’une Assemblée élue démocratiquement, mais il était d’accord avec l’objectif d’une prise du pouvoir directe des socialistes. Sur la question de l’impérialisme la convergence était revendiquée : Boukharine avait confié le manuscrit complet de L’économie mondiale et l’impérialisme à Lénine pour qu’il rédige une préface (ce qu’il a fait en janvier 1916, en saluant la « valeur scientifique » de ce travail, et il en a profité pour consacrer quatre des sept paragraphes de cette préface à une critique du surimpérialisme de Kautsky).
Lénine avait décidé d’éditer un Recueil du Social-démocrate à la place du Kommunist et Boukharine devait fournir un article sur l’impérialisme. C’est cet article qui va cristalliser le conflit. En juillet 1916, quand Lénine reçoit le texte de Vers une théorie de l’État impérialiste , il le refuse immédiatement. Il y voit la confirmation d’un grave désaccord sur la question de l’État. Comme il le pressentait, Boukharine est un semi-anarchiste qui veut détruire trop vite l’État au cours même de la révolution. Boukharine, en effet, ne se contente pas de décrire le développement de l’appareil étatique du capitalisme d’État, il dit que la révolution doit le briser avant de reconstruire l’État de la dictature du prolétariat. Lénine, plus intransigeant que Zinoviev à ce moment-là, refuse « d’ouvrir une discussion » et se charge d’écrire une lettre de refus. Boukharine la recevra à Copenhague.

##### 10. Copenhague – Danemark (juillet 1916 – octobre 1916)
La brève lettre de Lénine écrite en août  est très peu explicite. Elle empile les motifs de refus. Matériellement, il n’y a plus de place dans le numéro ; une partie du texte est trop superficielle ; une autre est publiable dans une revue légale ; enfin viennent des reproches : les citations d’Engels sont coupées, Lénine demande quel est le sens de quatre expressions (elles contiennent visiblement des mots empruntés à Bogdanov comme « sociologie », « organisation » et « générale ») et la distinction entre marxistes et anarchistes sur le problème de l’État est « absolument inexacte ». Conseil final : remaniez et publiez la partie « légale », « laissez mûrir le reste ».
Boukharine réagit très vivement à cette lettre et à un courrier de Zinoviev où il est question de son « semi-anarchisme ». Sa lettre a disparu, mais Lénine lui fait écho dans une lettre plus longue et plus « douce » du 14 octobre 1916. Boukharine s’indigne parce que ses correspondants le prennent pour un adversaire de tout programme minimum, critiquent son semi-anarchisme comme s’il ignorait la nécessité de l’État de la dictature du prolétariat et l’accusent de couper dans ses citations sans lui dire où et quoi… Lénine veut arrondir les angles et garder de bonnes relations avec Boukharine qui est sur le point de partir vers les États-Unis. Il compte sur lui pour renforcer ses contacts avec les exilés d’Amérique. Il lui dit combien il l’apprécie (à sa « juste valeur »), et qu’il serait « content si la polémique ne se poursuivait qu’avec Kievski », mais, même dans une lettre « douce », il ne peut pas s’empêcher de le réprimander sur un ton paternel et magistral : « Vous ne raisonnez plus… Vous bouillonnez… Vous ratez la cible… ». Il nie avoir parlé d’hérésie ou de semi anarchisme  et il affirme qu’il a indiqué « archi précisément » les erreurs qu’il a relevées (il en a donné une simple liste). Mais pour les citations, il ne dit toujours pas où sont les « coupures » ! Finalement, relevant que Boukharine soutient que les phrases citées ne sont pas « passibles d’une autre interprétation » que la sienne, Lénine écrit : « Nous insistons justement sur l’"interprétation" ». Il saute aux yeux que, pour lui, c’est bien de leur interprétation que les citations litigieuses sont prétendument « coupées »… L’année suivante Lénine écrira L’État et la révolution et changera son interprétation.
Boukharine, à bord du navire qui l’emmenait en Amérique, le 21 octobre 1916, écrivit lui aussi une lettre conciliante : il regrettait que leurs divergences d’opinion ne soient pas résolues, il l’aimait comme son maître et espérait qu’il n’y aurait pas de rupture entre eux. Mais il n’avait pas l’intention de renoncer à publier ses idées sur l’État impérialiste et la nécessité de le briser au cours de la révolution.
Un aspect du séjour de Boukharine au Danemark reste obscur : Selon Hedeler, Nadejda Mikhailovna est venue à Copenhague pendant l’été 1916, mais il ne dit pas quand elle est repartie, ni où… Ce qui semble certain, c’est qu’elle n’était pas avec son époux quand il a dû retourner à Kristiania-Oslo pour prendre son bateau et traverser l’Atlantique.

##### 11. New York – États-Unis (octobre-novembre 1916 – mars-avril 1917)
Le premier article de Boukharine dans le journal Novyj mir paraît aussitôt après son débarquement, le 7 novembre 1916. Novyj mir est le quotidien de la section russophone du Socialist Party of America (SPA, « Parti socialiste d’Amérique »), il est dirigé par le Dr Ingerman, un menchevik, et son rédacteur en chef est Novomirski, qui vient de l’anarcho-syndicalisme. Boukharine vient renforcer le groupe des rédacteurs bolcheviks. Le journal est ouvert à divers courants du socialisme et ce nouveau venu bolchevik est immédiatement intégré, comme le sera Trotsky (alors menchevik internationaliste) quand il débarquera en janvier 1917. Dès le 11 novembre, N. I. publie son second article, Un nouvel esclavage, où il reprend ses idées sur la nécessité de briser l’État impérialiste pendant la révolution. Novomirski réagit contre cette idée et, pendant un mois, Boukharine et son rédacteur en chef échangeront leurs arguments sur ce sujet.
Sur la base des informations données par Hedeler, on peut tenter de présenter le débat : Le rédacteur en chef du journal soutient que les socialistes doivent utiliser l’État moderne et donc le conserver pour gouverner une Russie économiquement peu développée. Boukharine répond d’abord en refusant la discussion : il rejette tous les arguments de Novomirski et l’accuse de concevoir l’État socialiste comme un État sans classes. Or un État de classe prolétarien ne peut établir la Dictature du Prolétariat qu’en brisant l’organisation de la bourgeoisie (CQFD).
Novomirski relance le débat en observant que le jeune rédacteur bolchevik n’entend pas seulement « briser l’État », il veut aussi « remettre les biens des trusts au peuple » : comment fera-t-on concrètement avec un État "brisé" ? Boukharine répond et, finalement, expose plus clairement sa manière de penser. Ce qui est déterminant, c’est la situation révolutionnaire mondiale. Dans la phase actuelle de l’histoire du capitalisme, l’État impérialiste a fusionné avec le grand capital dans une organisation unifiée qui ne pourrait guère être améliorée et que la guerre a militarisée et rendue encore plus oppressive. Le conflit entre les « trusts capitalistes d’État » est monté jusqu’à la guerre mondiale et ne peut se résoudre que dans une révolution socialiste mondiale.
Hedeler remarque que, dans les articles de Novyj mir, Boukharine « part toujours de l'idée d'une exacerbation maximale et d'une résolution soudaine des contradictions dans une époque tumultueuse, erratique, catastrophique et conflictuelle ». Dans ce monde, il n’y a aucun équilibre et la révolution ne le rétablira pas de sitôt.
Sous réserve d’un accès direct aux textes, on peut conclure des informations données par Hedeler que Novomirski semble comprendre deux choses : Boukharine pense, 1° que le capitalisme d’État a socialisé la production et la distribution des richesses d’une manière « qui ne peut guère être améliorée » (par les socialistes) et, 2° que les socialistes doivent prendre le pouvoir (pour mettre fin à la guerre). Autrement dit : 1° il « absolutise et rend autonome l'état de développement le plus élevé d'une société » et, 2° il « coagule un processus historique en un point : le moment du renversement révolutionnaire ». Boukharine avait trouvé un contradicteur compétent capable de déceler chez lui les traits d’un « métaphysicien révolutionnaire… qui n’a pas compris la méthode historique ».
Lénine, qui est informé de ce qui se passe à New York par A. Kollontaï, fait un commentaire dans une lettre du 18 décembre 1916 à I. Armand : « Nous avons encore reçu un numéro de Novyj mir de New York. Il y a là une critique – hélas, hélas, juste ! – le malheur est qu’un menchevik ait raison contre Boukharine !! »
En fait, entre novembre et décembre 1916, Boukharine mène une véritable campagne pour ses idées, celles que Lénine, en août, lui avait recommandé de « laisser mûrir ». Sous la signature de Nota Bene, il publie à Zurich dans le no 6 de L’Internationale de la jeunesse (1er décembre 1916, pp. 7-9) une version allemande abrégée de son article sur la théorie de l’État impérialiste. Le même texte, un peu plus coupé, est repris, sous sa signature, dans le journal de Brême Arbeiterpolitik, 9 décembre 1916, pp. 193-195.
Lénine écrit aussitôt une note sur L’Internationale de la jeunesse pour le Recueil du Social-Démocrate de décembre. Un « organe de la jeunesse », cela « va se soi » n’a « encore ni clarté ni fermeté théorique », mais il faut critiquer « en toute camaraderie » ses erreurs et en particulier celles de N-B... La première « inexactitude » concerne la différence entre socialistes et anarchistes. Lénine profite d’une coupure opérée par l’édition allemande dans le texte russe de Boukharine (qu’il connaît) et il lui reproche d’avoir « oublié l’essentiel » : « les socialistes veulent utiliser l’État moderne » et la dictature du prolétariat est « aussi un État ». Dans l’article original, Boukharine le disait aussi ! Lénine dément que les socialistes veuillent, comme les anarchistes, « abolir » l’État, le « faire sauter » : selon lui, ils n’envisagent qu’un « dépérissement » graduel, « après l’expropriation de la bourgeoisie ». Deuxième reproche : N-B a écrit « La guerre actuelle a montré combien l’idée d’État a poussé de profondes racines dans l’esprit des ouvriers ». Voilà une phrase « tout à fait confuse » pour exprimer comment la « politique opportuniste » s’est heurtée à la « politique social-démocrate révolutionnaire ». Là encore, c’est exactement cette opposition entre les deux politiques ouvrières envers l’État que Boukharine avait développée dans le texte russe et résumée d’une formule ironiquement « idéaliste » dans l’abrégé en allemand… Lénine termine en annonçant « un article spécial » sur cette question « extrêmement importante ». Le « Cahier bleu » préparatoire de cet article inachevé servira dans la rédaction de L’État et la révolution, pendant l’été 1917.
Boukharine, en moins de six mois, a publié 35 articles dans Novyj mir (il en enverra encore un de Moscou en août 1917). Il y défend le point de vue bolchevik (dans sa propre version, comme nous l’avons vu). Il voudrait organiser une conférence des organisations et groupes socialistes d’Amérique pour faire sortir les internationalistes du Socialist Party of America et il intervient dans les débats de ce parti qui, pour le moment, est le sien puisqu’il est celui de ses lecteurs. Le 10 janvier 1917, par exemple, il attaque la direction de droite du SPA qui oublie que les vrais internationalistes sont dans le groupe de Zimmerwald. Ses projets vont tourner court pour deux raisons. Le 13 janvier 1917, avec sa famille, Trotsky débarque à New York et il va avoir immédiatement une influence défavorable à celle de Boukharine sur le milieu internationaliste new-yorkais. Moins de deux mois plus tard, c’est le début de la révolution russe et le signal du retour des exilés.
Boukharine accueille Trotsky chaleureusement et veut lui montrer aussitôt l’une des merveilles de la mégalopole : une grande bibliothèque ouverte jusque tard le soir (où Trotsky ira se documenter pour faire les 35 conférences qu’un ami lui a programmées…). Dès le 14 janvier, Trotsky participe à une réunion d’une vingtaine de socialistes de gauche, dont Boukharine, pour discuter d’un « programme d’action ». Boukharine en attendait l’accélération d’une scission des internationalistes zimmerwaldiens, mais Trotsky a d’autres idées : il y a encore une base ouvrière à conquérir dans le SPA et il faudrait lancer une publication hebdomadaire. Trotsky est le plus convaincant.
Un mois plus tard, le 17 février, à une « conférence internationale des organisations et groupes socialistes » – celle que Boukharine voulait réunir – c’est encore Trotsky qui est le plus influent et si la conférence décide de rejoindre formellement la gauche de Zimmerwald, elle ne s’engage pas dans la conquête de la rédaction de Novyj mir, comme Boukharine semble en avoir eu le projet . Le 4 mars, alors que les États-Unis vont entrer en guerre, Trotsky et Louis Fraina (en) soutiendront une résolution de résistance active à la mobilisation qui ne sera pas adoptée par la section de Manhattan du SPA. Boukharine, ce jour-là, est à Chicago (Michigan).
En effet, fin février, Boukharine a mis en route, au nom de la rédaction de Novyj mir, une tournée de réunions publiques à Chicago et Detroit (Michigan). La première a lieu le 4 mars, la dernière est prévue pour le 24 mars. La série sera interrompue par les nouvelles de Russie. Le 16 mars, les dernières réunions sont annulées et Boukharine revient à New York préparer son retour en Russie.
Wladislaw Hedeler (comme Pierre Broué, le biographe de Trotsky) s’interroge sur les relations qu’ont eu Trotsky et Boukharine pendant ces quelques semaines. Ce sont-ils vraiment affrontés ? Ce sont-ils appréciés et sont-ils devenus amis ? La question a été trop peu documentée pour conclure, mais il faut se méfier des déclarations tardives sur ce point.

##### 12. De New York à Moscou par le Japon et la Sibérie (avril 1917 – mai 1917)
Boukharine choisit de prendre la route par l’ouest. Avec quelques compagnons, dont Volodarski, il boucle son tour du monde de l’exil en 45 jours d’un voyage mouvementé.
Parti fin mars ou début avril, il arrivera à Moscou autour du 15 mai [le 2 mai dans le calendrier julien]. Il a séjourné brièvement en prison au Japon et à Tcheliabinsk (gouvernement d’Orenbourg), la « porte de la Sibérie », où des mencheviks l’ont arrêté pour « agitation auprès des soldats ». Il est libéré à la demande du soviet de Petrograd, et les officiers de la milice le mettent dans le train avec un billet de 1re classe pour Moscou…
Dès son retour sur le sol russe, il a pris contact avec Lénine par télégramme : il regrette de n’avoir pas pu participer à la conférence d’avril du parti, mais il a pris connaissance des textes des « thèses » et il écrit : « Il me semble que vous n'avez plus à me critiquer. À l'exception de la question nationale ». Un compagnon de voyage, nommé Lisovski se chargera de porter à Lénine des lettres et des documents que Boukharine avait emportés pour lui.
En quelques jours, il retrouve sa place dans toutes les instances dirigeantes du parti bolchevik pour la ville et la région. Il est aussi admis au bureau du soviet de Moscou et le journal du parti local, Sotzial demokrat, no 46, le 3 mai (julien), soit le 16 mai (grégorien), publie ses deux premiers articles sur « La grande démocratie » impressions américaines, et Le soviet des députés des travailleurs et des soldats de Petrograd et l’armée.

### Les deux premières années de la révolution en Russie (1917-1918)

#### La révolution vue de Moscou
Nikolaï Ivanovitch est donc accouru aussi vite que possible pour faire la révolution, mais il n’est pas allé directement à Petrograd, là où se passent et se passeront tous les événements révolutionnaires. Il est moscovite et il fera la révolution à Moscou. Or les Moscovites sont quasiment absents de tous les récits de 1917. Que sait-on de sa participation à la révolution ?
L’activité principale de Boukharine jusqu’en novembre-décembre 1917 est son travail de rédacteur dans la presse bolchevique de Moscou. Il écrit 70 articles dans le quotidien Sotzial democrat et 11 articles dans la revue Spartak. Au début, ses publications sont au rythme d’un article tous les deux jours.
Dans les deux journaux, il défend une politique nettement « de gauche ». À Moscou, les « vieux » dirigeants (Rykov et Noguine) n’ont pas suivi Lénine et ses « thèses d’Avril » où il affirmait qu’il fallait s’orienter vers une révolution prolétarienne. Les « jeunes », c'est-à-dire Boukharine et ses amis depuis l’époque du lycée et de l’Université, qui s’appuient plutôt sur le bureau régional de Moscou, semblent être déjà « plus à gauche » que Lénine et attendent avec confiance la révolution socialiste mondiale.
Boukharine est convaincu que jusqu’à présent les événements ont justifié la politique des bolcheviks : la guerre a débouché, comme prévu, sur une première révolution. Elle va maintenant s’étendre et s’approfondir parce que la fraternisation des soldats sur le front « allumera la flamme de la révolution dans toute l’Europe ».
Dès juin, dans le no 2 de Spartak, il reprend une de ses conclusions de L’économie mondiale et l’impérialisme : Le capitalisme d’État fait de l’ouvrier « un serf dans une usine d’État » et l’antagonisme de classe oppose directement l’ouvrier à l’État. Mais le capitalisme d’État est aussi « la plus grande préparation possible à la transition vers une économie socialiste ». La révolution avance ainsi « de deux côtés », du moins en Europe occidentale. En Russie si la guerre y a agi comme une crise gigantesque qui aurait pu être « freinée par une organisation capitaliste d’État de l’économie », la bourgeoisie russe « craint le transfert de l'ensemble de la machine d'État entre les mains de la classe ouvrière et des couches les plus pauvres des paysans et, par conséquent, elle n'agit plus comme une force organisatrice, mais comme une force désorganisatrice et anarchique ».
Si la bourgeoisie russe ne fait pas assez de capitalisme d’État, le pouvoir révolutionnaire prolétarien saura « étatiser » les industries monopolistes et réglementer la production et la distribution en s’appuyant sur tout un appareil « compliqué » d’organisations centrales et intermédiaires (les banques, les comités d’industrie ou d’approvisionnement déjà créés, les zemstvo qui organisent l’économie locale, etc.). Boukharine envisage un programme clair pour le prolétariat : faire ce que le capitalisme d’État aurait pu faire, mais avec un esprit de classe radicalement différent. La régulation (le Kontrol) de l’économie peut avoir une forme semblable, et des contenus de classe opposés. Cette manière de voir qui caractérisera la pensée de Boukharine tout au long de sa vie politique est donc présente dès le début.
Une brochure de 48 pages, écrite et publiée en juillet, présente un intérêt particulier. La lutte des classes et la révolution russe est un essai mettant en scène les classes de la société russe de 1905 à février-mars 1917, puis, en trois étapes, jusqu’en juillet 1917. D’une manière étonnante, les classes dominantes y sont incarnées par leurs représentants politiques les plus actifs, alors que le « prolétariat » semble disposer d’un parti (les bolcheviks) dont les chefs ne sont jamais nommés… C’est le « seul écrit historique de sa carrière », remarque Stephen F. Cohen et après la victoire d’Octobre, nous le verrons, Boukharine écrira la suite, jusqu’à l’apparition de Lénine comme chef du Conseil des commissaires du peuple, le 7 novembre.
Où en sont les relations de Boukharine avec Lénine ? Depuis le télégramme qu’il a envoyé en mai, au moment de son arrivée en Russie, Boukharine ne semble pas avoir eu de contact direct avec Lénine. C’est ce qu’il faut conclure de l’information donnée en 1925 par Boukharine lui-même : lorsqu’il est allé à Petrograd, en juillet 1917, pour participer au VIe Congrès du parti bolchevik, il ne pouvait pas rencontrer Lénine qui devait se cacher après l’échec des journées insurrectionnelles de Juillet, mais il a vu la femme de Lénine, N. Kroupskaia, et ses premiers mots furent les suivants : « V. I. m'a demandé de vous dire qu'il n'y avait plus aucun désaccord avec vous sur la question de l’État » . Les deux hommes n’auraient donc eu aucune occasion d’échanger sur cette question, même par écrit, depuis trois mois. Comme Lénine restera clandestin jusqu’à l’insurrection, ils ne se sont revus que lorsque Boukharine est venu à Petrograd rendre compte au conseil des commissaires du peuples des combats révolutionnaires de Moscou pendant la semaine du 8 au 15 novembre.

#### Boukharine entre au Comité Central du parti bolchevik
Le VIe Congrès du POSDR(b) s’ouvre à Petrograd le 26-07 [08-08] dans un moment de péril extrême pour les Bolcheviks. Les dirigeants du parti sont recherchés depuis l’échec des Journées de Juillet. Lénine et Zinoviev se cachent, Kamenev est arrêté et Trotsky, qui vient de rejoindre les Bolcheviks, est mis en prison deux jours avant l’ouverture du Congrès. Sverdlov, pour l’organisation, Staline et Boukharine, pour les rapports sur la « situation actuelle » intérieure et extérieure, ont pris le relais.
Menacé d’être dispersé par la police du gouvernement provisoire, le Congrès change de lieu de réunion et procède à l’élection du nouveau Comité Central - dont Boukharine fait partie - avant de débattre du rapport de Staline. La question la plus âprement discutée est celle de savoir ce qu’il faut faire du slogan « Tout le pouvoir aux Soviets ! » quand les chefs des soviets « font pointer l’artillerie contre la classe ouvrière ». Staline propose l’abandon du slogan. Comme le dit Smilga, qui soutient Staline, il faut renverser le gouvernement provisoire et le parti doit pouvoir saisir une occasion, si elle se présente, de prendre la tête du mouvement sans passer par les soviets. D’autres, par exemple Volodarski, craignent que le parti du prolétariat s’isole de la paysannerie (pauvre) et des forces démocratiques révolutionnaires présentes dans les soviets. Boukharine, selon Rabinowitch, est le seul à « adopter une position intermédiaire ». Finalement une commission réécrit la résolution et remplace « Tout le pouvoir aux Soviets ! » par « Liquidation complète de la dictature de la bourgeoisie contre-révolutionnaire ! ». L’objet de ce débat disparaîtra en quelques semaines, le temps pour que les Bolcheviks dominent les principaux soviets et le congrès des soviets…
Boukharine, selon sa bibliographie, intervient six fois pendant les huit jours que dure le Congrès. Il présente un rapport et une résolution sur « la situation actuelle et la guerre ». Il y soutient une idée zimmerwaldienne de gauche autrefois reprise par Lénine : le pouvoir révolutionnaire une fois installé, il ne renoncera pas à son « devoir internationaliste » et saura se défendre en menant une « guerre révolutionnaire » (une « guerre sainte ») qui « allumera le feu de la révolution mondiale ». Il présente aussi le résultat de la commission chargée de rédiger un Manifeste du POSDR(b) et enfin, il met de côté, pour un futur Congrès, des propositions pour le Programme du parti, en particulier le remplacement de la description générale du capitalisme rédigée par Plekhanov en 1903 par une analyse du capital financier et de l’impérialisme (ce débat, initialement prévu, a été reporté en raison des circonstances).
Le Comité Central du parti, à cet instant de l’histoire des Bolcheviks, est l’unique organe de la Direction. C’est lui qui prendra les décisions conduisant à la révolution d’Octobre. Membre du CC et de diverses institutions à Moscou (Bureau Régional, Soviet, Douma municipale…), Boukharine va maintenant prendre souvent le train entre Petrograd et sa ville natale.
Il est à Moscou quand Kerenski y réunit une Conférence d’État (du 13 [26] au 15 [28] août). Il s’occupe de l’organisation d’une grève générale, notamment des hôtels et des restaurants, pour désorganiser la Conférence que les Bolcheviks boycottent.
Il est à Petrograd le 15 [28] septembre, lorsque, 15 jours après l’échec de l’action contre-révolutionnaire de Kornilov, le Comité Central discute une lettre de Lénine qui appelle à l’insurrection immédiate. « Abasourdi » par cette injonction, comme tout le CC, il participe à la décision de brûler la lettre.
Il est encore à Petrograd le 21 septembre [4 octobre] où, au nom du soviet de Moscou, il prépare et présente avec Trotsky une résolution du soviet de Petrograd réclamant d’urgence un Congrès des Soviets. Comme la majorité des dirigeants bolcheviks, il a fini par se rallier à l’insurrection programmée pour le 25 octobre [7 novembre]. Il repart bientôt pour participer à la préparation de l’insurrection de Moscou, décidée pour conforter celle de Petrograd.

#### Une semaine de combats à Moscou
À Moscou, les combats qui suivent ceux de Petrograd sont beaucoup plus durs et beaucoup plus longs. Les Bolcheviks, pourtant épaulés très activement par les Socialistes révolutionnaires de gauche, perdent à eux seuls cinq cents hommes (à Petrograd, il n’y a que six morts). Les combats, commencés le 26 octobre [8 novembre] ne s’achèvent que le 2 [15] novembre.
Boukharine est le responsable politique qui a écrit les proclamations du Soviet et du Comité militaire révolutionnaire de Moscou. C’est lui et son camarade Stukov qui sont désignés pour rendre compte devant le nouveau gouvernement révolutionnaire. Stukov témoigne : « Quand j’en vins au nombre de victimes, ma gorge se serra et je dus m’arrêter. Je vis Nikolaï Ivanovitch se précipiter dans les bras d’un camarade ouvrier et éclater en sanglots. Les gens se mirent à pleurer ».
C’est lorsqu’il revient à Moscou, le 17 [30] novembre, que John Reed le voit et le décrit brièvement.
Boukharine apparaît d’abord dans le train qui se traîne entre Petrograd et Moscou, c’est « un petit homme court à barbe rousse et aux yeux de fanatique, “plus à gauche que Lénine”, disait-on de lui ». Le lendemain, Reed le revoit à la réunion où Noguine qui vient de démissionner de son poste de commissaire du peuple tente de s’expliquer devant le soviet de Moscou. Noguine (avec Kamenev et quelques autres commissaires) avait voulu répondre favorablement à une demande du syndicat des chemins de fer : le nouveau gouvernement ne pouvait pas appartenir à un seul parti, il fallait qu’il s’élargisse à tous les socialistes opposés à la guerre. Il est désapprouvé et chahuté par les ouvriers du Soviet qui refusent de l’écouter. Reed raconte : « Boukharine se leva, farouche et parla avec sa logique imperturbable, assénant coup pour coup… Lui, ils l’écoutaient, les yeux brillants. »

#### De nouvelles responsabilités
Le fait majeur qui ressort de ce qui précède a été vu et souligné par Stephen F. Cohen il y a un demi-siècle : en 1917 Boukharine, à la tête du groupe des « jeunes » Moscovites, est une étoile montante dans le parti bolchevik, présent sur tous les terrains sauf la conduite des opérations militaires.
Stephen F. Cohen pensait qu’une des principales faiblesses des Bolcheviks, en 1917, était leur « incapacité à élaborer un programme économique avant la prise du pouvoir » , mais celui dont il est le biographe le plus connu était peut-être le moins incapable d’accomplir cette tâche.
Nous avons vu que Boukharine pense qu’en s’appuyant sur l’organisation économique mise en place par le capitalisme d’État de guerre, l’État prolétarien peut assurer un « kontrol » (une régulation) efficace de l’économie. Cette idée va être à la base de sa réflexion, mais, comme le montrent les articles qu’il écrit pendant et juste après les journées révolutionnaires d’octobre-novembre, son discours exprime aussi une forte inquiétude face aux difficultés futures. Il ne faut pas compter sur un retour à la paix et à l’équilibre en Russie (et dans le monde). Il va falloir d’abord défendre la révolution contre « l’incroyable exaspération » de ses ennemis intérieurs. Il faudra « briser cette résistance à quelque prix que ce soit ». La guerre civile en Russie et la guerre mondiale vont continuer et la situation économique de la Russie sera de plus en plus difficile.
Dans deux articles publiés le premier jour des combats de Moscou , Boukharine entrevoit un programme économique prolétarien à mettre en œuvre après l’effondrement de l’État bourgeois. Un nouvel appareil de pouvoir des ouvriers et des paysans va commencer à mettre en place un ordre « non capitaliste » ou « semi socialiste » et ce sera un « processus extrêmement douloureux et éprouvant » car « la guerre a drainé et épuisé l'économie du pays, désorganisé ses transports et ses finances, et conduit à un effondrement économique aux proportions inouïes. »
Contre ceux qui ont des doutes, Boukharine redit qu’une industrie monopolistes existe déjà en Russie, même si elle est masquée par une immense économie paysanne et qu’il compte sur la capacité d’organisation d’un pouvoir prolétarien pour mettre en place un « kontrol » formellement semblable à ce que fait le capitalisme d’État, mais avec un autre contenu de classe.
Il propose alors une « esquisse générale du développement économique qui se révèlera, pas à pas, au cours de la révolution russe » : la question se ramène à l'organisation des relations ville-campagne, et la régulation économique par un État des travailleurs (urbains) signifie l'élimination du marché anarchique des produits agricoles. « Cela change radicalement l’ensemble de la direction du développement. Dans ces conditions, un lien croissant et organisé de la ville et de la campagne est inévitable, c'est-à-dire le rattachement même des petites entreprises paysannes à la sphère de l'organisation générale de la production ». Boukharine semble donc imaginer un changement (« pas à pas », donc plutôt graduel) intégrant les petites entreprises (paysannes) à la grande organisation prolétarienne et urbaine de la production et de la consommation…
L’article Au socialisme ! du 9 novembre se termine par une déclaration de confiance dans la révolution, à la fois mondiale et permanente : la révolution internationale et la fin de la guerre renforceront l’économie russe arriérée en la réintégrant dans une Europe socialiste où la révolution aura été stimulée par « La victoire complète et décisive des ouvriers, des soldats et des paysans » russes sur leurs impérialistes…
Lénine a immédiatement vu Boukharine comme un futur responsable des questions économiques. En novembre [début décembre], il le charge, avec Ossinsky et Chliapnikov, de rédiger les décrets sur les nationalisations et l’organisation de la direction de la vie économique dans le pays (ce sera le Conseil Économique Suprême (Vesenkha), dont Boukharine sera un des premiers membres). Le 27 novembre [10 décembre] Lénine lui propose de former avec Piatakov une petite commission responsable des questions fondamentales de la politique économique du gouvernement. Mais le Comité Central refuse la suggestion de Lénine car il y a une autre urgence : trouver un responsable pour la Pravda. Sverdlov et Stassova proposent le nom de Boukharine.
Il dirigera la Pravda pendant plus de onze ans, avec seulement quatre mois d’interruption entre mars et juin 1918, quand il animera l’opposition au traité de Brest-Litovsk des « communistes de gauche ».
Quelques jours après son entrée en fonctions, dans l’éditorial du Jour de l’an 1918, la Pravda de Boukharine se réjouit de ne plus voir dans les rues des riches barines en manteaux de fourrure qui ont fui « en Ukraine ou au Kouban » où ils doivent « se contenter d’une ration de troisième classe ».
Autre signe du poids grandissant de Boukharine dans la politique des révolutionnaires : il est chargé de parler au nom du parti bolchevik dans l’unique débat de l’Assemblée constituante, réunie dans la nuit du 5 au 6 [18 au 19] janvier 1918 et dissoute aussitôt.
Boukharine n’était pas radicalement hostile à la Constituante. Le 29 novembre [12 décembre], il proposait seulement d’empêcher les « kadets » de siéger et de réunir une « Convention » qui serait dominée par les Bolcheviks et les SR de gauche, mais, sous l’impulsion de Lénine, il fut décidé que la Constituante devrait adopter une Déclaration des droits du peuple travailleur confiant le pouvoir aux soviets et se séparer, ou qu’elle serait dissoute.
La tâche attribuée à Boukharine le 5 [18] janvier est de répondre au discours du Président élu par l’Assemblée, le SR Tchernov. Il condamne la Constituante comme une institution mort-née parce qu’elle ne pourrait être que le terrain des compromis entre les classes – au nom de la nation – et donc de la restauration de la dictature bourgeoise. Ce raisonnement vaut pour toutes les questions abordées dans le discours : le contenu social de l’armement des milices, de la paix, de l’organisation du travail, des banques nationalisées, du partage de la terre et de la régulation de l’industrie est déterminé par la classe au pouvoir et seuls les soviets peuvent constituer un pouvoir exclusif des ouvriers et des paysans.
L’Assemblée n’ayant pas adopté la Déclaration des droits du peuple travailleur, les députés bolcheviks partent ; un peu plus tard les députés SR de gauche les suivent ; les gardes rouges mettent fin aux débats et à la Constituante le 6 [19] janvier à 4h40.

#### Le choc du traité de Brest-Litovsk[65]
Depuis le Décret sur la Paix du 26 octobre [8 novembre], le gouvernement de Lénine cherche à obtenir un armistice – le plus long possible – et il a engagé à Brest-Litovsk (chef-lieu d’ouïezd du gouvernement de Grodno de l’Empire russe, conquis par l’armée allemande en 1915 ; aujourd’hui « Brest », voblast de Brest, Biélorussie) une négociation avec les Empires d’Allemagne et d’Autriche.
Le 2 [15] décembre un mois d’armistice est décidé. Les Bolcheviks, Trotsky en tête, cherchent à utiliser les négociations pour leur propagande révolutionnaire. Les Empires veulent réduire leur effort militaire à l’Est, mais exigent de contrôler et d’occuper de plus en plus de territoires (Ukraine, Pologne, Lituanie, etc).
Le 8 [21] janvier les dirigeants du parti bolchevik (réunis dans un Comité Central élargi) se divisent en trois groupes : Lénine, avec 15 voix, opte pour une paix séparée le plus vite possible ; Trotsky réunit 16 voix pour « ni guerre, ni paix » ; Boukharine est majoritaire (32 voix sur 63) pour répondre aux Empires par la guerre révolutionnaire. Ce sera le seul succès des opposants au traité.
Le 11 [24] janvier, Lénine récupère la majorité au CC en soutenant la position de Trotsky.
Au bout de près de trois semaines, le 27 janvier [9 février], les Allemands perdent patience et présentent leurs demandes comme un ultimatum.
Trotsky, le 28 janvier [10 février], répond à cet ultimatum que la Russie révolutionnaire « quitte la guerre », mais refuse de signer le traité de paix des Allemands.
Le 16 février , l’Allemagne annonce qu’elle reprendra les hostilités le 18 février.
Le 17 février, le CC préfère attendre plutôt que signer sur-le-champ. Puis, le 18 février, quand l’avance allemande commence, Lénine obtient après de dramatiques débats le soutien de Trotsky pour accepter les conditions allemandes. Mais les Allemands ne répondent pas et continuent d’avancer. En 5 jours, du 18 au 22 février, l’armée allemande se déplace de 240 km vers l’Est (autant qu’en trois ans de guerre) et menace Petrograd.
Le 22 février le CC décide d’accepter une aide militaire (éventuelle) des Alliés, Boukharine et les partisans de la guerre révolutionnaire votent contre (« Nous transformons le parti en un tas de fumier ! », dit Boukharine en s’adressant à Trotsky).
Le 23 février, les Allemands fixent leurs dernières conditions : ils exigent d’occuper tous les territoires dont ils se sont emparés jusqu’à ce jour. Lénine obtient l’acceptation du CC (Trotsky s’abstient) et de l’Exécutif des soviets.
Le traité est signé à Brest-Litovsk le 3 mars, Tchitcherine qui a remplacé Trotsky. La Russie soviétique, selon Orlando Figes, perd un tiers de sa surface et de sa population, et aussi plus de la moitié des établissements industriels et les neuf dixièmes de ses ressources en charbon…

#### Boukharine et l’opposition des «communistes de gauche»
Boukharine et les membres du CC qui l’ont suivi jusqu’au vote du 23 février ont donné leur démission des postes qu’ils occupaient pour mener campagne contre la ratification du traité. Ils lancent un nouveau journal, Kommunist, dont le premier numéro paraît à Petrograd le 4 mars. Un congrès du parti bolchevik est convoqué pour les 6, 7 et 8 mars. Ce congrès extraordinaire et improvisé réunit des représentants de moins de la moitié des membres du parti. Lénine s’assure une majorité en faveur de la ratification du traité (36 pour, 11 contre et 4 abstentions), mais il ne cherche pas à mettre les « communistes de gauche » à l’écart. Boukharine et ses partisans sont réélus au Comité Central. La démission qu’ils présentent aussitôt est refusée au nom de l’unité du parti. Boukharine, cependant, ne paraîtra à aucune réunion du CC, ni à la Pravda pendant quelques semaines.
Ces votes de Congrès mettent fin à la première phase de l’opposition des « communistes de gauche ». Du 21 janvier au 8 mars (6 ou 7 semaines), ils ont refusé le traité de paix. Ce combat est terminé. Une nouvelle phase commence où, cinq mois après la prise du pouvoir, une partie des dirigeants bolcheviks s’interroge publiquement sur la politique économique révolutionnaire. C’est un débat résiduel qui cessera rapidement (moins de trois mois pour Boukharine). Son objet principal tourne autour d’un concept : le capitalisme d’État.
Le mot a été remis au centre du débat quand Lénine, au lendemain de la signature du traité de Brest-Litovsk, a ouvert un chantier économique sur l’organisation de la production, en commençant par le « recensement et le contrôle » par le peuple. Après les nationalisations des premiers mois, il faut sortir la production de sa paralysie et trouver un accord avec les cadres « capitalistes » qui sont capables d’organiser la production. Il insiste aussi sur la discipline dans le travail et la productivité. Si le modèle du capitalisme d’État allemand pouvait être reproduit, dit-il, la Russie serait « aux trois quarts socialiste ».
Voyons les traces du débat qui se trouvent dans le journal des communistes de gauche, Kommunist, et dans les discours de Lénine en 1918.
Boukharine publie six articles dans les trois premiers numéros de Kommunist. C’est lui qui donne le plus de titres au journal (les autres contributeurs ne dépassent pas cinq titres), mais son absence dans le dernier numéro, en juin, est déjà un signe de sa mise en retrait.
Dans le no 1, il y a trois titres : une courte note bibliographique très élogieuse sur L’État et la révolution de Lénine, une autre note bibliographique où il étrille un SR de gauche (Troutovsky) qui a écrit sur La période de transition et une « revue politique » consacrée aux héros de la trahison sociale, Mencheviks ou Socialistes révolutionnaires. Dans le no 2, il reprend sa comparaison entre L’anarchisme et le communisme scientifique, un sujet sur lequel Lénine l’avait critiqué en 1916. Dans le no 3, on trouve un article sur Certaines notions essentielles de l’économie moderne où il cherche à démontrer que le capitalisme d’État ne peut être confondu avec le contrôle sur la production par un État socialiste. L’État-commune socialiste « socialise » la production, il ne la « nationalise » pas. Un capitalisme d’État sans capitalisme est un non-sens. Enfin, il consacre trois pages du no 3 à un « théoricien très intéressant et original », A. A. Bogdanov, qui a publié en 1917 Les questions du socialisme. Il s’agit pour Boukharine de ce démarquer d’un auteur qu’il admire mais qui subordonne l’émergence du socialisme à celle d’un nouvel univers culturel de la classe ouvrière.
Trois articles s’attaquent à des rivaux politiques des Bolcheviks. Les trois autres articles font le point sur les accords et les désaccords avec Lénine. Boukharine pense qu’il ne subsiste qu’un désaccord, celui sur le capitalisme d’État, et il porte sur l’emploi d’un mot (capitalisme) pour un autre (socialisme) puisque la classe prolétarienne est au pouvoir. C’est une opposition très modérée à la direction que Lénine donne au parti. Boukharine n’est plus le chef de file des communistes de gauche (Ossinsky est un opposant plus radical).
Boukharine reste pourtant l’opposant le plus ciblé par les flèches anti-critiques de Lénine. Lénine sait que Boukharine pense que le pouvoir prolétarien peut faire tout ce que fait le capitalisme d’État avec un autre contenu de classe. C’est à son intention qu’il réaffirme que le « capitalisme d’État » est un modèle à assimiler parce qu’il a « quelque chose de commun » avec le socialisme (recenser et contrôler). Il ne veut voir que les limites de la note bibliographique de Boukharine consacrée à l’État et la révolution : il n’y dit rien des tâches de l’État prolétarien après la révolution, alors que Lénine, dans cette brochure, avait déjà dit que le contrôle de l’État socialiste serait aussi « organisé sur ceux des ouvriers qui sont profondément corrompus par le capitalisme ». Il rejette les critiques des communistes de gauche, comme Ossinsky, qui craignent que les spécialistes issus de la classe capitaliste réduisent l’initiative de classe des ouvriers et qui n’ont aucune idée pratique utile pour rétablir la circulation des trains. Lénine accommode cependant ses critiques avec quelques compliments aux « marxistes » que sont toujours les communistes de gauche, en particulier Boukharine qui est « d’une excellente culture » et « dépasse de deux têtes les socialistes révolutionnaires de gauche et les anarchistes ».
Ce n’est pas une discussion théorique ni un compromis politique qui va amener Boukharine à quitter l’opposition, mais la lutte contre le Conseil des commissaires du peuple qu’engagent ses anciens alliés, les SR de gauche, qui sont toujours des adversaires résolus du traité de paix. Les chefs SR de gauche forment d’abord le plan d’arrêter Lénine pour pouvoir déclarer la guerre à l’Allemagne et Boukharine s’oppose immédiatement à ce projet. Les SR de gauche changent alors de cible : ils préparent et exécutent le 6 juillet un attentat contre l’ambassadeur d’Allemagne, le comte von Mirbach, ils montent des actions insurrectionnelles et assassinent quelques bolcheviks, finalement ils tenteront de tuer Lénine le 30 août. Les Bolcheviks réagissent en serrant les rangs, en écartant tous les autres groupes socialistes des soviets et en mettant en place la Tcheka  qui s’engage dans une « terreur rouge » assumée.

#### Boukharine reprend toutes ses activités dans le Parti - publication de deux brochures en 1918
La bibliographie de Boukharine indique une absence complète de publication en juin 1918. En fait, c’est le moment où il part à Berlin avec une délégation chargée d’une négociation économique. Un mois plus tard, le 7 juillet, au lendemain de l’assassinat de von Mirbach, il est de retour et il signe dans la Pravda son premier article depuis février. Il en écrira 72 jusqu’à la fin de l’année, malgré quelques semaines d’un nouveau séjour en Allemagne en octobre-novembre (d’où il donne des articles à la presse scandinave…). Il reconnaît publiquement s’être trompé en refusant le traité de paix, mais seulement le 8 octobre, dans un discours au soviet de Moscou publié par la Pravda le 11 octobre.
Il a donc repris son activité principale dans la presse du parti et les autres tâches qui lui sont confiées sont « internationales ». On ne sait pas exactement quelle était sa seconde mission à Berlin, sauf qu’il y a vu Liebknecht et que le gouvernement allemand l’a expulsé avec les diplomates soviétiques avant l’armistice qui suspend la guerre le 11 novembre.
Boukharine est aussi un propagandiste, auteur de libelles et de brochures, et, en 1918, il en a publié deux. Le premier petit livre est la suite de son récit de la révolution de 1917. Après La lutte des classes et la révolution russe, qui s’arrêtait en Juillet, il va jusqu’en Octobre avec De la dictature de l’impérialisme à la dictature du prolétariat, Les deux parties sont traduites en allemand et imprimées à Zurich avec un nouveau titre : De la chute du tsarisme à la chute de la bourgeoisie. La deuxième brochure est Le programme des communistes (bolcheviks) qu’il rédige personnellement et publie sous son seul nom en plusieurs langues, à partir de mai 1918 (date indiquée à la fin de la conclusion).
La rédaction et la publication de ces travaux enjambe la période de l’opposition au traité de Brest-Litovsk et du « communisme de gauche ». On n’y trouve cependant aucune trace de ce conflit majeur. Au contraire, ces textes, et particulièrement le récit de la révolution, expriment clairement les manières de voir et de penser des Bolcheviks dans leur ensemble à ce moment de leur histoire.

##### De la dictature de l’impérialisme à la dictature du prolétariat
Quand Boukharine reprend la plume pour raconter la prise du pouvoir par les Bolcheviks. Il ne pense pas à faire un témoignage historique : il écrit un tract pour faire avancer la « révolution permanente » qui, partant de la Russie, « se transforme en révolution européenne du prolétariat, armé par ce même État impérialiste sur la tête duquel il lève déjà le couteau luisant de la guillotine ».
Pour résumer le « tract », il suffit de dire qu’il raconte comment, pendant l’été 1917, les deux candidats au rôle de « Bonaparte de la Révolution russe », Kerensky et Kornilov, se sont neutralisés, si bien que les Bolcheviks, un moment affaiblis, ont pu ressurgir et prendre le pouvoir à l’automne. Ce récit qui met en scène des classes sociales ou des « masses » et leurs incarnations dans des personnages politiques est étonnamment déséquilibré. Kerensky est nommé 75 fois, Kornilov 56 fois et des dizaines de Cadets, de Mencheviks ou de S. R. sont aussi cités ; par contre le prolétariat s’incarne dans un « Parti du prolétariat », jamais autrement désigné, dont deux chefs seulement sont nommés : Trotsky, 3 fois, et Lénine, 2 fois dans la même page, lorsque, le 25 octobre [7 novembre], « la nouvelle révolution l’a libéré du mystère dont il avait dû s’entourer ».
Le mot « mystère », vaut aussi pour tout ce qui concerne l’activité des révolutionnaires bolcheviks pendant la période qui précède leur arrivée au pouvoir. Boukharine présente les choses comme si le « Parti du prolétariat » avait toujours su quoi faire sans avoir à en discuter. Un silence total sur la préparation et l’organisation d’une insurrection décidée et réussie par le parti bolchevik dans un récit de la période où le parti n’a rien fait d’autre implique la volonté de garder un secret. Sans doute s’agit-il du « savoir faire » du parti, du « professionnalisme révolutionnaire » acquis dans la clandestinité. Le Bolchevisme se voit comme l’union réussie de la science marxiste avec la science stratégique, l’art de la guerre. Cacher une partie de ses capacités ou de ses faiblesses peut constituer un avantage stratégique.
Boukharine en racontant la révolution comme si le parti était toujours un bloc unique masque aussi bien son élargissement que ses fractionnements. Trotsky et d’autres forces venues des Mencheviks ou des SR ont rejoint les Bolcheviks (ce qui aide Boukharine à parler, comme Trotsky, de révolution permanente ). Kamenev, en avril, en octobre et en novembre, Zinoviev, en octobre, et d’autres encore (Staline, Rykov, etc.) ont parfois refusé de suivre Lénine. Les lecteurs de la brochure n’en sauront rien.
L’unité de pensée et d’action du parti bolchevik est un mythe aussi bien avant 1917 que pendant la période révolutionnaire et dans les premières années du régime soviétique. Mais au terme de la guerre civile, en 1921, les « fractions » seront interdites et le mythe deviendra une contrainte destructrice : Tous ceux qui seront éliminés dans la lutte pour le pouvoir dans le parti le seront pour « fractionnisme » et leurs divergences seront toujours inscrites dans une série de « fautes » remontant aux origines de la révolution…

##### Le programme des communistes (bolcheviks)
Le contenu du Programme des communistes (bolcheviks) rédigé par Boukharine confirme que, sauf sur la question du traité de paix, il ne se voit pas comme un opposant, même s’il développe quelques idées personnelles.
Le débat sur le Programme a commencé à la conférence d’avril 1917 du POSDR(b). La majorité de la commission du programme, contre l’avis de Lénine, veut refondre toute la partie générale du programme fondateur de 1903 en la basant sur une description de l’impérialisme. Lénine, lui, veut garder le résumé de Plekhanov sur le capitalisme en le complétant par un paragraphe sur la dernière étape du capitalisme, l’impérialisme. Comme dans les débats précédents entre exilés, deux autres questions divisent les Bolcheviks : le droit à l’autodétermination des nations et le contenu du programme « minimum » quand la révolution prolétarienne est à l’ordre du jour.
La rédaction d’un texte de programme est prévue et reportée quatre fois de suite : 1. La Conférence d’avril prévoit de prendre une décision au Congrès suivant. 2. Le VIe Congrès de juillet étant semi clandestin, le débat est reporté à un Congrès extraordinaire convoqué pour le 30 octobre. 3. Le Congrès extraordinaire ayant été annulé pour cause d’insurrection le 25 octobre, le dossier du programme est mis en attente pour le prochain Congrès. 4. Le VIIe Congrès du 4-6 mars 1918 étant entièrement consacré à la ratification du traité de Brest-Litovsk, une nouvelle résolution de report est adoptée. Cette fois Lénine propose qu’une commission spéciale rédige le texte et le publie rapidement pour le compte du parti, même s’il peut contenir « de nombreuses erreurs ». La commission spéciale, d’après une note de Iaroslavsky incluse dans l’édition de 1933 du protocole du VIIIe Congrès, n’a pas laissé d’archives, mais c’est elle qui, un an plus tard, diffuse un projet qui sert de base au Programme adopté finalement au VIIIe Congrès, le 20 mars 1919.
Le programme des communistes (bolcheviks) de Boukharine est achevé environ deux mois après le VIIe Congrès. Le texte découpé en 19 chapitres et une conclusion est un défi lancé à la commission (dont Boukharine est membre). Lénine espérait une publication rapide d’un texte respectant ses indications et c’est un des trois « minoritaires » de la commission qui propose une sorte de commentaire développé d’un programme encore non écrit…
Sur le point le plus controversé, la refonte de la partie générale sur le capitalisme, Boukharine a une solution. Il n’a pas besoin de compléter le tableau économique du capitalisme concurrentiel (selon Plekhanov) par une définition économique de l’impérialisme (selon Lénine). Le capitalisme est une structure sociale basée sur l’appropriation privée des moyens de production, elle oppose « deux camps : Ceux qui travaillent beaucoup et qui mangent peu et mal, et ceux qui travaillent peu ou point, mais qui n’en mangent que davantage et mieux ». Comment la propriété privée des moyens de production s’est-elle maintenue jusqu’à présent ? Parce que les capitalistes ont constitué des « organisations ». La plus importante et la plus générale est l’État bourgeois qui s’est développé en « une énorme fédération de capitalistes ». Ce sont ces « associations étatistes » des différentes bourgeoisies qui « luttent actuellement entre elles comme les capitalistes séparés luttaient entre eux ». Seule la classe ouvrière peut « étouffer la guerre et briser le joug du capitalisme », comme elle a commencé à le faire en Russie.
Boukharine s’appuie sur sa théorie de l’État impérialiste élaborée en 1916 et sur ce qu’il retient des idées de Bogdanov. Le chapitre III sur l’objectif d’une « production communiste coopérative » le confirme : Lénine avait contesté la proposition faite par Boukharine d’introduire une définition du communisme développé. « Ce sont des choses que nous ne savons pas », disait-il, « les briques qui serviront à bâtir le socialisme ne sont pas encore faites ». Boukharine a une solution : il évoque une société communiste future où le « bureau central de statistique » jouera un rôle essentiel dans la planification. Cette représentation, commune dans la social-démocratie d’avant guerre, semble empruntée à L’Étoile rouge, le roman d’anticipation de Bogdanov de 1908, ou à La Femme et le Socialisme de Bebel.
Lénine dans sa résolution sur la modification du Programme recommandait de mieux définir « l’État de type nouveau, la République des soviets et la dictature du prolétariat ». Boukharine le fait en quatre chapitres où il critique le parlementarisme bourgeois qui écarte le peuple du pouvoir. Pour la « partie politique », il ne s’éloigne des demandes de Lénine que sur un point : il n’envisage pas l’hypothèse d’un « recul » au cours de la lutte vers l’étape « dépassée » du parlementarisme bourgeois que le parti, dans ce cas, ne renoncerait pas à « utiliser ».
« Il faudra revoir dans le même esprit les parties économiques, y compris la partie agraire, et aussi les parties pédagogiques et autres de notre programme » disait Lénine. Boukharine rédige neuf chapitres sur la nationalisation des banques, de la grande industrie et de la terre, sur l’administration de l’industrie, l’obligation du travail et le contrôle du commerce. Il rejoint Lénine sur les thèmes de la discipline au travail et anticipe ce qu’il dira en 1919 sur la fin du pouvoir de l’argent. Il complète la liste de Lénine en justifiant très fermement la « nationalisation du commerce extérieur ».
Il explicite enfin les « autres parties » du programme en traitant de la place de l’Église et de l’école dans la République des soviets, de l’armée et de « la libération des peuples ». C’est seulement sur le dernier point qu’il conteste ouvertement une position majoritaire dans le parti et dans la Commission. Le droit de « disposer d’elles-mêmes », précise-t-il, ne peut pas concerner les « nations (des ouvriers et des bourgeois ensemble) ». C’est un droit des classes ouvrières : « les ouvriers d’une nationalité vivant en Russie peuvent constituer une République des soviets séparée… nous ne vous retiendrons pas un instant par la violence ».
Boukharine, avec ce Programme à la fois personnel et conforme aux choix majoritaires (il ne laisse voir qu’il s’en écarte qu’une seule fois) inaugure sa série de contributions à la rédaction des « programmes » communistes internationaux. Elle s’étirera sur 10 ans, jusqu’en 1928…
Le défaut majeur de ce Programme est qu’il anticipe peu ou mal les difficultés à venir. C’est encore un exposé des idées conçues avant le moment révolutionnaire : le capitalisme monopoliste d’État a déjà mis en œuvre les moyens d’un « kontrol » de la production et de la distribution des richesses produites ; l’État prolétarien peut les utiliser, y compris pour contrôler les innombrables petites entreprises qui doivent rester en dehors de la nationalisation… En fait, les nationalisations ont été plus étendues vers la petite production et n’ont pas pu se saisir d’une grande partie de la grande industrie sur un territoire disloqué et occupé par des troupes étrangères… S’emparer des banques et les faire fusionner laisse espérer la réalisation « d’une comptabilité sociale de la production coopérative socialiste », mais en attendant il faut s’accommoder de l’inflation… La guerre civile va prolonger les trois ans de guerre internationale. L’auteur du Programme le sait, mais anticipe très peu les désorganisations encore à venir. Enfin ce programme des communistes bolcheviks est imaginé comme étant tout aussi bien celui de la République des soviets et de la classe ouvrière russe entraînant la masse des paysans pauvres. Sans le dire, la lutte « sans indulgence » contre la bourgeoisie a déjà établi un régime de parti unique.

#### La fin de la guerre mondiale et l’appel à la fondation d’une nouvelle Internationale
Malgré toutes les difficultés, les chefs et les militants bolcheviks sont optimistes quand s’approche la fin de la guerre mondiale. Les deux Empires vaincus vont entrer en révolution. Boukharine, nous l’avons vu, est à Berlin en octobre pour être au plus près de l’événement et rapprocher les Spartakistes des Bolcheviks.
L’expulsion des représentants officiels de la République des soviets, dont Boukharine, ne change pas le projet de Lénine et de la direction du PC(b)R. C’est le moment de créer une nouvelle Internationale Communiste violemment opposée aux résidus de l’ancienne Internationale Social-démocrate. Boukharine fait partie des principaux acteurs de la fondation de l’IC.
W. Hedeler a découvert dans les archives russes qu’un manuscrit préparatoire de la Lettre d’invitation au Congrès de fondation (publiée le 24 janvier 1919 dans la Pravda) était de la main de Boukharine (dans la publication finale, elle est signée seulement par Lénine et Trotsky, qui l’a incluse dans le volume XIII de ses œuvres – mais c’est évidemment un travail collectif).
Les lettres échangées entre Lénine et Tchitcherine (le commissaire aux affaires étrangères chargé d’organiser les liaisons internationales) montrent que dès décembre 1918, Boukharine est au travail pour préparer une Plate-forme de l’Internationale.
Les mauvaises communications et l’accumulation des déconvenues en Allemagne auraient pu ralentir les efforts des chefs bolcheviks. Boukharine le sait bien puisque, à la mi-décembre, une délégation des soviets de Russie, dont Boukharine fait partie, est invitée par le Conseil exécutif de Berlin au Congrès des Conseils allemands du 16 décembre 1918. Les sociaux-démocrates « majoritaires » dominent déjà la plupart des Conseils mais ils ont laissé lancer cette invitation. L’autre pouvoir, le gouvernement du Conseil des commissaires du peuple, également sociaux-démocrates et très anti-bolchevik, fait refouler la délégation russe quand elle se présente à la frontière. Un parti communiste allemand se constitue malgré tout à travers des événements de plus en plus dramatiques, jusqu’à l’assassinat de ses chefs en janvier 1919. Les dirigeants qui survivent demandent de retarder la fondation de la nouvelle Internationale. C’est le message que porte Albert (Eberlein), le seul délégué qui a pu parvenir à Moscou.
En s’appuyant sur quelques petits partis et surtout sur des groupes de militants présents en Russie, le parti communiste russe atteint son objectif. L’IC est fondée le 4 mars 1919, malgré l’abstention du délégué allemand, Albert (Eberlein). C’est avec lui que Boukharine présente un rapport sur la Plate-forme qui est adoptée le 6 mars.

### Les Bolcheviks luttent pour la survie et pour l'extension de leur révolution (1919-1923)
En Russie, après deux années intenses de révolutions et de rebondissements tragiques, les cinq années suivantes ne sont pas moins chargées en événements bouleversants et en retournements dramatiques. Ce qui change à partir de 1919, c’est que la guerre mondiale ne se prolonge encore qu’en Russie. Une terrible guerre civile, un blocus hermétique, un effondrement économique et des famines catastrophiques vont ainsi durer deux à trois ans sans anéantir pour autant l’espoir des Bolcheviks : l’extension au reste du monde de leur révolution.
Mais, à la fin de 1923, cette espérance subit un revers plus grave que tous ceux qui l’ont précédé : l’insurrection révolutionnaire allemande, décidée pour la fin octobre, n’a même pas pu être engagée… Dans les mois qui suivent, le parti bolchevik qui a perdu Lénine, muet et paralysé depuis mars 1923 et bientôt mort le 21 janvier 1924, se divise une fois de plus et, cette fois, sans retour.

#### Comment Boukharine traverse-t-il ces cinq ans?
La réponse la plus condensée est que pendant tout ce temps il est un membre « candidat » [ou « suppléant »] du Bureau Politique du PCR(b), depuis la création de ce nouvel organe de direction en mars 1919 jusqu’à la mort de Lénine en janvier 1924, quand Boukharine devient « titulaire ». Les activités politiques de Boukharine sont déterminées par la place qu’il occupe au sommet du parti. Elles sont dans le prolongement de ce qu’il faisait jusque là pour le CC, mais plus étendues.
Il ne s’occupe toujours pas de questions militaires et, pendant la guerre civile, on ne le voit pas sur le front en « commissaire politique » comme Staline ou Piatakov. Il ne participe pas davantage au gouvernement des commissaires du peuple. Il semble même ne plus siéger au « bureau » du Conseil suprême de l’économie nationale dont il était membre en 1917, quand Ossinski le présidait. Il n’intervient pas directement dans la mise en œuvre de la politique économique.
Il est en premier lieu le responsable éditorial de la Pravda. Il n’est pas le seul responsable et, comme le montre une photo de tout le personnel du journal en 1922, la sœur de Lénine, Maria I. Oulianova est à ses côtés (mais il se distingue de tout le reste du personnel : il est le seul à porter un chapeau et à s'appuyer sur une canne !). Il écrit beaucoup plus dans la Pravda pendant les années de guerre civile (110 titres en 1919, 70 en 1920) que dans les trois années suivantes (respectivement 25, 15 et 25 titres). Ses congés, rares en 1919 et 1920, s’allongent ensuite (au moins deux mois en 1921, trois mois en 1923), il a quelques problèmes de santé, mais c’est aussi parce qu’il lui faut du temps pour ses autres activités.
Il est en effet très présent dans la nouvelle Internationale communiste (IC) dont il est un des principaux responsable. Membre du Comité Exécutif dès sa constitution, puis secrétaire du CEIC et membre du « petit bureau », il travaille régulièrement au siège de l’IC, à Moscou, il va plusieurs fois en Allemagne et au moins une fois en Scandinavie. Il participe aux quatre premiers Congrès, où il intervient surtout sur des questions de programme (il rédige la Plateforme du premier Congrès, il présente un rapport sur le parlementarisme au deuxième, il fait une conférence pour expliquer la Nouvelle politique économique (NEP) aux délégués du troisième Congrès, il présente son premier Projet de Programme de l’IC au quatrième Congrès). Il s’exprime aussi sur des questions controversées où il soutient parfois un point de vue minoritaire (par exemple quand, en 1922, il conteste l’introduction dans le programme de revendications « de transition », i.e. des revendications qui conduisent à la lutte pour le socialisme sans le viser directement).
Le Bureau Politique le mandate aussi pour une activité intermittente de « modération » ou de « contrôle » des actes de répression du pouvoir bolchevik qui se multiplient depuis qu’avec la guerre civile, la Terreur rouge est à l’ordre du jour. Selon le témoignage d’un ancien collaborateur de Boukharine à l’Institut des professeurs rouges, Youri Petrovich Deniké, recueilli en 1963, « alors qu’on lui demande pourquoi Boukharine n’a aucune position officielle dans l’appareil d’État, Lénine répond que le parti a besoin d’au moins une personne  "dotée d’un esprit imperméable à la bureaucratie" » . Voici quelques exemples de ces interventions.
En septembre 1919, 700 personnes sont arrêtées pour démanteler un « centre » qui, selon la Tcheka, menaçait le pouvoir des soviets. Il y a 67 exécutions. Boukharine dira plus tard (au cours d’une procédure de « purification » du parti en 1933) qu’il avait rédigé les attendus du verdict, mais le Bureau Politique, le 11 septembre, l’avait aussi chargé, avec Kamenev et Dzerjinski, de vérifier la liste des personnes arrêtées. Il veille à faire libérer Alexandre Potressov, un menchevik très « défensiste » pendant la guerre et très opposé aux bolcheviks, mais qui, avec Lénine et Martov, avait fondé en 1896 l’Union de lutte pour l’émancipation de la classe ouvrière. La situation est très tendue, comme le montre ce qui se passe le 25 septembre : Plus de 100 membres actifs du parti de Moscou se sont réunis pour une consultation sur le travail des écoles du parti. Boukharine vient de terminer sa contribution à la discussion au cours de laquelle il a demandé que la Terreur rouge soit atténuée lorsqu’une bombe lancée dans la salle de conférence explose. 12 personnes sont tuées sur place, 55 participants à la conférence, dont Boukharine, sont blessés.
En 1920 Boukharine est membre de la commission chargée d’inspecter les prisons. Il représente aussi la Direction au comité contre l’antisémitisme. En 1922, il est avocat de la défense du procès fait entre juin et août à 34 SR (ce rôle un peu surprenant est en fait une conséquence de la rencontre des « trois Internationales », à Berlin, du 2 au 6 avril : la délégation du CEIC conduite par Radek, Zetkin et Boukharine avait garanti aux délégués de la IIe Internationale et de l’Union des partis socialistes pour l’action internationale que les SR, déjà arrêtés, ne seraient pas condamnés à mort, [voir plus loin le détail de cette affaire]). En septembre-novembre 1922, Boukharine est consulté lorsque Lénine décide d’expulser de Russie des dizaines d’intellectuels et leurs familles (cet épisode est connu sous le nom de l’affaire des « bateaux des philosophes »). À cette époque, il est souvent sollicité pour intervenir en faveur de la libération de personnes, comme le frère du poète Mandelstam en 1922 et 1923.
C’est encore Boukharine qui participe en 1923 à l’élaboration d’un rapport sur les camps des îles Solovetski (avec Molotov et Unschlicht). Finalement, en 1924, il défendra une politique plus « libérale » pour le parti et le GPU : « moins de répression, plus de légalité, plus de discussions, plus d’autogestion (sous la direction du parti naturaliter) » écrit-il dans une lettre à Dzerjinsky non datée mais antérieure au 24 décembre 1924. (Voir la suite au § suivant)
Toutes ces activités, qui semblent déjà dépasser des capacités de travail humaines normales, sont enfin couronnées par un intense travail intellectuel de vulgarisation, de recherche et d’enseignement. En trois ans Boukharine publie trois titres influents et ambitieux. L’ABC du communisme (avec Préobrajensky) en 1919 est un commentaire du Programme adopté par le PCR(b) en mars 1919 qui sera lu dans le monde entier et représentera pour beaucoup des lecteurs immédiats les idées du communisme. L’Économique de la période de transition, en 1920, est une recherche théorique novatrice sur la dimension économique de la crise révolutionnaire. La Théorie du matérialisme historique, de 1921, est un Manuel populaire de sociologie marxiste qui propose à l’usage des cadres communistes en formation une synthèse marxiste sur les sciences sociales et philosophiques les plus récentes. Il ne publie pas d’ouvrages aussi marquants en 1922 et 1923, mais pendant ces cinq années il a participé à la mise en route d’une Université communiste (l’Université Sverdlov), d’une Académie socialiste (puis communiste), d’un Institut des professeurs rouges ; il a donné des cours et tenu des séminaires (sur l’histoire de la guerre mondiale, sur Le Capital de Marx, sur le matérialisme historique ou sur la dialectique) ; il a participé à toutes sortes de joutes avec ses critiques, qu’ils soient universitaires ou politiques (c’est sur ce terrain qu’il a encore le plus grand nombre de controverses avec Lénine, alors qu’ils n’ont qu’un seul véritable conflit sur le terrain politique au moment du débat sur les syndicats, en janvier 1921).
Quand Lénine meurt en janvier 1924, Boukharine est une personnalité politique importante et indépendante, reconnue selon les mots du « testament » de Lénine comme « un théoricien des plus marquants et de très haute valeur », même si ses idées sont discutées de tous côtés et si Lénine peut exprimer un doute sur son « marxisme ». Mais pour comprendre la place de Boukharine sur la scène politique soviétique, il faut aussi intégrer des éléments de sa vie personnelle.

#### Quelques éléments sur la vie privée de Boukharine entre 1919 et 1923
La première information sur la vie privée de N. I. Boukharine pendant cette période est une injonction de déménager qu’il reçoit de  Krestinski. Le secrétaire du parti (un poste nouvellement créé) a appris que Boukharine et sa femme occupent une chambre sombre et froide dans la Première Maison des Soviets de Moscou (l’ancien hôtel National (en)). Le 14 novembre 1919, il leur ordonne d’aller dans la Deuxième Maison des Soviets, (l’ex-Hôtel Metropol (en)) où ils auront une chambre jusqu’à l’installation de Boukharine au Kremlin, en 1927, avec ses oiseaux et ses renards apprivoisés. L’anecdote, outre le surprenant contrôle du responsable de l’organisation du parti sur le confort d’un autre haut responsable, souligne la faible séparation entre vie publique et vie privée chez les Bolcheviks.
Dès mars 1918, lorsque le gouvernement soviétique a pris le train à Petrograd pour s’établir dans une ville plus sûre et s’est installé dans les palais, les hôtels particuliers et les palaces de Moscou, les dirigeants et leurs familles ont vécu dans les mêmes bâtiments en ville, se sont retrouvés dans les mêmes domaines et datchas à la campagne, aidés par les mêmes cuisiniers, les mêmes nounous et tout le personnel qui était à leur service. La nièce d’Esphir Gurvich, dans son livre de souvenirs, relève que N. I. a toujours vécu sans rien posséder, ni maison, ni meubles, sauf ses livres, ses archives et ses collections, et il était toujours logé au Kremlin avec son père, sa première épouse, sa jeune compagne et leur fils quand il a été arrêté en 1937.
Au début des années Vingt, que se passe-t-il dans la vie personnelle de Boukharine ? Depuis 1911 il est marié à Nadejda Mikhailovna Lukina qui n’a pu être avec lui que par intermittence en raison des difficultés de l’exil et d’une lourde maladie chronique. Les biographes de Boukharine ne donnent aucune information sur sa famille entre 1917 et 1919. La première mention de Nadejda est dans l’ordre de déménagement donné par Krestinski. Elle vit donc avec lui depuis un certain temps, mais au cours de l’été 1920, le mariage de Boukharine se défait et il rencontre une jeune collaboratrice de Maria I. Oulianova, Esphir Isaevna Gurvich.
Il y a trois sources différentes sur cette histoire : la correspondance de Boukharine, en 1920, les souvenirs d’Esphir Isaevna, recueillis en 1961 (à l’occasion d’une « vérification » des biographies par le Parti !), et une lettre de Boukharine à Staline en 1937.
Un militant allemand du nom de Willi Budich (de) venu à Moscou pour le deuxième Congrès de l’IC (juillet- août 1920) a vu Nadejda et en est tombé follement amoureux. Il lui écrit et lui envoie des poèmes, elle répond qu’elle est sensible à ses sentiments, mais, finalement, après une rencontre en octobre, elle décide de ne pas aller plus loin. Nikolaï Ivanovitch, qui est informé de tout et correspond avec les deux amoureux ne s’oppose pas à leur relation qui, espère-t-il, pourrait redonner vitalité et courage à sa femme. Cependant, lorsque Nadejda met fin aux rêves de Willi Budich, N. I. ne reprend pas une vie de famille avec elle, il s’est engagé ailleurs.
Esphir (transcription en russe d’Esther) Isaevna Gurvich est une jeune femme de 25 ans, née en Lituanie en 1895, dans une famille juive très nombreuse. Intelligente et indépendante (elle a réussi à commencer des études d’architecte à Saint-Pétersbourg contre la volonté de son père), elle est activiste bolchevik depuis mai 1917. Elle a travaillé dans la presse bolchevique d’Ukraine jusqu’en juin 1919 et a du s’enfuir jusqu’à Moscou en transportant des documents du parti lorsque Denikine s’est emparé de Yekaterinoslav. Embauchée aussitôt comme la collaboratrice directe de Maria I. Oulianova à la Pravda, logée à l’ex-hôtel Metropol et invitée régulièrement au domaine de Gorki où Lénine, sa famille et de nombreux cadres bolcheviks profitent de la campagne, elle a depuis un an de multiples occasions de rencontrer Boukharine. Mais, selon son récit de 1961, leur relation se noue en 1920 (sans doute en été) au cours de jeux de société dans le jardin de Gorki. Lénine aurait remarqué leur flirt et fait rougir Boukharine en lui demandant : « Allons-nous vous chanter l’hyménée ? ». Pour Esphir, sa vie commune avec N. I. commence ainsi, en 1920, quand « nous nous sommes rencontrés, quand nous sommes devenus amis et que je suis devenue sa femme ». Ni l’un ni l’autre n’a voulu enregistrer cette union (les bolcheviks faisaient ainsi) et Esphir y a mis fin de sa propre initiative en 1929 (pour protéger leur fille en essayant de ne pas être ostracisée pour sa proximité avec un déviationniste).
En fait Esphir a un fort caractère et n’a jamais cédé sur son engagement politique et pratique personnel. À la fin de 1920 et au début de 1921, elle est la secrétaire de l’organisation du parti à la Pravda, et elle assiste au Xe Congrès du PC(b)R de mars 1921 (comme technicienne, pour réaliser un enregistrement des discours de Lénine et préparer un protocole plus fiable). À l’issue du Congrès, elle est une envoyée spéciale de la Pravda qui se joint à la troupe des délégués qui prend Cronstadt d’assaut par la mer en passant sur une mince couche de glace. Lorsque Maria I. Oulianova propose à sa protégée d’aller à Londres pour un an en tant que rédactrice du magazine Russian Information and Review publié en Grande-Bretagne par la délégation commerciale de la République des soviets, elle n’hésite pas et part de l’automne 1921 à l’automne 1922. Elle apprend l’anglais (elle sait aussi l’allemand et le français) et revient avec un projet : se former comme propagandiste du parti en suivant les cours de marxisme organisés par le Comité Central pendant deux ans. Après la fin de ces études, en 1924, et après la naissance de Svetlana en juin de la même année, elle occupera divers emplois de propagandiste et de formatrice notamment dans une école des cadres du parti à Zvenigorod, à proximité de la résidence de campagne de Staline à Zoubalovo, mais c’est déjà une autre époque, 1926, celle où Boukharine et Staline semblent former un « duumvirat » (voir les § suivants).
Le troisième document qui éclaire – d’une autre manière – la vie privée de Boukharine est une lettre qu’il écrit à Staline le 15 avril 1937 où il lui parle « directement et ouvertement… de ce dont on ne parle pas d’habitude ». Les circonstances sont très contraignantes, car, à cette date (15 avril), Boukharine, arrêté depuis plus d’un mois, résiste encore aux enquêteurs (il rédigera ses premiers aveux le 3 juin) et il ressasse tout ce qui le tourmente (ici, c’est le sort de ses proches…) le contenu de ce message doit être lu prudemment. Il semble répondre à une parole de Staline prétendant que Boukharine avait « dix femmes » (il est difficile de comprendre où et quand il a entendu ces mots, peut-être en février 1937, au cours de la réunion du CC qui a décidé de remettre Boukharine au NKVD). Non, répond-il : « au cours de mon existence, je n’ai connu que quatre femmes » et « je n’ai jamais vécu avec plus d’une femme en même temps ». Cette lettre tient évidemment compte de son destinataire : il parle de sa troisième compagne, au début des années Trente, en indiquant au passage qu’il savait que Sacha V. Travina « était proche de certains cercles de la Guépéou » (Elle lui avait dit au bout d’un an et demi qu’elle avait dès le départ une mission pour la Guépéou, et ils n’avaient pas rompu…). Le bref récit de sa vie sentimentale que Nikolaï Ivanovich confie à Koba montre plus qu’il ne le voudrait qu’il s’est constamment installé dans des positions contradictoires et douloureuses parce qu’il semble n’avoir jamais voulu se séparer complètement d’aucune de ces femmes, ni choisir clairement quand c’était possible ou nécessaire. Voyons ce qu’il dit [et ne dit pas] de ses deux premières unions.
Il date sa séparation de facto d’avec Nadejda de 1920, [sans dire un mot de Willi Budich]. « Lorsque j’ai rencontré Esphir, elle (Nadejda Mikhaïlovna) en a presque perdu la raison » et, avec l’aide de Lénine, dit-il, elle était allée se soigner en Allemagne. Boukharine semble ensuite faire allusion au séjour d’Esphir en Angleterre : « Pour permettre à N. de se rétablir, je me suis séparé temporairement d’E. », et il ajoute « craignant pour la santé de N., j’ai gardé secrète ma relation avec Esphir ». [Faut-il croire que la mission d’Esphir à Londres était une ruse pour séparer les amants ? En tout cas, c’est N. I. qui a mis fin à la séparation des époux : quand Esphir était en Angleterre, il est venu en Allemagne pour la conférence des « trois Internationales », en avril 1922. Il a voulu en profiter pour passer quelque temps avec sa première épouse. Cette visite n’est pas passée inaperçue. Devant la menace d’une agression et en l’absence d’autres solutions, l’ambassade les a fait repartir ensemble pour Petrograd ]. « Ensuite, notre fille est née, et la situation devenait impossible ». Il se souvient qu’il n’en dormait plus et il le reconnaît : « Objectivement, j’ai fait souffrir Esphir en la mettant dans une situation aussi difficile ». Ce qui explique qu’elle l’ait quitté en 1929, même si c’était « peut-être en partie à cause de mes problèmes politiques de l’époque ».
Ainsi, de facto, même si leur relation avait changé, Nikolaï et Nadejda ne se sont jamais complètement séparés, et jusqu’au bout, elle a été hébergée dans un des logements que l’État soviétique attribuait à Boukharine. Esphir et, plus tard, leur fille, habitaient en d’autres lieux, dont, très souvent l’appartement de Boukharine dans le domaine de Gorki, près de la famille de Lénine. Dans les souvenirs d’enfance de Svetlana, la figure de Maria I. Oulianova occupe une grande place, ainsi que le groupe des enfants des dignitaires du régime. Finalement seule Esphir a su rompre sans ambiguïté et N. I. le reconnaît curieusement en écrivant à Staline qu’elle « fonda une nouvelle famille », alors que la biographie d’Esphir n’indique aucun remariage ni aucune liaison notable. Elle semble ne s’être occupée que de ses recherches sur l’économie américaine et de protéger sa fille, jusqu’à leurs arrestations en 1949.
Les relations personnelles des dirigeants bolcheviks ne se limitent pas au cercle étroit de leurs familles. Le mode de vie « collectif » qu’ils pratiquent crée des liens (Boukharine et l’épouse de Staline, Nadejda Allilueva, ont une vraie amitié). Mais pendant cette période (1919-1923), l’attachement personnel le plus fort de Nikolaï Ivanovich est pour son « professeur et maître » Vladimir Ilitch. Depuis qu’ils se connaissent les deux hommes s’apprécient hautement… et trouvent toujours un point de désaccord ou un motif de controverse. Le rythme de ces accrochages ralentit à peine après l’affrontement de 1918. Au VIIIe Congrès du Parti, en mars 1919, la discussion du programme réactive le débat sur le droit des nations à l’autodétermination et ouvre un nouveau champ : expliquer les bases économiques de la révolution socialiste (Lénine affirme que Boukharine n’arrivera pas, malgré tout son talent, à « donner une vue d’ensemble de la destruction du capitalisme et de l’impérialisme »). Le seul conflit public de la période est la violente dispute sur les syndicats de janvier 1921. Lénine semble très irrité et, citant Kamenev, traite Boukharine de « cire molle » sur lequel « n’importe quel "démagogue" peut inscrire ce que bon lui semble ». En mars 1922, au XIe Congrès du PCR(b), Lénine ne résiste pas à donner un coup de pique en disant qu’il aurait « voulu discuter un peu avec » Boukharine, malheureusement absent, sur la question du capitalisme d’État « en régime communiste ». Il y a aussi un conflit à l’intérieur du Bureau politique, qui s’amorce en octobre 1921, lorsque Boukharine (avec Staline) soutient une proposition de Milioutine et Sokolnikov d’allègement du monopole du commerce extérieur (pour tenter de rendre l’administration soviétique du commerce moins inefficace). Lénine qui n’est pas d’accord s’aperçoit, après son AVC de mai 1922, que le bureau politique a discuté d’un assouplissement du monopole du commerce extérieur et il s’y oppose avec vigueur en décembre  (le CC du 18 décembre, y compris Boukharine, suit Lénine).
L’essentiel des discussions entre V. I. et N. I. est d’ordre privé et leur contenu nous échappe, faute de traces. Un document isolé donne cependant un aperçu du regard de Lénine sur son disciple le plus indocile. Les annotations marginales de Lénine sur son exemplaire de l’Économique de la période de transition ont été publiées en 1929 (pour nuire à Boukharine). On y trouve de tout : une forte irritation lorsque Lénine sent l’influence de son « ennemi numéro un » Bogdanov, de l’agacement pour le vocabulaire sociologique et les mots en latin, des fous-rires quand le style devient mathématique, une grande quantité de marques de désapprobation (les plus nombreuses) et des applaudissements chaleureux (nombreux, mais minoritaires), quelques mesquineries et des remarques très pénétrantes… Le conflit porte sur la manière de penser : pour Lénine, c’est toujours en stratège ; pour Boukharine, il faudrait être à la fois économiste et sociologue. Difficile de trouver un terrain commun.
La correspondance de Lénine et Boukharine a manifestement été expurgée au cours du développement des luttes pour le pouvoir en URSS. Là aussi, ce qui a survécu, c’est ce qui a été utilisé contre Boukharine : ses efforts pour faire comprendre à Lénine que Bogdanov avait évolué depuis son livre sur l’empiriocriticisme et qu’il fallait lire la Tectologie pour le juger ont servi à prouver l’hostilité au léninisme de Boukharine.
Les témoignages sur l’affection réciproque du maître et du disciple, cependant, ne manquent pas. Stephen F. Cohen cite Deniké qui raconte comment Lénine, en 1921, pour trouver un médecin en Allemagne capable de guérir Boukharine malade (il souffrait de troubles cardiaques), a fait envoyer un message au chancelier Wirth où il aurait écrit « Boukharine est comme mon fils ». Enfin, Boukharine est le membre du Bureau politique qui est venu le plus souvent visiter Lénine au cours de sa maladie et, même si c’était fortuitement, il était à son chevet le jour de son décès, le 21 janvier 1924.

#### Trois grandes œuvres de Nikolaï I. Boukharine
Les premières œuvres savantes de N. I. Boukharine (L’économie politique du rentier [1914] et L’économie mondiale et l’impérialisme [1915-1916], avec son complément, Vers une théorie de l’État impérialiste [1916]) n’avaient pas été publiées au moment de leur écriture. Les manuscrits longtemps perdus ou détériorés n’avaient pas pu être imprimés avant la fin de 1917 (L’économie mondiale et l’impérialisme) ou le début de 1919 (L’économie politique du rentier). Vers une théorie de l’État impérialiste attendra encore plus longtemps (jusqu’en 1925). Mais depuis son retour à Moscou en mai 1917, et a fortiori depuis qu’il dirige la Pravda (décembre 1917), Boukharine est devenu un « publiciste » connu de tous, avec une œuvre abondante. Ses brochures et ses livres sont publiés sur un rythme soutenu.
Nous avons vu au § précédent qu’en 1917 et 1918 deux écrits sortaient du rang. 1° Un récit des événements conduisant à la révolution bolchevique, mais qui ne révèle rien sur les débats du « parti du prolétariat »… et, 2° un développement du Programme des communistes « bolcheviks » rédigé avant que le parti l’ait adopté… Ces ouvrages sont éclipsés par trois publications successives en 1919, 1920 et 1921.
Ces trois œuvres sont de nature très variée : un travail de propagande, L’ABC du communisme [1919], une ébauche théorique innovante, Économique de la période de transition [1920] et un gros manuel universitaire, Théorie du matérialisme historique [1921].
Achevé en octobre 1919, L’ABC du communisme, dont Boukharine a partagé l’écriture avec Préobrajensky, est écrit à l’intention des militants actifs, en Russie et dans le monde, qui veulent propager le programme révolutionnaire des bolcheviks. C’est un commentaire, au total 12 fois plus long que son modèle, du Programme du PCR(b) adopté à son VIIIe Congrès, en mars 1919.
Au même VIIIe Congrès, dans la discussion sur le Programme, Lénine avait déclaré :
« Quand Boukharine disait que l'on peut essayer de donner une vue d'ensemble de la destruction du capitalisme et de l'impérialisme,[nous mettons en italiques] nous répliquions à la commission et je dois répliquer ici : Essayez et vous verrez que vous n'y réussirez pas. Le camarade Boukharine a essayé à la commission et a dû lui-même y renoncer. Et je suis parfaitement convaincu que si quelqu'un pouvait y réussir, c'est avant tout le camarade Boukharine qui s'est beaucoup et sérieusement occupé de cette question. »
Comment comprendre la crise révolutionnaire qui détruit le capitalisme et ouvre la voie au socialisme ? Après avoir développé un commentaire du Programme où il n’avait pas pu introduire une réponse à cette question, Boukharine y revient, sept mois plus tard (mai 1920), avec Économique de la période de transition, 11 courts chapitres (dont un rédigé par Piatakov) publiés par l’Académie socialiste, l’institution de recherche du bolchevisme.
Enfin, en septembre 1921, il peut signer la préface d’un Manuel populaire de sociologie marxiste reprenant le contenu d’une partie des cours et des séminaires qu’il a donnés à l’Université Sverdlov, à l’Académie socialiste et à l’Institut des professeurs rouges. Avec l’aide d’un assistant, Youri Petrovich Deniké, il publie le plus gros des ouvrages qui seront édités de son vivant, une Théorie du matérialisme historique de 390 pages, destinée à la formation des formateurs des cadres communistes.
Dans la vie de Boukharine, cette série de publications est un moment fort. L’ABC est traduit et diffusé dans le monde entier (WorldCat, aujourd’hui, recense 75 éditions en 10 ans). La Théorie du matérialisme historique est rééditée jusqu’en 1929 et atteint un tirage cumulé de 380 000 exemplaires, selon la bibliographie d’Hedeler. Elle est aussi traduite en plusieurs langues. Économique de la période de transition, par contre, a une réception très contrastée (quelques réactions très favorables, beaucoup de rejets, totaux ou partiels). Le livre n’est traduit qu’en deux langues : hongrois et allemand. Il n’a pas été réédité en Russie avant 1989 (et d’abord seulement partiellement).
Comme toute l’œuvre de Boukharine, ces livres, dès 1929, vont disparaître matériellement pendant des dizaines d’années et leur contenu pratiquement inaccessible après 1938 ne sera plus connu qu’à travers le prisme déformant du stalinisme. Il faudra revenir sur ces travaux dans la section de la notice Wikipedia sur la place que l’œuvre de Boukharine aura après sa mort dans l’histoire du communisme et du marxisme. Dans ce § ils sont considérés seulement dans leur contexte initial.

##### L’ABC du communisme
Au début des années Vingt, l’ABC est un succès que personne ne conteste dans les milieux communistes, même s’il faut distinguer les deux parties qui le composent. Dès 1923, l’éditeur de la traduction française, Amédée Dunois, prévient les lecteurs que la deuxième partie du livre (sur le programme immédiat du PCR(b) en 1919) est déjà dépassée, et il la supprimera dans la réédition de 1925.
La première partie de L’ABC – celle qui est durablement utile et que Boukharine a rédigée entièrement – est basée sur l’introduction « de principe » du Programme de PCR(b) qui exposait en à peine plus de 3 pages quel était le sens de la révolution russe et du mouvement révolutionnaire mondial en cours : le développement contradictoire du mode de production capitaliste conduit à la révolution aussi bien qu’il crée les bases matérielles d’un mode de production communiste (le programme du POSDR, en 1903, le disait déjà) et la guerre des impérialismes ne peut avoir d’autre issue que la ruine de l’économie mondiale ou la révolution prolétarienne et le communisme. Boukharine a développé ce thème sur 60 pages (vingt fois le modèle…) et de nombreux lecteurs se sont nourris de ses arguments.
Très schématiquement, L’ABC soutient que la structure du capitalisme (des unités de production séparées, une classe de capitalistes peu nombreux monopolisant les moyens de production, une masse grandissante de producteurs réduits à la condition de vendeur de force de travail) est doublement contradictoire : la production est « anarchique » et les deux principales classes sont constamment en lutte. C’est le développement de ces contradictions (essor et domination des monopoles et du capital financier, concurrence de plus en plus violente des « trusts capitalistes d’État » de mieux en mieux organisés économiquement, guerre mondiale et ruine mondiale – sauf aux USA, jusqu’en 1919…) qui rend nécessaire la lutte révolutionnaire pour une société communiste. L’ABC promet que cette société communiste sans classes et sans État saura calculer et organiser un plan de production satisfaisant les besoins de tous. Mais avant d’arriver à ce but final, il faudra une période de dictature du prolétariat. Comment le prolétariat et son parti prendra-t-il le pouvoir ? Par la guerre civile (aucune révolution communiste pacifique n’est possible). Cette guerre civile a un coût élevé, mais elle seule peut mettre fin aux dévastations terribles des guerres impérialistes. Boukharine conclut cette première partie de l’ABC en affirmant hautement que seuls ceux qui se sont rassemblés à Moscou dans la nouvelle Internationale peuvent conduire la révolution communiste dont le monde a besoin. Ceux qui ne les rejoignent pas ont été, sont ou seront des “sociaux traîtres”.
Ce discours intransigeant, très représentatif de toute la nouvelle Internationale, bâtit une explication de la révolution en développant les contradictions de la structure économique fondamentale du capitalisme telle qu’elle a été dévoilée par le marxisme. Mais il ne dit pas grand-chose de la crise révolutionnaire amenée par la guerre, sinon qu’elle est grave.

##### Économique de la période de transition
Économique… tente de combler ce vide. Boukharine s’excuse par avance pour son approche trop « algébrique » – il veut dire trop abstraite et théorique – mais elle est aussi inventive. À première vue, il reprend dans les trois premiers chapitres ce qu’il a déjà exposé deux ou trois fois sur la crise de l’économie mondiale quand s’affrontent de puissants « trusts capitalistes d’État ». Mais il commence – au 1er chapitre – en disant plus nettement que jamais que lorsque le capitalisme « s’organise » et « socialise » la production – ce que les « trusts capitalistes d’État » font pendant la guerre à un degré supérieur – il se nie et crée les conditions de sa disparition.
En effet, les « TCE » en guerre sont bien une « forme plus élevée d’organisation » capable de mettre fin à l’anarchie de la production, mais la guerre des « TCE », la Grande Guerre mondiale, est très destructrice. L’économie au cours de la guerre a été prise dans un processus de « reproduction élargie négative » (voilà bien l’algèbre !) qui ne menace pas seulement le niveau de vie (et la vie tout court) des prolétaires, ouvriers et paysans. Si la régression économique se prolonge assez longtemps, elle « désagrège » et finalement détruit les liens sociaux essentiels, les rapports de production eux-mêmes.
Voilà la base économique profonde de la révolution, voilà pourquoi le prolétariat ne veut plus « consentir à remplir une fonction capitaliste ». Cependant Boukharine, après trois années d’expérience de la révolution, a pleinement conscience que la prise du pouvoir par le prolétariat (et son parti) a été une rupture violente qui a relancé la « reproduction élargie négative » et la désagrégation des liens sociaux. Le « système de la dictature du prolétariat » commence comme une économie de guerre qui fait face à des difficultés accrues comme la rupture des liens entre la ville et la campagne, l’interruption des approvisionnements (intérieurs et extérieurs), l’effondrement de la production et la famine. Le système de la dictature du prolétariat (que Boukharine aurait voulu appeler le « socialisme d’État », il le dit dans Économique de la période de transition) est-il viable ?
Boukharine distingue dans le système des rapports sociaux de production ceux qui expriment la structure hiérarchique du capitalisme (la concurrence monopoliste, le salariat) et ceux qui contiennent déjà des liens de coopération et de solidarité entre les producteurs (dans l’atelier, dans les organisations coopératives). Il soutient que les hiérarchies se brisent plus vite que les solidarités. La classe ouvrière qui reste plus que toutes les autres classes un groupe social uni pour produire, a un avantage et peut espérer en prenant le pouvoir reconstruire une organisation coopérative et planifiée de la production qui débouchera sur le socialisme. D’autant plus que, comme il le dit très souvent (quatre ou cinq fois dans le chapitre IV), toutes les solutions pour rétablir l’économie sont formellement les mêmes que celles mises en œuvre par le capitalisme d’État de guerre (centralisation et socialisation de l’économie, autorité reconnue des cadres, planification de l’utilisation des ressources, et, plus généralement, une coordination de toutes les organisations sociales avec l’État). Avec un pouvoir d’État prolétarien, cette transition conduira au socialisme et au communisme. Boukharine souligne que les étapes de la transition révolutionnaire sont la manifestation d’un vaste effet en retour des superstructures sur les infrastructures (comme l’indique l’ordre des phases de la révolution : 1° idéologique, 2° politique, 3° économique et 4° technique ; à rebours des déterminations scientifiques établies par la critique marxiste de l’économie politique).
Boukharine ne se contente pas d’une analyse aussi générale. Il écrit encore quelques chapitres pour approfondir divers aspects particuliers de la transition. Les relations de la ville et de la campagne sont cruciales pour la révolution russe (chapitre V). Boukharine comprend que la « ville » industrielle, s’il n’y a pas un afflux de vivres suffisant, ne peut pas fournir à la « campagne » les produits manufacturés dont elle a besoin. Un « équilibre minimal » peut être atteint immédiatement par la contrainte étatique directe (confiscation des excédents de blé). Les pratiques de ce qu’on appellera le « communisme de guerre » sont justifiées. À plus long terme, la dictature du prolétariat pourra réutiliser les moyens de contrôle moins brutaux mis en œuvre par le capitalisme d’État (monopole d’État du commerce du grain, rationnements, etc.).
L’effondrement de l’appareil productif au cours de la guerre et de la révolution fait aussi l’objet d’un chapitre particulier (chapitre VI). Boukharine y prend la mesure de l’ampleur du coût de la révolution pour les forces productives et justifie une politique d’accumulation socialiste primitive. Comme l’accumulation primitive capitaliste, elle forcerait l’entrée dans le processus de production industriel de larges masses « non prolétaires », en particulier paysannes. L’État prolétarien peut exercer une « contrainte extra-économique », décréter une « obligation générale du travail ». Cette fois le « socialisme d’État » serait la négation dialectique, un « même » contraire… du capitalisme naissant.
Boukharine consacre aussi quelques pages (chapitre VIII) aux formes de gestion de l’économie en transition, un sujet débattu au IXe Congrès du parti en mars 1920. Le type de direction collégiale (et élue) des premiers jours de la révolution ne peut pas se maintenir quand la lutte devient une guerre. Il faut passer à la direction « militaire » et rigoureusement disciplinée. Une synthèse apparaîtra plus tard, quand l’Etat pourra commencer à être aboli.
Les trois derniers chapitres esquissent des conclusions sur trois points. Le chapitre IX, sur les catégories économiques au cours de la transition, est rédigé par Piatakov. Il revient sur le point de départ du livre. Dans une économie organisée et socialisée le capitalisme disparaît ainsi que tous les problèmes de l’économie politique. Au moment de la transition, on ne peut plus supposer l’équilibre des composantes du système économique, comme le fait la science économique, et toutes les lois économiques sont remises en question. Autre conclusion décoiffante de Boukharine : le chapitre X, vivement approuvé par Lénine, fait l’éloge de la contrainte dans la transition vers le communisme, y compris l’auto-contrainte du prolétariat. Enfin le chapitre XI évoque le déroulement de la révolution mondiale – en supposant curieusement qu’elle a eu lieu… Elle commence au cours de la guerre mondiale là où le capitalisme est le plus faible ; elle se poursuit après la guerre parce que la crise continue, que les empires se disloquent, que les colonies se révoltent, alors que l’unité du prolétariat se renforce avec l’apparition de nouveaux États prolétariens… La durée assez longue de tout ce mouvement retarde d’autant la perspective du dépérissement de l’État, mais « sous mes yeux naît un nouvel ordre des choses » (citation – en latin – prise chez Diderot).

##### CommentÉconomique…a-t-il été reçu?
La réception de ce livre, en 1920-1921, est « mauvaise ». Son contenu est très abstrait, donc trop abstrait pour beaucoup de lecteurs. Il paraît au moment d’une crise économique et politique longue et difficile liée à l’interminable fin de la guerre en Russie. Parmi les lecteurs qui expriment une opinion, aucun ne donne une approbation sans réserve. Et il y a ceux qui ne s’expriment pas publiquement, comme Lénine. La discussion va tourner court.
La Pravda publie assez rapidement quelques remarques de Préobrajensky (qui suppose que ses lecteurs ont vu le livre ou lu le premier compte rendu de Chlenov dans Ekonomicheskaya Zhizn). Pour commencer, il trouve « intéressant » l’effort de classification et de définition des guerres fait par Boukharine, mais il fait quelques critiques. Il semble plus stimulé par l’analyse de l’écroulement économique et de la décomposition des liens sociaux au cours de la guerre et de la révolution. La généralisation du cas russe est risquée et le style de Boukharine peu accessible aux ouvriers, mais cette analyse, souligne-t-il, révèle les illusions que répandait le ‘Programme d’Erfurt’  sur la facilité de la socialisation de la production lorsque les socio-démocrates seraient au pouvoir. L’analyse des relations entre la ville et la campagne est « exceptionnellement valable ». Préobrajensky approuve « l’usage de la force » (mais plutôt que de « contrainte », il préfèrerait parler de « discipline sociale »). Cependant il dénonce comme une « exagération » l’obsolescence des catégories économiques marchandes dans une économie en transition où neuf dixièmes de la production provient de petits producteurs. L’insatisfaction de Préobrajensky apparaît lorsque, pour finir, il fait le vœu d’une seconde édition « plus lisible pour les ouvriers et les paysans ».
La réaction la plus violente vient d’un « vieux » bolchevik moscovite, Mikhail Olminsky, que les « jeunes » de la génération de Boukharine avaient mis à l’écart de la direction locale du parti. Il voit Boukharine comme un danger pour la jeunesse. C’est un révisionniste gauchiste qui ne comprend pas la dialectique, qui abandonne les catégories économiques de l’économie politique marxiste (marchandises, valeur et prix) au profit d’un « régulateur social conscient » qui devrait faire circuler des « produits », mais qui surestime les capacités des révolutionnaires. La « méthode de punition » de Boukharine n’est pas une méthode de construction d’une nouvelle société. Il est temps d’abandonner cette sur-accentuation du pouvoir, typique du communisme de guerre.
D’autres commentaires paraissent dans les n°1, 2 et 3 de Krasnaya nov’ (la revue qui s’intéresse le plus au débat). Un auteur anonyme, mais s’affirmant « non-révisionniste », répond à Olminsky : l’idée que le contenu des catégories économiques de l’économie politique changent quand changent les rapports sociaux de production est déjà chez Marx (cf. Introduction à La critique de l’économie politique) et elle est « stimulante ». Il s’étonne aussi qu’Olminsky ne dise rien de l’analyse boukharinienne du « coût de la révolution ». C’est le commentaire qui fait le moins de réserves, mais il est très partiel… V. Sarabjanov, un philosophe, critique la conception boukharinienne de la dialectique. M. Smith discute de la question des coûts de la révolution.
Le débat s’élargit au début de 1921, avec l’intervention d’un économiste « sans parti », Falk’ner, qui est employé comme conjoncturiste par le commissariat des affaires étrangères. L’effort de généralisation des conditions de la crise révolutionnaire que propose Boukharine est basé sur la durée et l’étendue de la guerre qui a eu lieu. Ce spécialiste rappelle une évidence : au début de 1921, la guerre n’est plus la seule forme de concurrence entre les puissances. L’étatisation recule, la bourgeoisie n’en veut plus. Si la révolution découle de la guerre, ne faudra-t-il pas attendre une deuxième (ou une troisième) guerre généralisée ?
Boukharine et Piatakov prennent la plume et décident de répondre à tout le monde dans Krasnaya nov’, y compris à Chayanov, l’économiste russe qui connaît le mieux l’agriculture et qui leur a écrit une lettre privée pour leur donner son avis. « Raid de cavalerie et artillerie lourde », comme l’indique le titre, est une charge assez violente, refusant toutes les critiques et, de l’avis de Miklos Kun , parfois désinvolte. Chayanov disait dans sa lettre que le travail de Boukharine dépendait trop du cas particulier russe, ils lui répondent : Pourquoi surcharger une théorie générale avec des éléments secondaires ? Quant à Olminsky, ils lui demandent s’il souhaite perpétuer les rapports sociaux bourgeois qui fondent les catégories marchandes… 
Ce dialogue de sourds est finalement clôt par une intervention de la sœur aînée de Lénine, Anna Elizarova. Dans un article , elle s’interroge sur le public que pourrait toucher le livre de Boukharine. Trop abstrait, pas assez concret, l’ouvrage est inutile pour les intellectuels cultivés car toutes ses thèses abstraites font partie des connaissances de base. Il pourrait être nuisible pour les jeunes en formation en leur faisant croire que Marx est dépassé. Ce livre éloigne les jeunes de Marx au lieu de les y conduire. Ce soutien autorisé à la position d’Olminsky suspend le débat en Russie.

##### La Théorie dumatérialisme historique
Lorsque le Manuel populaire de sociologie marxiste, paraît à la fin de 1921, il est d’abord pris dans les remous du précédent débat sur Économique de la période de transition. Au début de 1922, la revue Pod Znamenem Marksisma (« Sous la bannière du marxisme »), n°3 publie une recension de V. Sarabjanov et surtout une critique de La dialectique du Cam. Boukharine par S. Gonikman (en). Deborine, qui dirige la revue et qui, cette année là, va conduire avec Boukharine un séminaire sans doute contradictoire sur le matérialisme dialectique, exprime tout de suite le désaccord de son école avec l’approche de Boukharine. Son porte-parole, Gonikman conclut que ce livre, malgré son intérêt, éloigne de Marx plutôt qu’il en approche. Une reprise polémique de la formule de la sœur de Lénine…
Comment présenter simplement La Théorie du matérialisme historique ? Comme L’ABC, c’est un travail pédagogique, un texte clair et facilement compréhensible. L’ABC cherchait à « populariser » les orientations politiques du PCR(b), le Manuel populaire de sociologie marxiste cherche à faire connaître les bases scientifiques de la politique du PCR(b), sa « théorie ». Boukharine souligne dans l’introduction que la connaissance de la société dépend de la position de classe et que, comparée aux sciences sociales « bourgeoises », les sciences sociales « prolétariennes » étudient les « phénomènes de la vie sociale d’une façon plus large et plus profonde ». Elles sont donc plus scientifiques que leurs rivales « bourgeoises ». Les sciences sociales prolétariennes renforcent ainsi la politique du « parti du prolétariat » : face aux événements, il comprend et il prévoit mieux que tous les autres partis.
Les sciences de la société sont nombreuses, à la mesure de la complexité de la société. Boukharine observe qu’elles se divisent en deux groupes : les sciences historiques (exemple : l’histoire du droit) et les sciences théoriques (exemple : la théorie du droit). Parmi ces sciences, il en voit deux qui « étudient la vie sociale dans son ensemble » : l’histoire et la sociologie. La première « suit et décrit le courant de la vie sociale » dans le temps et l’espace, la seconde (on l’appelle aussi « philosophie de l’histoire ») « pose des questions d’ordre général » : Qu’est-ce qu’une société ? Comment se développe-t-elle ? Etc. L’historien fournit les matériaux concrets. La sociologie fournit la méthode de l’histoire. Boukharine essaie de convaincre tous ses camarades que ce qu’ils appellent le « matérialisme historique » est la sociologie prolétarienne. C’est le sujet du livre.
La progression du Manuel est facile à résumer :
1° Trois chapitres pour montrer que les sciences sociales sont des sciences comme celles de la nature.
Il existe des lois causales qui régissent objectivement les phénomènes sociaux (chapitre I). « Pour les sciences sociales, aussi bien que pour les sciences naturelles, les prévisions sont possibles » et, à condition de garder en tête que « les phénomènes sociaux se réalisent par la volonté des hommes », la science sociale prolétarienne est « déterministe »  (chapitre II). La méthode scientifique la plus générale s’applique donc aux sciences sociales. C’est le matérialisme dialectique, la méthode qui « exige une étude de tous les phénomènes, 1° dans leurs rapports mutuels indissolubles et 2° dans leur mouvement ». Boukharine construit alors une problématique centrée sur la notion d’équilibre. Un équilibre qui se rompt et se rétablit sans cesse selon la formule dialectique « thèse, antithèse, synthèse » de Hegel (chapitre III).
2° Quatre chapitres pour décortiquer la société humaine et les ressorts de son développement.
La société est un système de rapports entre les hommes inscrit dans un milieu, c’est-à-dire dans la nature. Le rapport entre le système social et la nature est crucial : il s’agit du travail qui « représente l’adaptation des hommes à la nature »  (chapitre IV).
Le premier équilibre à considérer est celui de la société et de la nature. Le concept clé de cette analyse générale de la production sociale est celui de forces productives considéré comme un indicateur mesurable de la relation hommes-nature. Trois cas sont possibles : les forces productives sont stables et se reproduisent, la société reste sur la même base ; les forces productives grandissent, la société élargit sa base et change positivement ; les forces productives diminuent, la reproduction est réduite, la société est partiellement détruite et change négativement. La base technique des forces productives (l’utilisation par les hommes des objets et des instruments de production qu’ils mettent en œuvre) est le point de départ de l’analyse des transformations sociales  (chapitre V).
L’équilibre entre les éléments de la société est le chapitre le plus long du livre (125 pages, un tiers du livre, dont 65 pages pour évoquer la diversité des formes des superstructures…). Boukharine essaie de faire une analyse générale de la division technique du travail et de sa division sociale. Ces rapports de production constituent la structure économique de la société, sa « base réelle ». Impossible de résumer le foisonnement des superstructures de la société. L’État, les mœurs, les droits, les sciences, les religions, les philosophies, les arts (il considère particulièrement la musique), la mode, le langage et la pensée, les psychologies et les idéologies, toutes ces superstructures « s’élèvent au-dessus de la base économique ». En fait Boukharine vise un problème particulier : le rôle de l’idéologie et de l’interaction des superstructures et des infrastructures dans le développement de la société. Il s’intéresse notamment au monopole du savoir dans les sociétés de classes et à l’école qui révèle les besoins relatifs de travail qualifié de chaque société. Dans sa recherche de ce qui fait « tenir » les sociétés, Boukharine emprunte à l’histoire de l’art et à la sociologie de G. Simmel  l’idée de « style » de vie et il achève le chapitre VI en esquissant le « type » du capitalisme fondé sur le « fétichisme de la marchandise » et le principe du « rang ».
Pour aborder la question de la rupture et du rétablissement de l’équilibre social (chapitre VII), Boukharine part de l’énoncé le plus abstrait de Marx : les révolutions sont l’expression d’une collision entre les forces productives et les rapports de production. Tout le chapitre s’appuie en fait sur les idées brassées dans Économique de la période de transition et déjà amendées par le tournant vers la NEP. Le lecteur retrouve les quatre phases de la révolution (idéologique, politique, économique et enfin technique) et l’étendue de la ruine des forces productives au cours de la révolution. Même si le capitalisme a créé des formes d’organisation supérieures orientée vers le communisme, le changement passe par des situations catastrophiques dont il est difficile de sortir. Ainsi les révolutionnaires russes ont pris conscience des limites de leur contrôle sur l’économie paysanne, l’expérience leur a appris que le marché ne peut pas encore être aboli. Curieusement, le tableau de la transition vers une société socialiste supérieure se distingue mal de celui de la décadence qui résulte de l’incapacité d’une classe à l’emporter sur l’autre. Optimiste, Boukharine conclut en soutenant que le processus de reproduction de la base économique et de toutes les structures de la vie sociale, au-delà de ses oscillations, tend vers une accumulation de moyens de production et aussi vers une accumulation de la culture.
3° Un dernier chapitre pour centrer la conclusion de l’ouvrage sur le rapport social qui est au cœur de la sociologie prolétarienne : les classes et la lutte des classes (chapitre VIII).
Boukharine définit d’abord (assez confusément, semble-t-il, mais c’est peut-être un problème de traduction) les classes comme des « ensembles de personnes jouant un rôle analogue dans la production, ayant dans le processus de la production des rapports identiques avec d’autres personnes, ces rapports étant aussi exprimés dans les choses (moyens de travail). De là découle que, dans le processus de répartition des produits, chaque classe est unie par l’unité de sa source de revenu, car les rapports de répartition des produits sont déterminés par les rapports de leur production ».
Il continue en écartant les fausses conceptions des classes (selon le niveau de revenu ou de patrimoine, selon le type de revenu, selon la profession) et en distinguant les « classes » des « ordres » ou des « conditions » de l’ancien régime. Il donne ensuite une liste des « classes existantes » : 1° les deux « fondamentales », la « dirigeante » et l’« exécutante » avec leurs subdivisions ; 2° les classes intermédiaires entre la classe dirigeante et la classe exploitée « par exemple, dans la société capitaliste, la classe des techniciens intellectuels » ; 3° les classes de transition, venues des formes précédentes de la société et en décomposition ; 4° les types de classes mixtes, par exemple, les ouvriers qui possèdent un terrain et le font cultiver par un journalier ; 5° les « déclassés », « sortis du cadre de tout travail social ».
Au-delà de ces mises au point, Boukharine est préoccupé par ce qui motive la lutte des classes. Il semble avoir compris que les intérêts de classes peuvent être contradictoires (les intérêts à long terme peuvent s’opposer à ceux de court terme, par exemple). Il se risque à établir le portrait type d’une classe qui pourrait accomplir le passage du capitalisme au socialisme. Évidemment, il n’y a que le prolétariat qui coche toutes les cases. Les paysans ont bien quelques traits révolutionnaires, mais la psychologie de l’ensemble des classes en dehors du prolétariat et de la bourgeoisie les fait « hésiter » constamment entre ces deux pôles. Le tableau s’obscurcit encore quand il rappelle après Marx qu’une classe doit prendre conscience d’elle-même pour éviter de tomber, par exemple, dans le piège de la « solidarité » des exploités avec leurs exploiteurs (défense de la patrie impérialiste ou faux espoir d’une évolution par le réformisme socialiste). La lutte des classes peut rester latente ou se laisser dévoyer.
Finalement, Boukharine donne une solution, mais trahit aussi ses craintes. Qu’est-ce qui peut rendre la lutte de classes  efficace ? C’est qu’elle soit dirigée par un parti rassemblant la « partie la plus avancée, la plus éduquée et la plus unie » de la classe ouvrière. Et ce parti doit aussi être dirigé par de « bons chefs ». C’est comme cela que les classes peuvent « refondre » les rapports de production. Les partis bourgeois l’ont fait. Le parti du prolétariat avec son encadrement d’« organisateurs » peut-il fonder la société communiste sans classe ? Le dernier § de la Théorie du matérialisme historique est consacré à une réfutation de la prévision du sociologue Robert Michels : les socialistes peuvent vaincre, mais pas le socialisme. Pour la société communiste, répond Boukharine, Michels se trompe. Aucun groupe dirigeant ne peut s’y constituer en groupe dominant stable, l’incompétence des masses qui permet la domination des spécialistes et des organisateurs n’existe plus. Par contre la question se pose pour la période de transition : la classe ouvrière n’est pas suffisamment éduquée, les forces productives doivent être reconstruites ; un groupe de spécialistes et d’organisateurs doit prendre la direction de la reconstruction et peut « dégénérer » en groupe dominant, « germe de classe ». Mais deux tendances s’y opposent « la croissance des forces productives et la suppression du monopole de l’instruction. La reproduction à grande échelle de techniciens et d’organisateurs en général, du sein de la classe ouvrière, coupe à la racine toute nouvelle classe éventuelle. L’issue de la lutte dépend seulement de savoir quelles tendances s’avéreront les plus fortes ».
Ce livre montre que Boukharine ne fait pas partie des bolcheviks qui jettent « La philosophie par-dessus bord ! ». Mais il n’accorde pas beaucoup de place à la dialectique et à l’héritage de la philosophie classique allemande. Ce fait est relevé par tous les lecteurs critiques de l’époque, depuis les élèves de Deborine (1922) jusqu’à Lukacs (1925) ou, plus tard, Gramsci (1932). Ainsi s’est établi une réputation dont l’écho le plus retentissant est dans l’affirmation du « testament » de Lénine : « Il [Boukharine] n’a jamais étudié et, je le présume, jamais compris entièrement la dialectique ».

#### Le tournant vers la NEP et Boukharine

##### La crise de la fin de la guerre civile
La guerre pour la survie de la révolution bolchevique, amorcée en 1918, a mis longtemps pour se ralentir (seulement au début de 1920) et s’est prolongée au moins jusqu’à la répression militaire des révoltes de Cronstadt et de Tambov en mars et juin 1921. Le « tournant » de la guerre, le moment où les bolcheviks au pouvoir se sont sentis assurés de leur survie, est en octobre-novembre 1920, lorsqu’est établi un armistice entre la Pologne et les Républiques soviétiques (18 octobre) et lorsque l’armée blanche de Wrangel est défaite par l’armée rouge de Frounze à Perekop, sur l’isthme qui relie la Crimée à l’Ukraine (11 novembre).
La « dictature du prolétariat » est une guerre – Lénine l’a suffisamment répété pour qu’on ne puisse pas l’ignorer – comment va-t-elle évoluer quand les armes commencent à se taire et qu’une démobilisation s’annonce ?
Le pouvoir soviétique est centralisé à l’extrême et le bureau politique est le lieu d’où partent les initiatives. Celles de Trotsky, pour cette période, sont particulièrement importantes. Dans le courant de l’année 1920, il a lancé des idées (et des expériences) sur « l’armée du travail » (il a aussi envisagé, un moment, le retour aux relations de marché). Il a pris en charge la réorganisation des transports, avec la création du Tsektran, et il s’est heurté aux syndicalistes. Ce conflit, dans le contexte du moment, va dégénérer en quelques semaines et ouvrir dans le PCR(b) sa crise politique la plus violente depuis le débat sur la paix de Brest-Litovsk. Une « discussion » est lancée par Trotsky en décembre 1920, quand il est mis en minorité par les syndicalistes soutenus par Lénine. Elle s’achève au Xe Congrès du PCR(b), en mars 1921. Son objet est la place des syndicats dans la construction du socialisme, c’est la « question syndicale ».
Comment en est-on arrivé là ? Depuis des mois les chefs du bolchevisme cherchent à réorganiser l’appareil administratif qu’ils croient contrôler pour résoudre des problèmes économiques de plus en plus graves. Les organisations syndicales ouvrières qui rassemblent et organisent potentiellement la totalité du prolétariat sont un puissant relais du pouvoir politique dont le parti de « l’avant-garde » du prolétariat s’est emparé. Les cadres des syndicats sont présents dans l’appareil économique de l’industrie nationalisée. Comment rendre le fonctionnement de tous ces rouages plus efficace ? Trotsky parle de « secouer » les cadres syndicaux et d’en sélectionner certains pour diriger les branches industrielles…
Lénine, lorsqu’il soutient les chefs syndicaux contre les excès « militaristes » de Trotsky, veut couper court à un « débat », qu’il considère comme un « luxe » inutile. Comme il le craignait, l’ouverture d’une « discussion » va exacerber les conflits. L’« opposition ouvrière » de Chliapnikov, Kollontaï, etc. comme la fraction du « centralisme démocratique » d’Ossinski, Boubnov, etc. présentent leurs plateformes et réclament plus de place pour les ouvriers et plus de démocratie. Boukharine et un nombre important de membres du CC, inquiets de voir s’écharper leurs deux leaders – Lénine et Trotsky – tentent de s’interposer avec une plateforme « tampon ». Finalement, ils se divisent entre ceux qui rejoignent Lénine (Zinoviev, Tomsky, etc.) et ceux qui acceptent de fusionner leur plateforme avec celle de Trotsky (Boukharine, Larine, etc.). Les débats, jusqu’au Congrès de mars, sont très violents. À la fin, la résolution de Lénine obtient une forte majorité. L’argument principal de Lénine est que ses opposants compromettent le contrôle du parti sur toutes les organisations et les administrations soviétiques : « l’opposition ouvrière », parce qu’elle propose un « congrès des producteurs » élu par tous les travailleurs, Trotsky et Boukharine, parce qu’ils font, finalement, une trop grande place aux syndicalistes.
Ce débat « de luxe » a un coût. 1° La dernière résolution du Congrès décide l’interdiction des fractions et autorise le CC à exclure ceux de ses membres qui tenteraient d’en recréer (Lénine demande que cette dernière clause de la résolution reste secrète, Lénine lui-même la trouvait donc effrayante !). Cette décision aura de lourdes conséquences. 2° La principale décision de ce congrès, celle qui va changer la politique économique soviétique jusqu’en 1928 et rester dans l’histoire sous le nom de la NEP est à peine discutée. Lénine annonce que le gouvernement va remplacer les réquisitions de produits agricoles par un impôt « en nature », mais, à une exception près, personne ne réagit publiquement.

##### Comment Boukharine a-t-il participé à cette crise et à sa résolution?
Le 7 novembre 1920, jour anniversaire d’Octobre, la Pravda publie un texte de Boukharine assez bref qui est rapidement traduit en allemand, en anglais et en français, et qui est intégré à une brochure pour le Troisième anniversaire de la Révolution.
Du nouveau dans la révolution russe  fait passer un message : dans le pays des soviets, le parti d’avant-garde prolétarien au pouvoir ne se borne pas à « contrôler et réglementer » à partir du Parlement, il « gouverne dans tous les domaines de la vie ». La domination de la classe ouvrière devient une réalité. On voit partout des cadres ouvriers dirigeant les administrations, des travailleurs de plus en plus actifs politiquement, plus éduqués par la propagande du parti et entraînant les masses. Boukharine n’oublie pas de parler de la famine et du froid que subissent les ouvriers et les paysans, mais il conclut que les choses « vont mieux ». « On nous criait : À bas le monopole et vive le marché libre ! Mais nous n'avons pas permis qu'on détruise nos moyens de transport et nous ne nous sommes pas jetés dans les bras des spéculateurs. Et le ravitaillement s'améliore… et le chauffage aussi… »
Boukharine participe aux campagnes de Propagande de la production, il est au côté des cadres du parti, comme Trotsky et les syndicalistes, qui s’efforcent d’administrer efficacement les organisations qu’ils ont pu établir pour conduire la guerre et ravitailler le pays. Il veut croire et faire croire à leur succès proche… il ne prévoit pas un renversement de la politique économique.
La crise du parti sur la « question syndicale » est particulièrement douloureuse pour Boukharine. Lénine le houspille sans répit, alors qu’il ne veut pas du tout rompre. L’accord avec Trotsky est inefficace et décevant. Un commissaire politique remuant de l’armée rouge, Ivar Smilga, va jusqu’à l’accuser de « libéralisme rosâtre »… Il a été chargé de présenter un rapport sur la « construction du parti ». Ce débat, qui aboutira à une résolution chargeant le CC de procéder à la purge du parti, tourne autour des revendications démocratiques des oppositions « ouvrière » et « déciste ». Il y répond en écartant l’extension de la démocratie ouvrière aux organes soviétiques où le parti risquerait d’être submergé par des forces politiques « petite-bourgeoises ». Toujours prêt à mettre en forme une idée, il explique que le “démocratisme”, d’une part, dépend du “contenu prolétarien d’une organisation” (plus il y a de prolétaires, plus il peut y avoir de démocratie), mais il faut d’autre part tenir compte de la nature de l’organisation : “plus il y a de fonctions éducatives et de fonctions de réflexion en laboratoire ... plus le démocratisme est nécessaire ... plus il y a de fonctions administratives, moins il y a de démocratisme ... dans l'armée ... les formes de démocratisme doivent être les plus comprimées”. Il évoque aussi les effets de la situation économique. La classe ouvrière s’est affaiblie, elle est partiellement "déclassée" elle est "traversée" par des éléments petit-bourgeois. Il voit là la "base sociale"… de l’Opposition ouvrière. L’argument suscite une vive réaction des ouvriers de métier qui dirigent cette Opposition, mais il indique que Boukharine commence à envisager la crise économique qui a conduit au changement de politique économique amorcé au Xe Congrès.

##### Un dialogue entre Lénine et Boukharine
Dans les mois qui suivent, de mars à juillet 1921, lorsque se réunit le IIIe Congrès de l’IC, Boukharine n’écrit pas sur la politique soviétique. Il ne publie même rien entre le 5 avril et le 10 juillet . Les archives de Lénine donnent cependant une information utile. Lénine n’a pas rompu avec le malencontreux « tampon » auquel il s’était si vivement opposé. Il semble même espérer le convaincre d’employer le mot "capitalisme" pour désigner certaines formes économiques en vigueur sous la dictature du prolétariat. Dans une note envoyée à Boukharine en « mars-avril » 1921, il lui pose une question qui est « aussi intéressante théoriquement » :
« Le pouvoir d’État prolétarien détient la base matérielle (fabriques, chemins de fer, commerce extérieur). Résultat : il tient en mains le fonds des marchandises et son transport en gros (par voies ferrées). Que fait le pouvoir d’État prolétarien avec ce fonds ? Il le vend (α) aux ouvriers et aux employés, contre argent, ou en échange de leur travail, sans argent (β) aux paysans, en échange de blé. Comment le vend-t-il ? Par l’intermédiaire de qui ? Par l’intermédiaire du commissionnaire ( = marchand), moyennant commission. Il donne sa préférence à la coopérative (en s’efforçant d’y faire entrer toute la population). Pourquoi cela est-il impossible ? C’est du capitalisme + du socialisme. »
Quand Lénine publie sa brochure L’Impôt en nature (mai 1921), il envoie encore un message direct et public à Boukharine sur la même question. Il cite 12 pages (!) d’une brochure de 1918 où il tentait d’expliquer à Boukharine pourquoi une politique de capitalisme d’État était le meilleur choix pour le nouveau pouvoir prolétarien. « Discutons un peu moins sur les mots », écrit-il. Pour améliorer la situation des paysans, il faut développer des échanges entre l’agriculture et l’industrie, donc rétablir la liberté du commerce, sous le contrôle du pouvoir prolétarien. C’est du capitalisme d’État dans le cadre du socialisme (sous une autre forme, c’est encore l’addition « du capitalisme + du socialisme »).
La réponse de Boukharine est donnée dans deux textes aux titres quasi équivalents : La nouvelle orientation économique de la Russie des Soviets (conférence présentée aux délégués du IIIe Congrès de l’IC, le 8 juillet 1921) et La nouvelle orientation de la politique économique (Pravda, 6 août 1921). Chaque texte s’adresse à un public particulier. Les délégués des partis communistes du monde entier ne sont pas les lecteurs de la Pravda.
Pour expliquer le recours à la NEP aux congressistes de l’IC, il s’appuie sur les idées d’Économique de la période de transition en évoquant comment la guerre « déchire » les rapports sociaux de production, l’ampleur des « coûts du processus révolutionnaire » et les effets de la rupture entre Ville et Campagne. Dans la Pravda, il y a une argumentation économique plus directe et peut-être plus concrète. La crise qui provoque le changement de politique est simplement un effet du « communisme de guerre » qui préférait « prendre » plutôt que « produire » et planifiait une consommation militaire, pas la production. Dans les deux textes, Boukharine décrit de la même façon l’alliance politique et militaire des ouvriers et des paysans : la réquisition des récoltes n’a été acceptable que parce que l’Armée rouge protégeait les paysans d’un retour des grands propriétaires fonciers. Quand la fin de la guerre s’est annoncée, on a pu voir que la production agricole était entravée par le système des réquisitions et que l’industrie régressait vers la petite production. Pour apaiser l’amorce d’une révolte paysanne et contrôler la poussée de l’économie petite-bourgeoise, il a fallu changer de politique économique et rétablir la liberté du commerce.
En s’adressant aux communistes étrangers, Boukharine insiste sur le fait que ces concessions aux acteurs de l’économie marchande (les paysans et certains « capitalistes ») ne sont qu’économiques, pas politiques. C’est le prix de la conservation du pouvoir. Dans la Pravda, il développe longuement la nécessité d’un afflux de marchandises « à tout prix » pour renforcer l’industrie déjà socialisée. Elle a besoin de vivres pour ses travailleurs, de matières premières et d’équipements. Boukharine, reprenant ici une liste utilisée aussi par Lénine, fait un bref inventaire des sources de marchandises : l’exploitation agricole et la petite industrie ; les entreprises loués (par un bail) à des capitalistes (russes) ou à des collectifs ouvriers ; les concessions à des capitalistes étrangers et enfin le commerce extérieur. Il faut tout cela pour rétablir des échanges et une reproduction élargie. C’est évidemment une réponse aux questions de Lénine. Boukharine soutient sa décision de rétablir la liberté du commerce. Il va même approuver à sa façon la possibilité de l’addition « du capitalisme + du socialisme ». Mais l’argumentation de Boukharine est (un peu) différente de celle de Lénine.
Pour lui l’amélioration de la situation des paysans n’est pas le but, c’est l’un des moyens du véritable objectif : le développement de l’industrie déjà socialiste et cela change (un peu) l’appréciation du risque créé par la nouvelle politique économique. Lénine, dans sa brochure sur L’Impôt en nature, avait souligné que « la liberté du commerce, c’est le capitalisme ». Il affirmait qu’il n’y avait là « rien de dangereux pour le pouvoir prolétarien, tant que le prolétariat détient fermement le pouvoir ». L’État a les moyens de contrôler le capitalisme et de « l’orienter dans la voie du capitalisme d’Etat ». Les communistes, disait-il pour finir, pourraient bien « s’instruire » auprès des capitalistes, pour « faire mieux que les spécialistes bourgeois d’à côté » et relever l’agriculture et l’industrie. Boukharine, lui aussi veut rassurer les communistes étrangers ou soviétiques, et il va un peu plus loin que la simple dénégation de Lénine. Aux délégués du Congrès de l’IC, il dit que pour voir le paysan « transformé en capitaliste, il faut la durée de toute une époque de l’histoire ». Si l’industrie socialiste reprend rapidement sa croissance, elle sera toujours supérieure techniquement et aura les moyens de contrôler la petite production. Dans l’article de la Pravda, Boukharine évoque (sans précision) les « méthodes économiques » qui permettront d’intégrer les industries privées et la « petite production » à l’industrie socialiste. L’idée qui se dessine ici, et qui sera plus tard complètement formulée par Boukharine, est que les lois du marché monopoliste seront favorables au secteur socialiste de l’économie, la contrainte ne sera pas nécessaire. Il complète encore les propositions de Lénine en montrant que les ouvriers de l’industrie d’État ont eux aussi souffert pendant la dernière période : leur motivation et l’intensité de leur travail a baissé. Il faudrait les stimuler, par exemple avec des « ravitaillements collectifs » indexés sur leur production. Pour finir, Boukharine fait une concession majeure à son Maître Lénine : il accepte d’utiliser les mots « capitalisme d’État » pour désigner ce que va faire l’État soviétique avec les concessions et les entreprises louées à des capitalistes. Il imagine même un processus qui permettrait, à terme, d’intégrer « de façon tout à fait pacifique » ces entreprises dans le secteur socialiste : la survaleur de ces capitaux est d’emblée partagée entre les capitalistes et le prolétariat (du moins, son État…). Un jour viendra où la part capitaliste sera réduite à rien. Particulièrement influencé par l’esprit de Lénine dans cet article de la Pravda, il développe une analyse stratégique comparée du traité de Brest-Litovsk et de la nouvelle orientation de la politique économique. Formellement, ces « opérations stratégiques grandioses » du prolétariat ont réalisées et réaliseront les mêmes six étapes d’identification des dangers et d’action pour les surmonter…

##### L’intégration de la NEP dans leProgramme international des communistes
En suivant la trace des activités de Boukharine dans ses publications, il est clair que la NEP, pour lui, fait seulement partie des questions de programme dont il s’occupe. Il n’intervient pas du tout dans l’administration économique elle-même, dont il ne connaît que ce qui remonte jusqu’aux réunions du Bureau politique. En 1922, après un article de la Pravda, en février, où il précise un peu son classement des formes économiques qui coexistent dans la Russie soviétique , il ne reparlera de la NEP que dans son rapport du 18 novembre 1922 sur le Programme de l’IC, qui était à l’ordre du jour du IVe Congrès de l’Internationale. Pour le premier biographe de Boukharine, A. G. Löwy, c’est « un de ses plus brillants discours ».
La nouvelle politique économique est le 8e point du rapport. Boukharine laisse à Lénine et Trotsky le soin de parler de la signification tactique et stratégique de la NEP. Il se concentre sur sa rationalité économique. La NEP n’est pas seulement une « retraite stratégique », une « concession » à un adversaire difficile, c’est aussi « la solution exacte d’un problème d’organisation sociale ». En bref, c’est un problème de proportion : il y a des formes économiques (d’assez grandes organisations productives) que le prolétariat peut « rationaliser, organiser et gérer systématiquement » et une foule de formes économiques de petits producteurs indépendants dont les relations sont encore anarchiques et qui ne peuvent pas être immédiatement prises en mains par l’État prolétarien. Si le pouvoir prolétarien ne respecte pas la proportion, l’ensemble de l’économie est paralysé et décline. C’est ce qui s’est passé pendant la guerre civile. En quelques phrases Boukharine fait ressortir ce qui est le plus dommageable pour le prolétariat lui-même :
[Pour] « remplacer les petits producteurs et les petits paysans dans leurs fonctions économiques », [il se forme un] « gigantesque appareil de fonctionnaires… un appareil bureaucratique si puissant que les frais qu’il entraîne sont beaucoup plus grands que les dégâts causés par l’état anarchique de la petite production. Toute l’administration, tout l’appareil économique de l’État prolétarien, au lieu d’être la forme dans laquelle se développent les forces de production, sont pour elles un frein. Le système est exactement le contraire de ce qu’il doit être et par conséquent il doit fatalement sauter ».
Le prolétariat s’est sauvé lui-même en passant à la NEP. S’il ne l’avait pas fait d’autres forces auraient pu « faire sauter le système » et la dictature du prolétariat.
Boukharine, devant son public international, ajoute que l’importance de la petite production dans tous les pays du monde, même les plus industrialisés, implique que toutes les révolutions devront respecter une proportion juste entre ce qui pourra être « rationalisé, organisé et géré systématiquement » et ce qui ne peut pas encore l’être. Mais, au moment de passer au point suivant de son rapport, une autre idée traverse l’esprit de Boukharine. La révolution s’appuie sur une rationalité économique supérieure, mais dans leur action politique les révolutionnaires doivent parfois agir contre la raison économique (détruire les équipements urbains pour faire des barricades, réprimer les agents du capital et désorganiser la production…). Il fait le vœu que les décisions politiques et économiques des révolutionnaires ne soient pas toutes les deux irrationnelles…
On peut conclure ce point en disant que Boukharine a très vite été convaincu de la nécessité durable d’une liberté du commerce et qu’il voyait les erreurs commises pendant la guerre civile. Mais il faudra attendre un peu, le 15 avril 1924, pour qu’il écrive dans le n°2 de la nouvelle revue Bolchevik que la NEP fut « l’effondrement de nos illusions ».

#### Les premiers projets de programme de l’IC et l’activité internationale de Boukharine
Entre 1919 et 1923, Boukharine consacre beaucoup de temps aux affaires de l’Internationale communiste. Dans ce domaine, comme pour la politique intérieure des soviets, il est avant tout un propagandiste et un rédacteur de programmes. Dès le 1er Congrès de l’IC (mars 1919), nous l’avons vu, il est la « plume » qui a la responsabilité de l’écriture de la Lettre d’invitation au Congrès et de la Plate-forme programmatique.

##### Les Projets de Programme de l’IC
La Plate-forme de 1919 est une première mouture des deux Projets de programme que Boukharine défendra (sans pouvoir aboutir) au IVe Congrès de l’IC (1922) et au Ve Congrès (1924). Ces textes ont des structures analogues, assez proches de celle de la première partie de l’ABC de 1919.
Le point de départ est le fait générateur de la révolution communiste : les nouvelles formes du capitalisme (le « capitalisme financier », les « associations capitalistes », les « trusts capitalistes nationaux » ou « d’État », les « puissances impérialistes ») ont déclenché une guerre mondiale et une crise qui ne peut avoir d’autre issue que la révolution prolétarienne.
La révolution prolétarienne doit détruire le pouvoir politique de la bourgeoisie en exerçant la dictature du prolétariat dont « la forme la plus rationnelle » est le « système des conseils » (les soviets). L’Internationale communiste rejette fermement la « démocratie bourgeoise ».
La dictature du prolétariat entreprend les premiers pas de la socialisation de l’économie. Elle commence par tout ce qui est déjà assez concentré, centralisé et organisé dans l’économie capitaliste (banques, grandes entreprises industrielles et toutes les administrations économiques). La petite production n’est pas nationalisée. Elle sera absorbée plus tard par le système communiste. Une ligne est remarquable dans les trois textes : L’industrie de la communication (les imprimeries, la presse et les réserves de papier…) doit être immédiatement nationalisée et monopolisée par le prolétariat.
Le dernier point des trois textes porte sur le parti (mondial) qui doit prendre la tête de la révolution. Dans la Plate-forme de 1919, les fondateurs de l’IC, par la plume de Boukharine, disent seulement qu’il faut écarter tous les « laquais du capital », leurs anciens camarades sociaux-démocrates de « droite » ou du « centre », et lancent un appel aux syndicalistes révolutionnaires qui se reconnaissent dans les « conseils » (soviets). Dans les projets de 1922 et 1924, Boukharine esquisse une description du rôle du parti qui doit diriger la lutte et rassembler les masses. Dans la version un peu plus développée de 1924, il insiste sur la conquête des masses et l’intérêt de la tactique du « front unique » pour y parvenir.
La seule différence substantielle entre la Plate-forme et les Projets est l’insertion dans les Projets d’une brève évocation du régime communiste achevé, analogue à celle qui se trouve dans l’ABC (et aussi dans Le programme des communistes de 1918).
Dans le détail, les textes, qui passent de 6 pages à 17, puis 23 pages, reflètent un peu l’évolution de la situation historique, mais avec des décalages. En 1918-1919, il y a eu un moment critique révolutionnaire européen avec la conjonction de la survie du pouvoir des soviets en Russie et de l’effondrement des « Empires centraux » vaincus. Mais dans cette période, la révolution n’a connu que des échecs en Finlande, en Allemagne, en Autriche et, après le Congrès de fondation de l’IC, en Hongrie.
Le premier Projet de 1922 le reconnaît : la révolution mondiale ne s’est maintenue que dans les républiques soviétiques de Russie et a échoué en Finlande, Allemagne, Autriche et Hongrie. Il commence à reconnaître aussi le coût de la survie des soviets de Russie : le projet de programme économique de la révolution mondiale admet que des mesures comme celles de la NEP peuvent être « obligatoires » et la politique économique révolutionnaire doit respecter la proportion entre ce qui est socialisable et ce qui ne l’est pas encore. En 1924, le projet est enrichi d’une longue explication des limites du communisme de guerre et des principes de la NEP.
Boukharine ne cherche pas à cacher les difficultés, les échecs et les questions posées par la lutte révolutionnaire, mais il lui faut un peu de temps : dans son projet de 1924, il ne dit rien des nouveaux désastres subis en Allemagne en octobre 1923…

##### Les activités internationales de Boukharine
Pour mieux comprendre ces documents programmatiques revus et révisés sur une période de plus de quatre ans, il faut considérer la participation de Boukharine au travail politique de l’IC. Boukharine allait souvent au siège de l’IC (au moment où il la dirigeait, en 1926-1927, il y allait en moyenne deux fois par semaine). Les chercheurs ne disposent pas d’une source exhaustive sur son « agenda », mais il existe un rapport d’activité du Comité exécutif de l’IC pour le deuxième semestre de 1921, publié en russe et en allemand. Cet simple échantillon permet de savoir que Boukharine suivait personnellement l’activité des partis scandinaves et l’Internationale des jeunes communistes, qu’il était toujours consulté sur les questions allemandes ou françaises, qu’il connaissait aussi les affaires asiatiques (le Japon en 1921) et qu’assez souvent il exprimait une opinion personnelle…

##### Les cinq premières années de l’IC – vue d’ensemble
Pendant la période 1919-1924, où les congrès de l’Internationale sont quasiment annuels, deux « lignes générales » se succèdent. De mars 1919 à mai 1921, l’IC exige que ses adhérents rompent avec les sociaux-démocrates de droite et du centre. La priorité est dans la constitution de partis « incapables d’hésiter  » au moment de décider d’agir en révolutionnaires. Après l’échec de l’Action de Mars 1921, en Allemagne, et la crise ouverte par les critiques de Paul Levi, puis son exclusion en avril 1921, Lénine et Trotsky renversent la vapeur. La priorité est maintenant à la conquête des masses. Pour préserver ses forces, l’IC peut chercher à s’allier aux sociaux-démocrates. Six mois après le IIIe Congrès (juin-juillet 1921), le CEIC appelle au front unique des organisations ouvrières (décembre 1921). Pendant quelques mois, ce Front unique semble en passe de se réaliser. Une Conférence des trois Internationales est convoquée pour avril 1922. Elle se tient mais n’aboutit pas, et tout est rompu quand, en juin-juillet-août, les chefs du parti des Socialistes Révolutionnaires sont jugés et condamnés à mort par un tribunal révolutionnaire de Moscou. L’IC réaffirme cependant son choix du « front unique » au IVe Congrès de novembre 1922, mais dès le début de 1923 éclate la crise de l’occupation de la Ruhr par l’armée française. Le Bureau Politique du PCR(b), puis l’IC s’orientent alors vers une insurrection en Allemagne (préparée pour octobre 1923). Le KPD et les émissaires du CEIC ne parviendront pas à combiner cette insurrection et une alliance avec les sociaux-démocrates de gauche. Ils renonceront à agir au dernier moment (sauf à Hambourg, où le contrordre ne parviendra pas). L’Internationale, maintenant profondément divisée par le processus d’exclusion de Trotsky, continuera à parler de « gouvernement ouvrier » et de front unique, mais le Ve Congrès (juin 1924) va faire de la « bolchevisation » des partis sa véritable priorité.
Selon tous les témoignages recueillis par A. G. Löwy au début des années 1960, Boukharine est le chef de l’Internationale qui se lie avec le plus de militants internationaux passant par Moscou. Il connaît tout le monde, tout le monde le connaît, et il est toujours disponible pour aider, même des militants mis de côté par la direction de l’IC. Mais il ne s’entend pas avec tout le monde. Orateur incisif, voire féroce, il intervient à chaque congrès de l’IC pour critiquer quelques camarades qui s’écartent, de gauche ou de droite, de la ligne proposée par la Direction. Il s’oppose toujours à Bordiga, qui est le principal dirigeant du PC d’Italie pendant ces années. En 1921, il épingle les orateurs du KAPD ou de l’Opposition ouvrière. En 1922, il n’épargne ni les gauchistes du KPD (Ruth Fischer), ni les représentants droitiers du PCF qui ne veulent pas de front unique en France. En 1923, il ferraille encore avec Höglund et Tranmaël pour essayer de maintenir les partis scandinaves dans la ligne de l’IC.

##### Quand la révolution est attendue avec impatience…
Pendant la première période de l’histoire de l’IC, quand, pendant plus de deux ans, elle se constitue en se séparant des sociaux-démocrates, Boukharine fait partie de ceux qui ont une vision optimiste. La révolution va rapidement s’étendre. L’échec du putsch de Kapp, par exemple, rappelle celui de Kornilov, c’est de bon augure. La marche de l’Armée rouge sur Varsovie, pendant le IIe Congrès de l’IC, a échoué, mais Boukharine juge utile de la justifier dans un article publié à la fin de 1920, De la tactique offensive. Le modèle donné par les révolutionnaires français dès 1794 est bon. Si l’armée qui défend le premier État prolétarien peut passer à l’offensive, elle « accélèrera l’effondrement du capitalisme » et tous les prolétaires doivent la soutenir.

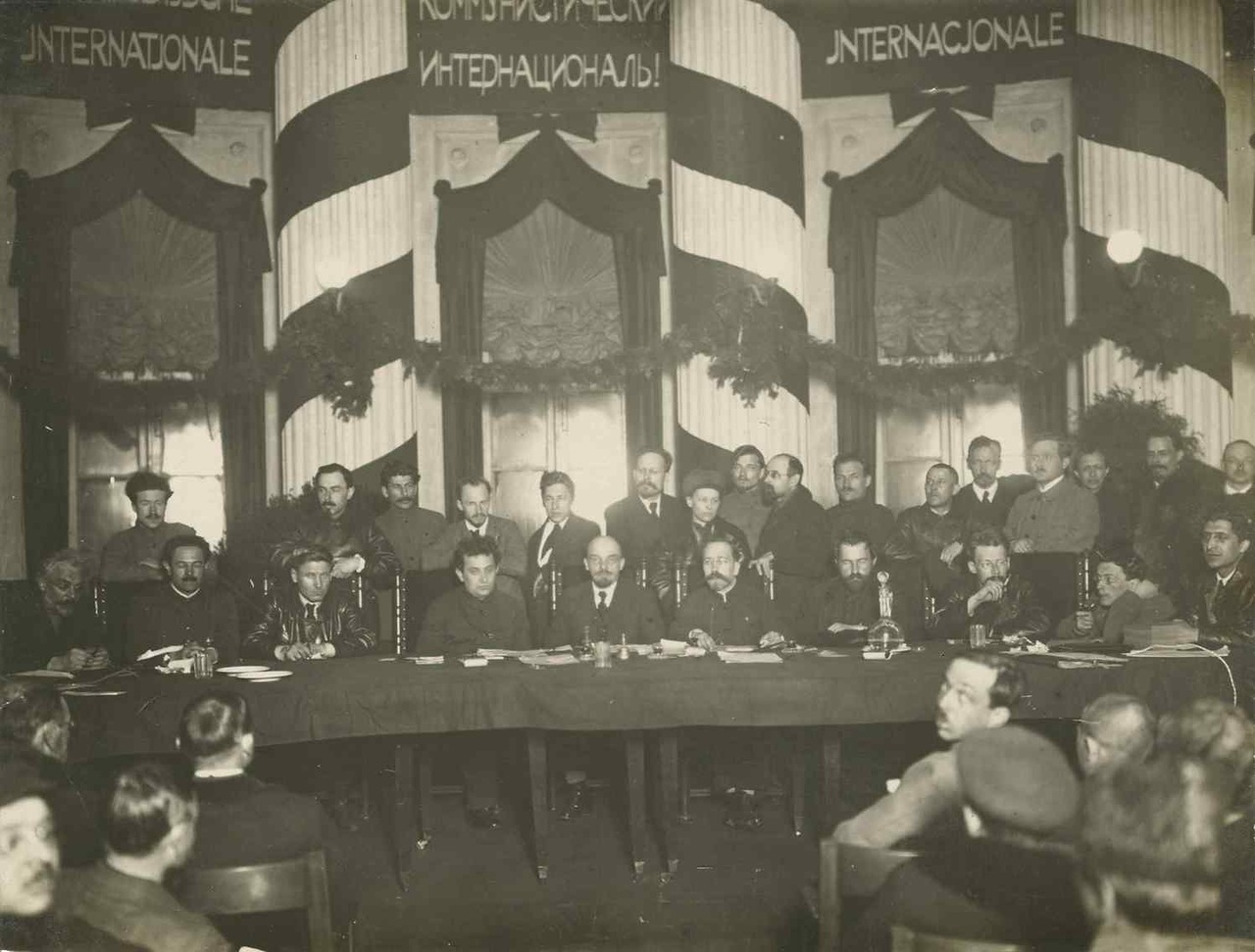
Boukharine, debout à côté de Staline, est derrière Zinoviev, Lénine et Kamenev, qui sont assis au bureau

Lorsque le KPD(Spartacus) et la majorité de l’USPD fusionnent en décembre 1920 pour former un grand parti de masse révolutionnaire, l’espoir monte d’un cran, mais Boukharine est immédiatement alarmé par une initiative de Levi (et de Radek) proposant aux autres forces ouvrières d’Allemagne de s’unir pour « se défendre ensemble contre le capitalisme et la réaction ». La « Lettre ouverte » est publiée le 7 janvier 1921, le bureau du CEIC est convoqué par Zinoviev le 22 janvier et conteste cette initiative. Boukharine s’inquiète de lire que le nouveau VKPD se considère comme une « minorité » et qu’il ne veut pas donner prise aux accusations de « putschisme ». Boukharine pense qu’il faut agir, comme l’ont fait les bolcheviks, pour unir les communistes dans la lutte. Radek tente d’expliquer au bureau du CEIC que des revendications partielles peuvent amener à la lutte pour la dictature du prolétariat, mais Boukharine ne comprend pas ce raisonnement.
Un enchaînement fatal commence alors avec une scission beaucoup trop « à gauche » en Italie (perte de Serrati) et une crise dans la direction du VKPD (Paul Levi démissionne pour protester contre les agissements des délégués du CEIC en Italie et s’engage dans une lutte ouverte contre la direction du parti). Les trois émissaires de Zinoviev envoyés en Allemagne se sont persuadés que le moment est venu. Ils vont pousser une Direction déboussolée à une "Aktion" manquée en mars 1921, ce qui plonge le VKPD dans les pires difficultés (répression, débandade, et rivalités entre des chefs désunis).

##### Le «tournant» du IIIeCongrès de l’IC
Lénine et Trotsky réagissent en constituant dès mai 1921 une « fraction » du Bureau politique du PCR(b) pour contraindre les dirigeants de l’IC membres du BP à changer de politique et à orienter le IIIe Congrès, alors en préparation, vers un front défensif. Mais il s’agit surtout d’éviter une discussion au Congrès. Un compromis est mis en place : Levi, auquel Lénine donne raison sur le fond, reste condamné pour son indiscipline ; l’action de Mars ne sera pas considérée comme un putsch ; par contre la tactique de la « Lettre ouverte » doit être « obligatoire ». Dans de nombreuses réunions à huis clos, Lénine s’en prend très violemment à Bela Kun et aux dirigeants allemands. Trotsky, publiquement, renouvelle l’analyse de la situation mondiale, reconnaît que la vague des soulèvements n’a pas abouti à un élargissement de la révolution. « En 1919, nous disions : "C’est une question de mois". Aujourd’hui nous disons : "C’est peut-être une question d’années". »
Trotsky a évoqué deux fois la position de Boukharine dans le débat du BP entre la « fraction de droite » (Lénine et Trotsky, soutenus par Kamenev) et la direction de l’IC (Zinoviev, Boukharine et Radek). Le 18 mars 1926, à une réunion du BP du PCUS, puis, deux ans plus tard, dans L’Internationale communiste après Lénine, il l’accuse d’avoir soutenu la "théorie de l’offensive" du VKPD et d’avoir cru, comme le disaient des Allemands, qu’il suffisait d’"électriser" les masses pour créer une atmosphère révolutionnaire . A. G. Löwy, n’est pas convaincu, l’accusation manque de preuves et la conception boukharinienne de la « tactique offensive » n’a rien à voir avec la « théorie de l’offensive » du VKPD. Boukharine était sans doute resté solidaire des dirigeants allemands qu’il connaissait et qui s’étaient laissé entraîner par les émissaires de Zinoviev. Comme il l’a dit lui-même en 1924, au Ve Congrès de l’IC, il voyait alors plus d’inconvénients que d’avantages à une politique défensive, à un front commun avec les organisations « ouvrières » de droite pour des revendications partielles. Enfin, l’indiscipline de Levi le scandalisait, et, lorsque la politique de Front unique sera sur les rails, en décembre 1921, il s’opposera avec violence à une tentative de réconciliation avec Levi.
Au IIIe Congrès de l’IC, l’intervention principale de Boukharine est en marge du Congrès. Comme nous l’avons vu, il est le défenseur convaincu de l’autre tournant de 1921, le passage à la NEP engagé en mars 1921. Il n’avait pas anticipé cette réorientation, il n’anticipe pas davantage le repli défensif du Front unique. Toujours respectueux de la discipline du parti, il ne s’y oppose pas, mais on sent des réticences : il rappelle avec humour que Lénine a parfois été favorable à l’offensive, et il affirme que le nouveau CEIC, quelle que soit son orientation, blâmera toujours les partis qui ne sauraient pas saisir une occasion de « prendre l’offensive ».
On peut ajouter une autre intervention en marge du IIIe Congrès de la Comintern, où Boukharine est le porte-parole du Bureau Politique pour une ingérence brutale dans le congrès de l’Internationale syndicale rouge. À la veille du Congrès de l’ISR (qui a lieu du 3 au 19 juillet 1921), quelques délégués d’Europe occidentale et d’Amérique avaient été informés de la situation d’anarchistes russes emprisonnés et en grève de la faim. Avec beaucoup de difficultés une négociation discrète avec Lénine, Lounatcharsky et des cadres de la Tcheka avait abouti, le 13 juillet, à une promesse ambiguë d’expulsion des prisonniers hors de Russie s’ils arrêtaient leur grève de la faim. Mais le parti bolchevik ne pouvait pas accepter cette concession sans accuser publiquement de toutes sortes de crimes les anarchistes qu’il allait relâcher. Le dernier jour du Congrès de l’ISR, Lozovsky donne la parole à un orateur extérieur au Congrès, N. I. Boukharine, pour un message du PCR(b). Le BP a décidé la veille, contre l’avis des chefs russes de l’ISR (Lozovsky et Rykov), qu’il fallait dénoncer publiquement le comportement contre-révolutionnaire des anarchistes russes. Ce sont des bandits comme Makhno, ils ont pris les armes à Cronstadt (révolte de Kronstadt), ils ont commis des attentats, ils se sont mis en dehors du prolétariat et leur place est en prison. Mais on ne peut pas divulguer trop de détails sur ces crimes… Cette provocation fait bondir les délégués syndicalistes non communistes, parfois anarchistes, qui avaient négocié avec Lénine et Lounatcharsky. Un seul d’entre eux (le Français Henri Sirolle) peut protester contre cette attaque outrancière des anarchistes russes alors qu’un accord garantissant leur amnistie était acquis.
L’anecdote illustre une remarque de Jules Humbert-Droz dans son entretien avec A. G. Löwy : « Boukharine était toujours envoyé par le parti russe lorsqu’il y avait des choses désagréables à régler… » et depuis le débat du Xe Congrès du parti, en mars 1921, il était le plus décidé à s’appliquer à lui-même les règles de la discipline la plus stricte.
Dans les mois qui suivent le IIIe Congrès, Boukharine passe beaucoup de temps à mettre en forme sa Théorie du Matérialisme Historique et, peut-être, à se soigner. Sa position évolue. Selon Fritz Brupbacher, un communiste suisse qui l’a rencontré en novembre 1921, Boukharine est devenu pessimiste pour l’avenir de la révolution. Le capitalisme reste en crise, mais le prolétariat est démoralisé par ses défaites et ses difficultés économiques. Boukharine est prêt à admettre la nécessité d’une phase défensive, d’un repli en vue d’une offensive future.

##### Boukharine participe à la mise en place de la politique deFront unique
Quand le 1er décembre 1921, le Bureau politique du PCR(b) décide de mettre en chantier des Thèses sur l’unité du front prolétarien qui seront adoptées à l’unanimité par le CEIC du 18 décembre, Lénine engage Boukharine à y travailler avec Zinoviev et Radek et lui demande d’écrire un article sur les « blocs » constitués entre mencheviks et bolcheviks au cours de l’histoire du POSDR.
L’article n’est pas paru, mais Lénine avait donné à Boukharine une « note sur l’histoire du PCR »  énumérant les points de désaccord et les variations des rapports de forces entre mencheviks et bolcheviks. Boukharine en a fait quelque chose puisque la Thèse 19 sur « les expériences des bolcheviks russes » raconte les scissions du POSDR et les moments d’union. Ainsi, « les bolcheviks ne se refusèrent pas au front unique », en particulier quand « ils adoptèrent le mot d’ordre de "l’unité par la base" », tactique qui, sous diverses formes, permit de « gagner au communisme » une grande partie des « meilleurs éléments prolétariens menchevistes ». L’IC, comme Boukharine, ne cache pas ce qu’elle attend de la nouvelle tactique.
La participation à la rédaction des Thèses sur l’unité du front prolétarien n’est pas la seule activité internationale de Boukharine au tournant des années 1921 et 1922. Le CEIC du 21 novembre 1921 discute des conséquences d’une tentative de restauration des Habsbourg en Hongrie. Boukharine, au passage, souligne qu’il est « théoriquement possible que nous, Russie révolutionnaire, concluions une alliance de guerre avec un État bourgeois contre un autre État bourgeois ». Cette position "opportuniste" (il emploie le mot) est complétée dans une note (Remarques sur les thèses "La défense nationale et la question militaire" – il s’agit d’un projet de thèses du PCF pour son Congrès) discutée le 2 décembre par le CEIC et destinée à Humbert-Droz qui allait représenter le CEIC au Congrès du PCF à Marseille. Contre les tendances pacifistes du PCF, « il faut juger positivement les guerres des petits États bourgeois contre le capital financier » et, comme il l’avait déjà écrit dans De la tactique offensive, le prolétariat mondial doit soutenir toutes les guerres de l’État du prolétariat car « elles ne sont rien d’autre qu’une forme de propagation de la révolution socialiste ».

##### Un article surLa base économique de la révolution prolétarienne
Boukharine, cependant, s’inquiète d’un risque de démoralisation en réaction aux défaites et, dans le même mois de décembre 1921 où il contribue à la mise en forme des nouvelles orientations défensives et unitaires de l’IC, il publie dans la Pravda (13 novembre), puis dans le Bulletin du CEIC n°4, 23 décembre 1921, deux petites pages rétablissant La base économique de la révolution prolétarienne (c’est le titre) et Les perspectives révolutionnaires (c’est le sous-titre). Il reconnaît que le mouvement ouvrier est en crise parce qu’il ne parvient pas à étendre la révolution, mais l’optimisme de la bourgeoisie et des sociaux-démocrates est une illusion révélée par le pressentiment de la crise chez les meilleurs esprits bourgeois. La crise économique de 1921 démontre que « la base de la production ne se développe pas ». Il cite quelques chiffres de baisse de production (charbon et fonte) et du volume des échanges internationaux (sans éliminer l’effet saisonnier… qui explique largement la baisse mesurée !). Il note un triplement des faillites, enfin il y a évidemment plus de chômeurs. Il conclut :
« La crise du mouvement ouvrier n’est pas une conséquence du rafistolage des déchirures du capitalisme et de l’amélioration de l’économie capitaliste. C’est la réaction psychologique d’une armée battue dans les premiers combats désespérés. Par conséquent l’affaiblissement de l’énergie révolutionnaire du prolétariat ne peut pas durer très longtemps. "Les armées vaincues apprennent bien". Et cet "apprentissage", quoique imperceptible pour le spectateur, conduira, avec l’approfondissement de la désintégration du capitalisme, à un résultat inévitable : la victoire de la révolution prolétarienne internationale. »
Difficile de réduire plus le problème de la base économique de la révolution…
Dans l’immédiat les nouvelles d’Italie ne sont pas bonnes. Le fascisme est de plus en plus agressif et le PC d’I de Bordiga prend de mauvaises décisions. Boukharine, au CEIC du 24 janvier 1922, critique les dirigeants italiens qui ont ignoré depuis le mois d’août 1921 le mouvement de résistance au fascisme constitué par les Arditi del Popolo et le CEIC est d’accord avec lui.

##### La Conférence des Trois Internationales
Fin février, la première conférence des partis de l’« Union de Vienne » qui n’adhéraient ni à la IIe ni à la IIIe Internationale (on l’a appelée l’Internationale « deux et demi ») reprend à son compte une proposition de Radek d’organiser une conférence des Internationales sur la question des réparations (lettre du 12 décembre 1921, au nom du CEIC). L’Internationale syndicale d’Amsterdam est la seule à refuser et la Conférence des Trois Internationales s’ouvre à Berlin le 2 avril 1922.
Boukharine fait partie de la délégation de l’IC que conduisent Karl Radek et Clara Zetkin. À notre connaissance, il ne prend pas la parole dans la polémique qui oppose d’emblée les IIe et IIIe Internationales sur leur rôle pendant et après la guerre. Mais la délégation de l’IC est venue pour proposer de lutter ensemble pour, au moins, « un morceau de pain » et Radek, pour obtenir la promesse de manifestations communes (le 20 avril) et d’une réunion de 9 délégués (le 24 avril) décide d’accepter les conditions provocatrices de la IIe Internationale. Les représentants de l’IC conviennent que les accusés du prochain procès des SR seront défendus par quatre avocats sociaux-démocrates, dont Vandervelde et Liebknecht (Théodore, le frère de Karl) et ils s’engagent à ce qu’il n’y ait pas de condamnation à mort. Boukharine fait observer que la délégation n’a pas le pouvoir d’engager l’État soviétique, mais Radek insiste et la délégation passe outre.

##### Le procès du Comité Central des Socialistes Révolutionnaires
« Nous avons payé trop cher », écrit Lénine dans un article de la Pravda du 11 avril. Pierre Broué, dans son Histoire de l’Internationale communiste, clôt le récit de cet épisode en observant que les engagements pris pour l’État soviétique furent tenus (les quatre avocats sont venus et il n’y a pas eu de condamnation à mort définitive) alors que la réunion obtenue par Radek ne déboucha sur rien. A. G. Löwy, Miklos Kun et d’autres sources font des récits plus complexes.
Le procès des chefs des SR était en préparation depuis des mois et, pour disqualifier toute forme d’opposition légale, son objectif était de leur imputer la responsabilité de tous les attentats contre des bolcheviks commis par des SR (à commencer par l’attentat de 1918 contre Lénine). L’accusation reposait sur des aveux et des dénonciations obtenus de quelques accusés par les enquêteurs de la Tcheka. L’accord passé entre les Internationales perturbait le scenario prévu. La direction de l’IC avait introduit des acteurs incontrôlables, elle décida, pour compenser, de prendre part directement au procès pour souligner son caractère politique. Boukharine, principal responsable politique de cette affaire, fut ainsi amené à intervenir simultanément au côté de l’accusation et de la défense.
1. Avant l’ouverture du procès, début juin, des membres du CEIC proches de Boukharine comme Zetkin et Meyer arrachent à grand peine une promesse (non publiée) de respecter l’engagement de Berlin et de ne pas condamner à mort les accusés (A. G. Löwy a recueilli le témoignage d’anciens dirigeants allemands). Par ailleurs, Radek cherche à justifier l’accord qu’il a passé et, publiquement, il fait mine d’imputer à Boukharine une intransigeance plus forte que la sienne. Enfin Zinoviev, au nom de la direction, charge Boukharine (et Zetkin) de participer à l’accusation des chefs SR défendus par les sociaux-démocrates, une autre équipe internationale se chargeant de défendre les accusés repentis qui témoignent contre eux. Trotsky, de son côté, comme il l’écrit dans Ma vie, voudrait traiter le Comité Central des SR comme des otages et aurait obtenu l’accord de Lénine… Le rôle que Boukharine s’apprête à jouer n’est pas très clair.
2. Quand Vandervelde, Wauters, Rosenfeld et Liebknecht arrivent à Moscou, le 26 mai, Boukharine accompagne tout un groupe de ses étudiants à la gare pour conspuer ces « laquais de la bourgeoisie » et en particulier Theodor Liebknecht (le frère de Karl), traité de « Caïn ». Kurt Rosenfeld a reconnu Boukharine et s’en plaint au tribunal. Boukharine admet sa présence, mais nie avoir participé au charivari. M. Kun quant à lui, cite un témoin direct soviétique, Elizaveta Drabkina qui confirme la participation active de Boukharine.
3. Les avocats sociaux-démocrates ont abandonné la défense au bout de quelques jours, et les avocats russes qui étaient restés ont renoncé à leur tour, après l’invasion de la salle du tribunal, le 20 juin, par une foule réclamant la mort pour les accusés. Boukharine, qui est apparu au procès comme défenseur de deux accusés (partiellement) repentis, et non comme accusateur, prend la tête d’un groupe de défenseurs bolcheviks pour tous les accusés.
4. Boukharine assure la défense du principal dénonciateur, Semyonov , il demande son acquittement et profite de sa plaidoirie pour s’adresser aux autres accusés : vous devez admettre que la Russie soviétique des bolcheviks est « le plus grand facteur… pour révolutionner le monde entier ». Il demande alors au tribunal de traiter les accusés selon leur aptitude ou leur inaptitude à construire la nouvelle société et, donc, de les acquitter (s’ils sont aptes). A. G. Löwy analyse ce raisonnement comme l’invention d’une « innocence objective », à l’opposé de la « culpabilité objective » inventée plus tard par A. Vychinski.
5. Mais les accusés qui résistent encore ? Ils ne méritent ni le nom de Socialistes ni celui de Révolutionnaires et la bourgeoisie les paie… Boukharine, ici, joint sa voix à celle de l’accusation. C’est M. Kun qui relève cette partie du discours de Boukharine…
6. Le 7 août, le tribunal condamne à mort 14 accusés (2 seront immédiatement graciés). Malgré les promesses, le point de vue de Trotsky l’a emporté. Le jugement du tribunal est complété par une décision du Comité exécutif panrusse des soviets : les condamnés sont des « otages » dont le sort dépend du comportement de ce qui reste de leur parti. S’il y a de nouvelles actions contre le régime soviétique, ils seront exécutés. Il faut recommencer à plaider pour la suspension de l’exécution des peines. Gorki, Anatole France et l’opinion européenne favorable à la Russie soviétique condamnent publiquement le « meurtre » des SR. Finalement, les peines seront réduites à 15 ans de prison, mais on ne sait pas ce que Boukharine a dit à Gorki en septembre 1922, quand, à la demande de Lénine , il a pris contact avec lui (selon M. Kun, il n’y a pas de documents fiables).
Étrange procès… Presque tous les acteurs, accusés ou accusateurs, ont été victimes des purges et des procès de la fin des années Trente. Les accusés ont pu, parfois, démontrer les mensonges des témoins, mais le tribunal présidé par Piatakov a pu aussi écarter sans se troubler l’application de lois soviétiques. L’accusation est dirigée par un groupe de personnalités intellectuelles non juristes : le président de l’académie socialiste Pokrovsky, le commissaire du peuple à l’Instruction [aux Lumières !], Lounatcharsky et Clara Zetkin, représentante du KPD au CEIC. Boukharine mélange défense et accusation, et, même s’il semble préférer l’acquittement des accusés, il exige l’aveu de leurs erreurs. Quelques uns des traits des procès-spectacles des années Trente se dessinent déjà.

##### Un débat à la Commission du Programme de l’IC
Après cet interlude mouvementé de la conférence des Trois Internationales et ses conséquences sur le procès des SR, Boukharine peut revenir à sa tâche internationale traditionnelle : rédiger le Programme. Le IVe Congrès est convoqué pour novembre et le Programme est à l’ordre du jour. La Commission qui doit proposer un Projet se réunit le 28 juin 1922.
Grace aux archives de Jules Humbert-Droz, on connaît depuis longtemps le « protocole » de cette Commission. Elle est dominée par l’intervention inaugurale de Radek qui propose une innovation essentielle. En bref, si « l’époque de la révolution sociale doit se prolonger pendant des dizaines d’années », avec une grande variété de situations dans le monde, le programme ne peut plus être une « perspective générale » indiquant le but ultime (le communisme, comme « programme maximum »), ni un « système concret de revendications obligatoires » pour tous les partis (ce qui ne pourrait être qu’un « programme minimum »). Puisque la révolution sociale a déjà commencé, le programme ne peut être ni « maximum », ni « minimum », il doit être un « programme de transition », c’est-à-dire « servant de levier à l’action qui conduira à la conquête de la dictature [du prolétariat] ». Cette théorisation de la politique du front unique (agir avec du réformisme pour la révolution…) séduit tous les intervenants de la Commission sauf Boukharine.
Même si les Allemands (Zetkin, Thalheimer), le Tchèque Smeral ou Zinoviev semblent prêts à suivre Radek, ils divergent en fait quant à la politique du Front Unique (par exemple Zinoviev ne veut pas d’un « gouvernement ouvrier » qui ne serait pas le « pseudonyme » de la « dictature du prolétariat », au contraire des Allemands). Boukharine, lui, ne s’oppose pas du tout aux revendications tactiques les plus diverses (un gouvernement ouvrier en Allemagne ou une campagne pour la démocratie au Japon). Il s’agit d’éléments d’un programme d’action dépendant étroitement du moment et du lieu. Chaque parti dans l’Internationale doit en être pourvu, mais cette partie du programme se distingue clairement des questions générales : 
"Premièrement, le traitement théorique de l’ordre capitaliste dans le domaine économique, la caractérisation du capitalisme, la faillite du capitalisme, l’impérialisme, etc. Deuxièmement, le programme maximum du communisme. Troisièmement, les revendications essentielles de la période de dictature politique et peut-être aussi une quatrième catégorie de questions serait-elle constituée par celles ayant trait au rôle spécifique du parti communiste et à ses rapports en tant que parti du prolétariat vis-à-vis des autres partis".
Boukharine a sans doute déjà préparé le texte du projet qu’il proposera au Congrès. Il reste attaché à une conception classique du Programme. La seule innovation qu’il suggère porte sur le rôle « spécifique » du « parti du prolétariat ». Il n’a pas compris que Radek et ceux qui le suivent ont découvert que la séparation entre un programme d’action conjoncturel et un programme général (la traditionnel couple Programme maximum-Programme minimum) était 
« la marque caractéristique de l’opportunisme qui conserve volontiers son programme dans toute sa pureté pour se dégager dans le domaine pratique par toutes sortes de vilenies qui rendent le programme illusoire et lui enlève toute force réelle ».
Les communistes doivent démontrer leur fidélité au « but final ». Leurs « revendications transitoires » (même s’il s’agit d’améliorations réformistes) doivent être mises dans « la relation la plus étroite » avec leurs principes et leurs fins (elles ne visent pas à améliorer la société bourgeoise ; elles amènent les masses à la lutte pour la dictature du prolétariat). La différence entre les réformistes et les révolutionnaires est, selon Clara Zetkin, dans « la manière de poser » les revendications. Autrement dit tout dépend de l’idéologie de celui qui parle…
Au terme de cette première discussion, la victoire ne pouvait échapper à Radek. Mais le point fort de sa position était dans la question, pas dans les réponses. Le Congrès put entériner le principe de sa démarche : le Programme de l’IC devait inclure des objectifs transitoires et en donner la justification théorique, mais le Congrès ne put adopter aucun texte. Ce n’est pas seulement parce que les partis de l’Internationale avaient des conceptions diverses du front unique. Ils étaient aussi divisés sur des questions théoriques : par exemple, la pensée de Rosa Luxemburg fait-elle partie du fond théorique du communisme ?

##### Le quatrième Congrès de l’IC
Au IVe Congrès de l’IC (5 novembre – 5 décembre 1922) Boukharine intervient essentiellement comme co-rapporteur (avec Thalheimer) sur la question du Programme. Le dernier jour du Congrès, le 5 décembre, il fait le point sur le conflit entre l’Exécutif et le parti travailliste norvégien. Nous en reparlerons plus loin, le problème étant réexaminé au IIIe plénum du CEIC (juin 1923).
Dans son rapport du 18 novembre sur Le Programme de l’Internationale et des Partis Communistes, Boukharine essaie de construire une base théorique pour son propre Projet.
Il veut d’abord montrer que le marxisme « bolchevik ou communiste » renoue avec celui de Marx et Engels, alors que le marxisme des « épigones de la Seconde Internationale » s’en est éloigné. Il développe sur 7 pages  une critique de Kautsky, le principal penseur du programme social-démocrate marxiste « orthodoxe » (et, « quand qu’il était marxiste », le maître de Lénine…). Dès le début du débat avec Bernstein sur le « révisionnisme » il a cessé de voir les bases de la révolution (la paupérisation continuelle des ouvriers, les crises, le caractère de classe de l’État bourgeois, l’autonomie du parti du prolétariat).
Boukharine présente ensuite la problématique qu’il juge la meilleure pour comprendre la situation mondiale : considérer le développement d’ensemble du capitalisme sous l’angle de la reproduction élargie des contradictions capitalistes. Dans cette optique, l’impérialisme est abordé à partir de la transformation des formes de concurrence (les monopoles ne s’affrontent pas par les prix) et l’État impérialiste joue un rôle économique de plus en plus important.
Quand il arrive aux problèmes du passage au socialisme, Boukharine commence par un nouveau débat avec les réformistes. Ils n’ont pas compris que la transformation d’une société capitaliste en une société socialiste (ou communiste) ne peut commencer qu’après la prise du pouvoir par le prolétariat. Il est vrai que les germes du socialisme grandissent au sein du capitalisme, mais le socialisme lui-même ne peut s’y développer, contrairement au capitalisme qui avait pu le faire dans le cadre féodal. Il ne peut pas y avoir une production organisée par la classe ouvrière au sein du capitalisme, le prolétariat y est de toute façon trop « inculte et arriéré » par rapport à la bourgeoisie.
Ne pouvant commencer qu’avec la prise du pouvoir par le prolétariat et sous sa dictature, le passage au socialisme, sous des formes différentes selon les pays, sera une longue transition,
"un long processus d'évolution au cours duquel les formes socialistes de production et de distribution deviennent de plus en plus prédominantes, jusqu'à ce que toutes les reliques de l'économie capitaliste soient progressivement supplantées, jusqu'à ce qu'une transformation complète du capitalisme en une société socialiste ait eu lieu."
C’est ici que Boukharine explique une nouvelle fois ce qu’est la NEP, comme nous l’avons vu plus haut.
Pour achever son discours sur « les défis tactiques généraux », il récapitule en priorité les positions politiquement litigieuses qu’il a prises depuis le début des débats sur le tournant du Front unique. Les communistes sont maintenant partisans de la « défense nationale » de l’État du prolétariat ; des alliances de l’État prolétarien avec des États bourgeois contre d’autres États bourgeois sont possibles si elles sont opportunes ; l’État prolétarien a le droit d’intervenir à l’extérieur (« l’intervention rouge » avait échoué en Pologne en 1920, mais elle a réussi en Géorgie en février 1921).
Reste le problème de la place des « questions purement tactiques » dans le Programme. C’est une annexe qui « peut être changée aussi souvent que nécessaire – tous les quinze jours s’il le faut ». Il est « opportuniste » de vouloir mettre au centre du programme les revendications défensives proposées à toutes les organisations ouvrières (en les parant, observons-le, d’un potentiel révolutionnaire si elles peuvent ramener les masses à la lutte pour la dictature du prolétariat). "Opportunisme", ici, veut dire : choix politique adapté à un moment particulier (une série de défaites) mais étendu largement au-delà. Il ne faut pas exclure du programme le choix de l’offensive.
Malgré tous ses efforts (il a fait rire la salle avec le mot opportuniste appliqué à Radek…) Boukharine n’a pas convaincu ses camarades et c’est lui qui vient déclarer, le 22 novembre, que...
"la délégation russe, unanime, confirme que l’insertion des revendications transitoires dans les programmes des sections nationales, leur énonciation générale et leur motivation théorique dans la partie générale du programme ne peuvent être considérées comme de l’opportunisme."
Le Projet rédigé par Boukharine est publié avec d’autres documents, comme un matériel préparatoire pour le prochain Congrès. C’est ainsi qu’aucune discussion n’est engagée entre Boukharine et Thalheimer, son co-rapporteur alors qu’il a soulevé un problème épineux. Thalheimer est bien d’accord pour critiquer Kautsky, mais pas pour oublier Rosa Luxemburg. Il cite une page entière d’extraits de L’Accumulation du capital sur la nécessité de débouchés extérieurs à « l’environnement strictement capitaliste », les limites de ces débouchés et les crises qui s’ensuivent. Il n’hésite pas à dire que Lénine, comme les marxistes légaux (Tougan-Baranovsky (en), etc.) n’a pas compris les limites du capitalisme. Comme on le verra dans le § suivant, Boukharine devra finalement répondre en 1924 et arracher quelques heures à un emploi du temps surchargé pour défendre l’honneur de Lénine et réfuter la théorie luxemburgiste de l’accumulation du capital dans un petit livre (L’impérialisme et l’accumulation du capital).

##### 1923, les activités de Boukharine en Scandinavie et l’Octobre allemand
Le parti travailliste norvégien (DNA, Det Norske Arbeiderpartie) s’était affilié dès avril 1919 à la Comintern. Ses chefs, comme l’ensemble des chefs sociaux-démocrates scandinaves, connaissaient bien les bolcheviks exilés, assez nombreux au début de la guerre dans la Scandinavie restée neutre. Le parti norvégien s’était trouvé en conflit avec le CEIC à partir du IIe Congrès, à cause des 21 conditions d’adhésion à l’IC. Comme l’indique le rapport de la commission norvégienne du IVe Congrès, présenté par Boukharine, c’était un « bon parti », mais ce parti assez nombreux (30 000 membres en 1919) était formé principalement sur la base de syndicats adhérant collectivement au parti. Sa majorité était encore trop « fédéraliste » (rebelle au centralisme), réformiste et syndicaliste, tandis que la minorité, plus proche du CEIC, commettait beaucoup d’erreurs, notamment au parlement.
La direction de la Comintern semble être restée le plus longtemps possible d’une humeur conciliante. La mission de Boukharine est d’accompagner l’évolution du DNA vers un parti assumant son nom (parti communiste et non travailliste), ne dépendant d’aucune autre organisation, centralisé et discipliné. Un congrès du DNA est réuni du 24 au 28 février 1923. Boukharine y intervient trois fois. Mais, selon A. G. Löwy, la résolution soutenue par le CEIC est rejetée par 94 mandats contre 92. Le troisième Plenum élargi du CEIC, en juin et à Moscou, rediscute les questions norvégienne et suédoise. Boukharine revient sur la question du « centralisme », c'est-à-dire de l’autorité du CEIC sur les partis nationaux et du Comité central national sur les organisations de la base. Les Norvégiens et les Suédois continuent à préférer une « fédération » à une « organisation de lutte », c’est parce qu’ils persistent à imaginer un processus de renforcement du pouvoir sur la production partant du lieu de travail (Boukharine identifie là une inspiration proudhonienne). Le CEIC leur demande une fois de plus de penser davantage à se préparer à une guerre civile révolutionnaire. Il intervient aussi contre son camarade suédois, Zett Höglund, avec qui il avait été mis en prison. Il s’étonne des concessions qu’il fait à la religion et il rappelle que toute religion est une idéologie de classe, le plus souvent contre-révolutionnaire.
En novembre 1923, les partis scandinaves quitteront l’IC et leurs minorités feront scission pour fonder de nouveaux partis communistes (Boukharine aura déjà été remplacé par Kuusinen pour « suivre » les partis scandinaves).
Boukharine joue-t-il un rôle personnel dans la politique allemande de la Comintern ? Son nom apparaît dans des échanges de lettres et il est présent à plusieurs réunions où des décisions cruciales sont prises. Cependant il est difficile de savoir ce qu’il pense de la situation en Allemagne et ce qu’il a fait pour l’« Octobre » allemand. Considérons le catalogue de ses publications en 1923. Pendant les six premiers mois, son activité internationale est centrée sur les pays scandinaves. Il a cependant une occasion pour parler de l’Allemagne avec son rapport du 20 avril 1923 au XIIe Congrès du PCR(b).
Boukharine y présente un rapport sur l’activité des délégués du PCR(b) dans la Comintern. Il propose un tableau économique du monde (il conclut dans son style : « La tâche d’organiser l’économie mondiale n’a pas été résolue le moins du monde ») ; un bilan géopolitique (les puissances ne peuvent pas s’entendre et l’Orient – Inde, Chine, Japon et Indonésie – constitue « une réserve d’infanterie pour les révolutionnaires européens ») ; l’état de la lutte des classes en Europe (malgré l’entrée dans une période défensive, il y a plus de grèves et un renouveau du mouvement ouvrier, tandis que la « décomposition des partis sociaux-démocrates s’accentue ») et, enfin une appréciation de la politique des partis communistes du monde entier (L’offre d’un front unique ou le slogan du gouvernement ouvrier font progresser l’influence du communisme dans les masses, mais la direction de la Comintern s’inquiète des résistances internes à cette ligne). Boukharine conclut sur une vision du monde prophétique :
"Si l'on considère la situation à l'échelle de l'histoire mondiale, on peut dire que les grands États industriels sont les villes de l'économie mondiale et que les colonies et semi-colonies en sont les villages. Et lorsque le système capitaliste a tremblé dans ses fondements, lorsque la fermentation révolutionnaire commence dans la « ville » et que le coq rouge commence à chanter dans le village, il est nécessaire de créer un grand front uni sans précédent, mais qui commence déjà à se réaliser, entre le prolétariat révolutionnaire de la « ville » mondiale et la paysannerie du « village » mondial. C'est la voie dans laquelle l'histoire s'est irrémédiablement engagée."
Dans ces cinquante pages, l’Allemagne, trois mois après l’occupation de la Ruhr, apparaît souvent (la crise inflationniste appauvrit les ouvriers, une résistance internationale s’organise, les sociaux-démocrates de France ou de Belgique s’associent aux impérialistes contre les ouvriers allemands, etc.). Mais ce qui ressort le plus du discours de Boukharine, ce sont les difficultés que rencontre le KPD pour résoudre ses conflits internes. L’atmosphère révolutionnaire est là (il est encore une fois question de Kornilov…), la décision d’agir manque.
Nous ne connaissons pas d’autre document de l’époque où Boukharine s’exprime sur la question de la révolution allemande.
Fin juin, le Bureau politique accorde un congé à Boukharine. Il ne publie rien pendant trois mois, et presque rien d’octobre à décembre. Il semble surtout préoccupé par l’évolution des dissensions entre les membres du BP depuis la maladie de Lénine (en août, il est à Kislovodsk, la station thermale du Caucase où une partie du BP s’est retrouvée et a discuté de l’organisation du pouvoir ). En décembre, il commence à publier dans la Pravda un long texte « À bas le fractionnisme ! » dirigé contre Trotsky. Malade, il part se faire soigner à Gorki, là où résidait Lénine depuis sa dernière attaque. Il y est encore quand Lénine décède, le 21 janvier 1924.

#### Révolution prolétarienne et culture– Boukharine et Bogdanov
Le 5 février 1923 Boukharine prononce un long discours à Petrograd devant une assemblée du parti et son sténogramme est bientôt publié en brochure. Il y traite un sujet sur lequel, en 1922 , il promettait d’écrire un livre : Le problème de la culture dans la révolution prolétarienne. Il revient ainsi sur une question déjà abordée, nous l’avons vu, dans La théorie du matérialisme historique et dans le Rapport sur le programme au IVe Congrès de l’IC.
Rappelons comment se présente le problème, dont Boukharine a pris conscience au tournant de 1921 à 1922 : Si le "socialisme" mûrit en un certain sens au sein du "capitalisme", il ne peut ni éclore, ni se développer au sein du "capitalisme", contrairement au "capitalisme" qui a pu naître et croître au sein du "féodalisme". Dans la nouvelle brochure, Boukharine précise sa problématique.
La classe ouvrière qui a commencé à « briser la machine bourgeoise » est porteuse d’une culture supérieure à celle de la bourgeoisie, une culture qui s’épanouira avec le communisme. Mais sous le capitalisme, la classe ouvrière n’est pas seulement économiquement exploitée, politiquement et culturellement elle est opprimée et infériorisée. L’expression principale de cette contradiction est que pour agir et arriver au pouvoir, puis pour exercer ce pouvoir, la classe ouvrière a besoin de transfuges de la classe qu’elle combat.
En quoi consiste la supériorité de la culture prolétarienne selon Boukharine ? Il donne deux arguments. 1° La classe ouvrière veut surmonter l’anarchie de la production capitaliste, elle est donc « prédisposée à dépasser l’anarchie de la production culturelle et intellectuelle ». 2°La classe ouvrière comprend mieux que la bourgeoisie la « valeur pratique » de toute chose et de toute connaissance. C’est ce qui lui permettra de « planifier le domaine culturel et idéologique » comme celui de l’économie.
"Nous gouvernons et disposons des valeurs culturelles de telle sorte que ce ne sont pas elles qui nous entraînent mais nous qui les entraînons. C’est dans la conscience d’un très grand accroissement de notre force collective que réside la stimulation de notre culture. C’est là, la supériorité par rapport à tout ce qu’a jamais connu l’humanité."
Cette conclusion frappante est discutable (qu’est-ce qui permet de dire que l’idéologie peut dépasser les conditions de son existence, les idées sont-elle toutes puissantes ?), mais de toute façon Boukharine s’en éloigne aussitôt.
"Que se passe-t-il en ce qui concerne la diffusion et l’élaboration de ces principes ? Là, je dois dire que, par rapport à la bourgeoisie, nous sommes de vrais gamins. Il faut l’avouer et en être lucidement conscient."
Les idées bourgeoises influencent largement le prolétariat et celles du prolétariat pénètrent peu la bourgeoisie. En fait il n’y a que dans le domaine des sciences sociales que la culture prolétarienne affirme sa supériorité scientifique grâce à Marx et Engels… La faiblesse de la culture ouvrière contribue au coût exorbitant de la révolution et elle accroît le risque d’une dégénérescence du gouvernement prolétarien.
Les cadres indispensables à la construction d’une organisation socialiste de la production sont soit des transfuges de classes, soit sous leur influence. Même en supposant que ces cadres bourgeois qualifiés veulent vraiment aider à la construction socialiste, une loi « tectologique » établie par Bogdanov et invoquée par Boukharine, la "loi du moindre effort", les poussera à reproduire les solutions « techniques » familières du capitalisme (dans l’organisation du travail et des échanges). Les cadres issus du prolétariat risquent d’être entraînés et, pire encore, s’ils reconstituent un monopole de l’enseignement supérieur en faveur de leurs proches, ils formeront vite une caste et le germe d’une classe exploiteuse.
Le danger ne vient donc pas seulement des spécialistes bourgeois ou des Nepmen que la nouvelle politique économique a multipliés, l’élite ouvrière peut se couper de sa classe d’origine et l’Histoire donne de nombreux exemples de conquérants culturellement arriérés conquis par la civilisation supérieure des vaincus. Il ne sert à rien d’« arracher les dents » des Nepmen, il faut former des cadres toujours plus nombreux avec un esprit prolétarien et pratique (selon la formule de Boukharine, il faut à la fois « le marxisme et l’américanisme »).
Comment faire concrètement ? Boukharine est tout à fait d’accord avec l’orientation prise par le gouvernement soviétique : les masses ont besoin d’apprendre à lire et à écrire et les ressources budgétaires sont limitées, la priorité est donc à l’instruction élémentaire. Mais il se prononce aussi pour le renforcement de la culture prolétarienne « supérieure ». D’autres dirigeants du parti, il le reconnaît, ne partagent pas son point de vue (Lénine, en premier…), il pense pourtant qu’il y a une place à faire dans le budget pour la formation « rouge » de formateurs « rouges », pour renforcer le réseau que constituent les « généraux de l’idéologie marxiste et de la pratique communiste » avec leurs « équipes d’officiers » et de « sous-officiers », etc. jusqu’à ce que « toute la masse soit modifiée ». S’il n’y a pas ces professeurs et ces ingénieurs « rouges », d’autres « qui nous sont étrangers » enseigneront la masse et « nous gâcherons tout ».
C’est ainsi que Boukharine, au début de 1923, cherchait à préserver quelque chose du vaste mouvement pour la « culture prolétarienne » (le Proletkult) qui s’était développé dès 1918 et que la direction du parti (Lénine en tête) n’avait eu de cesse de contrôler et de limiter.

##### Le contexte du discours de Boukharine du 5 février 1923
Depuis le mois d’octobre 1922 Lénine avait organisé une campagne contre les idées exprimées dans la Pravda par le président du Comité central du Proletkult, Pletnev. Il lui reprochait son bogdanovisme et il valait mieux assimiler tout ce qui est utile dans la culture bourgeoise plutôt qu’inventer une culture prolétarienne. Lénine étant trop malade pour s’occuper de cette affaire, il avait demandé à Ya. Yakovlev, chef adjoint de l’agitprop, d’intervenir contre la direction du Proletkult. Yakovlev était particulièrement bien placé pour cela puisque lors du XIe Congrès du PCR(b) il avait proposé que l’Agitprop prenne en charge le contrôle des organisations de la culture prolétarienne. Boukharine était intervenu auprès de Lénine et de Yakovlev pour limiter cette offensive critique à Pletnev, sans le mettre en cause lui-même.
Boukharine, en février 1923, alors que Lénine a rechuté en décembre (mais il est encore capable de lire ou de dicter un article), répond donc partiellement aux articles de Yakovlev (publiés les 24 et 25 octobre 1922) en disant qu’il faut organiser un système de formation à la culture prolétarienne partant « d’en haut » (des idéologues du parti), jusqu’à la base (la « masse » des travailleurs). Boukharine ne conteste pas le principe du contrôle par le parti, mais il se soucie de la réalité de la diffusion de la culture prolétarienne jusqu’à « toute la masse ».
Il y a là une trace de la résistance que Boukharine et d’autres cadres du PCR(b) comme Lounatcharsky avaient opposée à la mise sous tutelle du mouvement des organisations prolétariennes d’éducation culturelle (le Proletkult) créé à la fin de 1918. L’affaire remonte aux derniers mois de la guerre civile.

##### Les premières «reprises en main» du Proletkult (1920-1921)
Entre mai et octobre 1920, Lénine commence à se préoccuper de ce mouvement du « Proletkult » qui regroupe des dizaines, voire des centaines de milliers d’adhérents sur le « front » de la culture (dans les discours de l’époque, la culture est un troisième « front » civil, à côté du « front » de la politique, tenu fermement par le parti, et du « front » de la défense économique des travailleurs, tenu par les syndicats sous le contrôle du parti).
Ce qui agace Lénine, c’est l’influence de Bogdanov. Bogdanov est présent à tous les niveaux de l’action pour la culture prolétarienne : à l’Académie socialiste, dans les Universités populaires et au Comité central du Proletkult. Son cours d’économie politique vient d’être réédité pour la dixième fois. Boukharine a publié un livre, Économique de la période de transition, où l’influence de Bogdanov est très sensible. À la suite du IIe Congrès de l’IC, en août 1920, un mouvement du Proletkult international a été lancé… Lénine s’alarme : le cours d’économie politique de Bogdanov s’est enrichi d’un chapitre sur La société socialiste organisée sans écrire un mot sur la dictature du prolétariat. Le Bureau politique du 22 mai 1920 décide par précaution que les cours de Bogdanov à l’Université ne pourront porter que sur la période prérévolutionnaire. Lénine fait rééditer sa critique de Bogdanov (Matérialisme et empiriocriticisme) et demande que le Proletkult, qui réunit son premier congrès en octobre 1920, soit davantage subordonné au Commissariat du peuple aux "lumières" [à l’éducation] de Lounatcharsky. Celui-ci, qui aide autant qu’il peut le Proletkult, détourne cette consigne et s’efforce de préserver l’autonomie du mouvement. Il est soutenu par Boukharine. Une commission du Bureau politique est alors constituée, sans Boukharine et Lounatcharsky, et elle produit une circulaire du 1er décembre 1920 recommandant la prise de contrôle du Proletkult et soulignant l’influence d’éléments socialement et idéologiquement étrangers au régime soviétique. Le débat public est suspendu par la crise du parti sur la « question syndicale » (décembre 1920 – mars 1921), mais la direction du parti obtiendra un changement de président du Proletkult et le départ de Bogdanov de son Comité central, entérinés au deuxième congrès du Proletkult réuni en novembre 1921.

##### Boukharine attaque Bogdanov
À la veille du congrès, cependant, un nouveau « groupe » du PCR(b) – pas une fraction, elles sont interdites depuis mars 1921 – met en circulation un Manifeste « Nous, les collectivistes » dont les auteurs se réclament de Bogdanov. Le bureau politique, le 22 novembre condamne la « nouvelle fraction » et Boukharine publie le même jour un article  dans la Pravda. Il affirme d’abord qu’en contact étroit avec le gouvernement soviétique et les organisations du parti, le Proletkult est « un soutien précieux dans notre lutte pour le communisme ». Il résume ensuite ce que pensent les auteurs du Manifeste : l’intelligentsia prendra « inévitablement » le pouvoir dans le bloc qu’elle forme avec les ouvriers et les paysans russes et le capitalisme sera restauré. Enfin, pour les discréditer, il prend à partie l’inspirateur qu’ils revendiquent, Bogdanov, dénoncé comme un « menchevik » qui refuse d’agir et de se salir les mains dans les « basses besognes » révolutionnaires.
Bogdanov avait accepté de se retirer des activités du Proletkult. Il avait rejoint à Londres la délégation commerciale soviétique qui négociait un accord économique. Il n’avait aucune relation avec les auteurs anonymes du Manifeste. Il croyait avoir établi des relations de confiance suffisantes pour discuter avec ses anciens camarades du POSDR(b). Il écrit à Boukharine une lettre ouverte  – non publiée, malgré sa demande – pour rétablir les faits : il n’a jamais été un « menchevik », il est resté, depuis 1911, en dehors du parti bolchevik, parce que, même s’il approuvait la décision de prendre le pouvoir en Octobre, il ne voyait pas dans le « régime ouvrier et paysan » le début du socialisme mais un « communisme de consommation militaire » débouchant sur un capitalisme d’État. Pour lui, les tâches révolutionnaires ne sont ni basses, ni sales, elles sont « tragiques », parce qu’elles sont au-dessus des forces d’un jeune prolétariat dont il faut encore former les capacités culturelles.
Jusque là, Boukharine avait eu des relations normales, sinon cordiales avec Bogdanov. Ils avaient participé à la fondation de l’Académie socialiste de sciences sociales et donné des cours dans les nouvelles Universités populaires. Ils avaient souvent discuté de leurs désaccords et même plaisanté pour rendre le débat plus léger... Bogdanov ne cache pas sa déception quand il voit que Boukharine cite une de ses plaisanteries (« Oui, vous faites ce qu'il faut faire, mais je me tiendrai à l'écart de ces basses besognes. ») pour l’enfoncer aux yeux des lecteurs de la Pravda.
Boukharine savait ce qu’il avait appris chez Bogdanov, il l’avait dit et il le dira encore, jusque dans son discours sur la tombe de Bogdanov, en 1928. Pour soutenir le contrôle du parti sur le Proletkult, il n’hésite pourtant pas à tordre commodément la réalité et à présenter comme un ennemi l’un des rares esprits qui soutenait la révolution en pensant autrement que les bolcheviks.
Les manœuvres pour écarter Bogdanov du « front » de la culture prolétarienne iront encore plus loin en septembre 1923. Un nouveau « groupe » d’étudiants, Raboshaya pravda [La vérité ouvrière], a été découvert par la Tcheka. Bogdanov, qui est revenu depuis longtemps de Londres, est arrêté et enfermé six semaines à la Loubianka comme inspirateur putatif de ce groupe. Il demande à voir Dzerjinsky, le patron de la Tcheka, et après une longue discussion, il est libéré. Selon Wladislaw Hedeler, Boukharine écrit alors à Vorochilov que Bogdanov « est une bonne personne » et il suggère de lui proposer la direction d’un institut. Lorsque Boukharine sera écarté du Bureau Politique, en 1929, il tentera aussitôt de poursuivre une activité scientifique dans les institutions de recherche soviétiques. S’est-il alors souvenu de Bogdanov ?

##### Boukharine et le «Pinkerton rouge»
Dans un article de la Pravda (25 novembre 1921) sur les jeunes et l’éducation communiste – un sujet qui était au cœur de la question de la culture prolétarienne – Boukharine constate que les jeunes, un peu plus que les adultes, ont besoin d’une littérature plus captivante que les instructions pédagogiques ou les directives dont on les inonde. La bourgeoisie, à son avantage, a su faire lire à la jeunesse les aventures du détective Nat Pinkerton. Le prolétariat devrait créer un Pinkerton communiste. Un an plus tard, devant la conférence du Komsomol d’octobre 1922, alors qu’il constate que le changement d’atmosphère, depuis le passage à la NEP, a « démoralisé la jeunesse » et réduit les effectifs du Komsomol, il redit qu’une littérature policière communiste, avec « une intrigue et des événements légers, divertissants et intéressants », c’est ce qu’il faut pour les jeunes, « dix fois plus que pour les adultes ».
Plusieurs auteurs répondront à l’appel dont une vedette de la littérature de genre à l’époque stalinienne et post-stalinienne, Marietta Shaginian (1888-1982). L’auteur de l’étude de cette anecdote, Boris Dralyuk , remarque judicieusement que prendre le genre « polar » comme remède à la dépression provoquée par la NEP était une idée très « NEP » : une concession à un genre bourgeois pour mieux vaincre la bourgeoisie. C’est aussi une idée qui est venue à Boukharine au moment même où il s’occupait du débat sur le Proletkult. On peut en conclure qu’il n’imaginait pas que l’art prolétarien surgirait ex nihilo. Le modèle bourgeois pouvait et devait être « reconstruit ». Il sera encore sur cette position en 1925 : dans son discours à la conférence sur la littérature organisée par le CC du PCR(b) et, dans la résolution adoptée, il dira qu’on pouvait admettre l'utilisation de « toutes les réalisations techniques de l'ancien art, [afin de] mettre au point une forme appropriée compréhensible par des millions de personnes ». Les artistes du Proletkult n’étaient pas de cet avis et, nous dit Dralyuk, ils ont très vivement critiqué les romans de « Pinkertons rouges ».

#### LeTestamentde Lénine
Pour Boukharine, la fin de l’année 1922 et toute l’année 1923 sont profondément marquées par l’évolution de la maladie de son Maître Lénine. Un troisième AVC, au début mars 1923, rend impossible toute communication avec Lénine et interrompt ce que Moshe Lewin a appelé son « dernier combat » pour influencer l’orientation de la révolution soviétique.
Boukharine, par rapport à Lénine, est dans une position particulièrement inconfortable : celle d’un disciple inconditionnel et rebelle. Lénine avait apprécié très favorablement, en 1912, ce « jeune homme de lettre inexpérimenté » qui dessinait si bien et qui était le seul à Vienne qui répondait à ses demandes. Mais dès 1914 et leur désaccord sur le cas Malinovsky, ils s’étaient régulièrement opposés dans des termes assez vifs (« semi-anarchisme »… « phraseur opportuniste »… « nigaudchisme »…) sur des questions théoriques ou politiques parfois brûlantes, comme la signature du traité de Brest-Litovsk. Cependant ni l’un ni l’autre n’avait rompu complètement, même sur la question de Brest-Litovsk. Boukharine avait toujours reconnu Lénine comme son maître et Lénine faisait l’éloge de la culture marxiste et du sérieux de son jeune adversaire qu’il tenait à maintenir au Comité Central du parti.
Depuis la crise politique des premiers mois de 1921 sur la « question syndicale », nous avons vu que Boukharine avait fait beaucoup d’efforts pour éviter les conflits avec Lénine. Il avait accepté publiquement d’utiliser les mots « capitalisme d’État », presque comme Lénine, et, alors qu’une nouvelle querelle menaçait à propos du Proletkult, il avait obtenu de Lénine et Yakovlev qu’elle ne soit pas rendue publique.
Pourtant les accrochages n’avaient pas cessé. Le 27 mars 1922, dans son rapport au XIe Congrès du PCR(b), Lénine avait regretté l’absence de Boukharine : il aurait aimé discuter avec lui, une fois de plus, du « capitalisme d’État ». Quelques jours plus tard, au début avril 1922, Boukharine n’avait pas su résister à Radek et, selon Lénine, il avait trop cédé à la social-démocratie internationale en promettant la vie sauve pour les SR. Lénine s’inquiétait beaucoup du monopole du commerce extérieur qu’il souhaitait rigoureux. Boukharine et Staline, pour le bureau politique, Milioutine et Sokolnikov, pour l’administration soviétique, envisageaient depuis le début de l’année des mesures dérogatoires (des contingents de marchandises librement échangeables) dont ils espéraient une meilleure efficacité du commerce extérieur. Pendant la première période de la maladie de Lénine (fin mai – fin décembre 1922), Sokolnikov avait proposé et fait adopter quelques-unes de ces mesures. Lénine, en l’apprenant (tardivement) s’était fâché (particulièrement contre les arguments de Boukharine ) et, avec l’aide de Trotsky, contre Staline, il avait obtenu, en décembre 1922, l’annulation de ces décisions.
Quand Lénine, après le 15 décembre 1922, ne peut plus écrire et dicte difficilement ses derniers articles et ses dernières recommandations, il fait par deux fois allusion à ses conflits avec Boukharine. Dans De la coopération, dicté le 6 janvier 1923, il rappelle que son article de 1918 sur le capitalisme d’État « a suscité plus d’une fois des doutes dans l’esprit de certains jeunes camarades ». Dans Mieux vaut moins, mais mieux, terminé le 2 mars, il interpelle en préambule « ceux qui dissertent beaucoup trop et trop aisément sur la "culture prolétarienne" », alors qu’il « nous suffirait pour commencer d’avoir une véritable culture bourgeoise » et de « nous passer des types particulièrement invétérés de cultures prébourgeoises, c’est-à-dire bureaucratique ou féodale ».
Boukharine avait aidé Lénine dans « l’affaire géorgienne » en lui transmettant, en septembre 1922, une lettre de Mdivani sur les exactions d’Ordjonikidzé et de Staline contre les dirigeants locaux du parti. Mais ce n’est pas à Boukharine que Lénine s’adresse pour organiser la défense des Géorgiens. Il le demande à Trotsky, avec lequel il est le plus en confiance à ce moment là.
La plupart des biographes de Boukharine (Löwy, Cohen ou Heitman) soulignent sa proximité avec Lénine pendant sa maladie. Ils ont, en fait, la même source, un témoin indirect et tardif, Boris Nicolaevski. Ce menchevik a rencontré Boukharine à Paris en 1936, quand il négociait la vente à l’URSS de manuscrits de Karl Marx appartenant au SPD. Il a affirmé dans une interview de 1964  que Boukharine lui avait dit avoir longuement échangé avec Lénine dans le jardin du sanatorium de Gorki, quand il commençait à se remettre de sa première attaque, à l’automne de 1922. Le sujet de ces conversations était la « leaderologie » : qui serait apte à devenir leader du parti après Lénine ? Boukharine aurait affirmé à Nicolaevski qu’il avait ainsi recueilli toutes les idées de Lénine sur la politique qu’il faudrait suivre. Entre le 16 décembre 1922 et le 9 mars 1923, Lénine n’avait pu dicter qu’une partie de son « programme » (les cinq articles de 1923 et quelques notes qui constituaient son « testament »). Pour avoir une idée de l’ensemble des projets de Lénine, il fallait lire, disait Boukharine, ses brochures de 1925 et 1929 : La voie du socialisme et l’alliance ouvriers-paysans et Le testament politique de Lénine. La recommandation principale retenue par Boukharine était qu’il ne fallait pas contraindre davantage la paysannerie.
Ce récit, enjolivé ou non par Nicolaevski (ou par Boukharine…), confirme la difficulté de la tâche des héritiers de Lénine : ils devraient faire valoir leur Lénine, celui qui surgirait de l’élaboration d’un « léninisme » formalisé qui fut aussitôt lancée par les candidats au poste de chef à partir des écrits du Maître. Boukharine, qui n’était pas candidat, ne pouvait pas s’appuyer sur les propos privés qu’il avait recueillis. Ils pouvaient toujours être contredits par la diversité des innombrables propos publics de Lénine.
Parmi les biographes de Boukharine, Miklos Kun se distingue parce qu’il a une forte conscience de l’isolement dans lequel Lénine a été tenu tout au long de sa maladie. Les médecins recommandaient naturellement le calme et d’éviter toute cause d’agitation, mais c’était le Bureau politique et Staline qui avaient organisé la vie du malade, contrôlé et limité les visites. Même si Boukharine était le membre du BP qui avait été le visiteur le plus assidu, Kun observe qu’il lui arrivait d’aller à Gorki  sans voir le malade. Lénine lui-même ressentait cette mise à l’écart et réagissait chaque fois qu’il comprenait qu’on lui avait caché quelque chose (par exemple la décision d’alléger le monopole du commerce extérieur).
Lorsque Lénine a commencé à dicter ses derniers articles et ses dernières notes, entre le 23 décembre 1922 et le 5 mars 1923, les réactions du BP montrent qu’il se détournait déjà de son ancien chef. Quand le BP reçoit le texte de Comment réorganiser l’inspection ouvrière et paysanne ? la majorité du BP, plutôt perplexe devant les propositions de Lénine, commence par hésiter à le publier (23 janvier), elle décide finalement de l’imprimer dans la Pravda (le 25 janvier) mais le 27 janvier le BP, unanime (y compris Trotsky, seul Zinoviev manque, parce qu’il est absent), envoie aux comités provinciaux du parti une circulaire recommandant de « ne pas trop prendre au sérieux les articles de Lénine ».
Après le troisième AVC du 6-9 mars, le projet immédiat de Lénine (défendre les Géorgiens, écarter Staline et Ordjonikidzé) est entre les mains de Trotsky. Lénine lui a confié ses notes le 5 mars. Trotsky attend le XIIe Congrès du PCR(b), du 17 au 25 avril, et il évite de s’en prendre au secrétaire général du parti. Staline, qui a déjà prudemment écrit qu’il fallait combattre le « chauvinisme grand-russe », contre-attaque en s’indignant que Trotsky ait pu conserver des notes de Lénine sans les communiquer au parti, c’est-à-dire à lui. La défense des Géorgiens est compromise. Boukharine tente alors de prendre le relais. Il soutient fermement que les Géorgiens ont été victimes du chauvinisme grand-russe et qu’ils méritent une réparation, mais il demande cette réparation à « Koba » Staline, dont il attend – est-ce ironique ? – qu’il applique les principes qu’il a lui-même énoncé… Boukharine, pas plus que Trotsky, ne veut pas attaquer Staline. Le parti et sa direction doivent être unis, c’est aussi la première injonction de Lénine dans sa « lettre au congrès », qu’il a écrite entre le 23 et le 25 décembre 1922, avec un supplément le 4 janvier 1923, demandant d’écarter Staline du secrétariat général.
Une photographie du XIIe Congrès du PC(b)R, 17 avril - 25 avril 1923. Au 1er rang Ordjonikidzé (2e à partir de la gauche) - Au 2e rang, au centre Boukharine, Rykov et Staline - au 3e rang, Eikhe, 2ème à partir de la droite.
Ce document est encore « top secret ». Il circule déjà un peu dans le BP, mais il ne sera lu devant des congressistes tenus à une discrétion absolue que l’année suivante au XIIIe Congrès, en mai 1924. Khrouchtchev le fera imprimer en 1956…
Les six personnalités nommés dans le texte dicté par Lénine ont toutes au moins un grand défaut (trop brutal, excès d’assurance, trop administratif, capable de défaillance…). Pour Boukharine, le handicap est lourd : « il y a en lui quelque chose de scolastique (il n’a jamais étudié et, je le présume, n’a jamais compris entièrement la dialectique) ». Comment peut-on être un théoricien communiste « de très haute valeur » avec des « vues théoriques » qui ne seraient pas « parfaitement marxistes » ? Lénine demande à ces personnalités pleines de contradictions de ne pas se diviser et de coopérer (dans ses notes du 27 décembre sur le Gosplan, il évoque un exemple de ce qu’il souhaite quand il dit qu’il « nous faut au sein du Gosplan la réunion judicieuse de deux types de caractère, dont l’un peut être illustré par Piatakov et l’autre par Krjijanovski »). Mais en même temps il demande de punir sévèrement Ordjonikidzé et d’écarter Staline du secrétariat… Lui-même ne se tient pas sur sa ligne d’union !
La phase terminale de la vie de Lénine dure dix mois et demi. L’unité factice du Comité Central se lézarde au fil du temps et vole en éclats entre octobre 1923 (Déclaration des 46, lettres de Trotsky) et janvier 1924 (XIIIe Conférence du PCR(b) où, après quelques semaines de discussion, Trotsky est mis en minorité, trois jours avant le décès de Lénine).
Que sait-on sur le rôle de Boukharine dans cette période ?
Début avril, Trotsky et Boukharine s’écrivent à propos de la défense des Géorgiens. On ne connaît que la lettre de Trotsky. Il demandait à Boukharine d’écrire un article sur la question des nationalités, ce qu’il n’a pas fait. Leur défense des Géorgiens au XIIe Congrès du PCR(b) était mal coordonnée et elle a été sans effet. En juin, au plenum du CEIC, il y a des désaccords évidents entre Boukharine et Zinoviev ou Radek. Zinoviev, qui juge Boukharine trop complaisant avec les partis scandinaves, n’hésite pas à plaisanter en le désignant comme le « chef de l’aile droite » du Comité Exécutif. Radek, lui aussi se moque de Boukharine en disant que, pour Lloyd George, il incarne le communiste intransigeant qui a fait échouer ses plans à la conférence de Gênes. Le CEIC rit de ces saillies, mais c’est peut-être un signe que l’atmosphère est déjà tendue.
Au cours des semaines de préparation de l’« Octobre » allemand, en septembre, Boukharine semble peu actif, mais nous avons vu qu’il prend parti au moins une fois dans la querelle sur la substituabilité des « Soviets » et des « Conseils d’Usine ». Dans ce débat, il est du côté de Staline. Le fiasco du plan d’action de l’IC et du KPD va empoisonner les débats de l’IC jusqu’au Ve Congrès de l’IC.
Boukharine participe aux réunions informelles des principaux dirigeants en vacances dans le Caucase. Il semble jusque là être sur une position politique indépendante mais respectueuse des décisions du parti. Par contre, dès que les « 46 » envoient leur déclaration à la direction du parti et que Trotsky s’exprime, il se range du côté de Staline au nom d’un refus absolu du fractionnisme.
Sa contribution à la discussion ouverte en décembre 1923 est publiée dans une série de 5 articles de la Pravda, à partir du 28 décembre jusqu’au 2 janvier 1924. À bas le fractionnisme !  écrit avec et au nom de la rédaction du journal, est un texte polémique en dix points. L’argumentation est embrouillée et surtout formelle : Trotsky, stigmatisé d’emblée comme un opposant récidiviste (au moment de la paix de Brest-Litovsk et sur la « question syndicale », donc aussi récidiviste que Boukharine…) est accusé de renoncer à l’unité et à la discipline d’une organisation bolchevique « forgée d’une pièce ». Il se plaint des menaces du CC, du manque de démocratie, mais il cache son propre fractionnisme qui vise l’éviction des « vieux » dirigeants avec l’appui de la jeunesse. Le « cours nouveau » dont il parle correspond-il à une nouvelle époque ? Si « l’échec de la révolution mondiale était un fait accompli », faudrait-il « assumer le rôle de liquidateurs opportunistes de la révolution » ? Il ne s’agit que d’une « trêve » temporaire. Trotsky est accusé de mal comprendre l’histoire du parti bolchevik. Dans la période de la dictature du prolétariat, après Octobre 1917, le parti n’est-il resté bolchevik que grâce à la « dictature intérieure de la vieille garde » ? Non, il s’est renforcé avec de nouveaux adhérents. Opposer les jeunes aux vieux est « démagogique ». Les « vieux » cadres n’ont pas conduit la révolution à la catastrophe et ne sont pas devenus des « sociaux-traîtres » (Boukharine retrouve ici l’idée qu’une « dégénérescence » des dirigeants en place est possible, mais cette fois il nie qu’on puisse en voir la moindre manifestation). Somme toute, on ne trouve qu’une seule allusion au contexte économique du débat : Pour faire face à la « catastrophe » (selon Trotsky) qu’est la « crise des ciseaux » (l’écart entre les prix agricoles et industriels) Trotsky est partisan de la « dictature de l’industrie », alors que le CC continue de penser qu’il faut encore « recourir à l’économie paysanne ». L’idée qui s’impose au lecteur est que Trotsky reste étranger à tout ce qui constitue le bolchevisme.
Du 16 au 18 janvier 1924, la XIIIe Conférence a constaté que l’opposition qui s’était déclarée en octobre-novembre est minoritaire. Les décisions de la Conférence font partie des dernières informations lues à Lénine. Trotsky, malade et alité depuis des semaines, peut partir en cure dans le Caucase. Boukharine, malade lui aussi (M. Kun parle seulement d’un « rhume »), part pour le sanatorium de Gorki. Le Congrès des Soviets, qui se réunit le 19 janvier, envoie un message de prompt rétablissement aux trois grands absents : Lénine, Trotsky et Boukharine.

Tomski, Kalinine et Boukharine, pendant le transport du corps de Lénine de la gare à la maison des syndicats, le 23 janvier 1924.

Lénine meurt le 21 janvier 1924 à 18h50. Le « choc », qui était pourtant attendu, produit des effets stupéfiants. Trotsky est si mal en point qu’il ne comprend pas que Staline le trompe en lui disant qu’il ne pourra pas revenir à temps pour les obsèques. Il sera absent le 28 janvier. Zinoviev ne peut pas admettre qu’un seul membre du BP était au chevet d’Ilitch quand il est mort. Quelques jours après le 21 janvier, il publie un récit de l’annonce du décès effaçant complètement la présence de Boukharine à Gorki. Il serait venu dans le même convoi que les autres (Rykov, le remplaçant de Lénine à la tête du gouvernement, malade lui aussi, est resté à Moscou, ce détail fait « vrai »). Le BP, contre l’avis de Kroupskaïa et Boukharine, décide d’embaumer le corps du chef et d’organiser son culte. Le secrétariat du parti lance une grande campagne d’adhésion : la promotion Lénine.

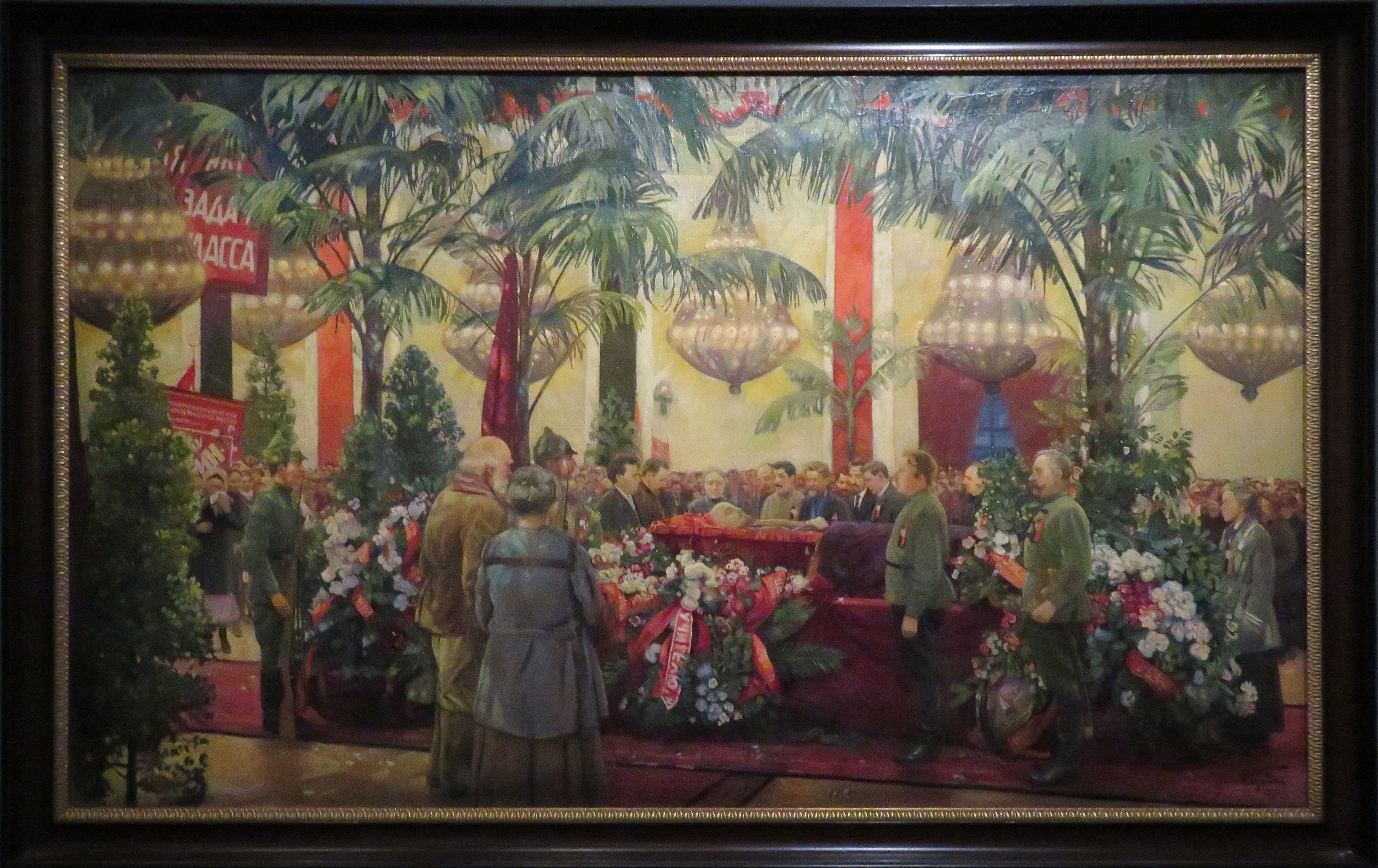
Isaak Brodsky, Devant le cercueil du chef - Salle des colonnes de la Maison des syndicats. 1925, huile sur toile, 124 x 208 cm. Moscou, Musée d’État d’histoire. C’est la deuxième version du tableau. Les personnes identifiables sont, au centre du tableau, au dessus du cercueil de Lénine : sa veuve, N. K. Kroupskaïa ; à gauche : L. B. Kamenev et G. E. Zinoviev ; à droite : F. E. Dzerjinski, partiellement caché par J. V. Staline, M. I. Kalinine, un inconnu, A. I. Rykov, I. E. Roudzoutak, N. I. Boukharine, partiellement caché par le feuillage d’une couronne, et, derrière les fleurs, M. I. Oulianova, sœur cadette de Lénine. Au premier plan, de dos : Un inconnu et A. I. Elizarova, sœur aînée de Lénine ; de profil : A. S. Enoukidzé et S. S. Kamenev.

La première période de l’histoire soviétique s’achève, c’est aussi un tournant dans la vie de Boukharine. Pendant les cinq années suivantes ses liens avec Staline, jusqu’à leur rupture, détermineront son action et son destin.

### Pleine accession au pouvoir, de 1924 à 1928

#### Ralliement à Staline à la mort de Lénine (après 1924)
Après la mort de Lénine, en janvier 1924, Boukharine devient membre titulaire du Bureau politique. Dans la lutte pour le pouvoir entre Trotsky, Zinoviev, Kamenev et Staline, Boukharine se rallie à Staline qui se place au centre du Parti et soutient la poursuite de la NEP contre l’opposition trotskiste qui voudrait l’infléchir « à gauche » en accélérant l’industrialisation, en luttant plus énergiquement contre les paysans riches (les « koulaks ») et en développant un mouvement d’agitation révolutionnaire mondial. Dans ce débat, c’est Boukharine qui met en forme les arguments de la thèse du « socialisme dans un seul pays » avancée par Staline en 1924.
En fait Boukharine dit seulement que le processus de transition peut se poursuivre en l’absence d’une révolution dans les pays européens plus développés que l’URSS (à condition de maintenir le cap de la NEP et de préserver l’alliance avec la paysannerie), mais l’opposition se souvient que les bolcheviks ont toujours dit que la révolution ne réussirait qu’en devenant mondiale et elle pense que cette théorie nouvelle revient à dire que la révolution n’a plus besoin d’être encouragée dans les pays capitalistes puisque la Russie peut et va réaliser le socialisme avec ses seules forces. Complètement imperméable à ces critiques, Staline se glorifiera jusqu’au bout de sa « théorie » du « socialisme dans un seul pays », mais, après le tournant de la collectivisation, il lui donnera un contenu complètement opposé aux idées de Boukharine.

#### Le chef de file de la «droite» du parti? (de 1926 à 1928)
Dans la lutte pour le pouvoir, Staline est assez habile pour écarter ses rivaux les uns après les autres. Trotsky, la personnalité la plus forte de l’opposition de gauche, est défait le premier, avec l’aide de Zinoviev et Kamenev. Puis Staline utilise Boukharine pour éliminer Zinoviev et Kamenev de la direction du parti. Pendant presque deux ans (1926-1928) Boukharine semble ainsi accéder au plus haut niveau du pouvoir. Il est de facto le chef de file de l’aile droite du parti qui occupe de solides positions. La « droite » est à la tête du gouvernement (Alexei Rykov), des syndicats (Mikhaïl Tomsky), de la presse et de l’Internationale communiste (Nicolaï Boukharine). Les dirigeants de la droite sont populaires, et, après le XVe congrès du Parti communiste, en décembre 1927, ils ont en apparence la majorité au Bureau politique, là où tout se décide.
Après être allés jusqu’au bout des affrontements avec l’opposition en l'excluant du Parti et en exilant Trotsky et son groupe, les chefs de la droite découvrent alors que Staline a déjà décidé de renverser l’orientation de sa politique. Pour surmonter la pénurie de céréales, le Secrétaire Général du Parti demande des mesures de réquisition « extraordinaires » et amorce un tournant vers une politique d’industrialisation rapide et de collectivisation accélérée dans l’agriculture. Se serait-il soudain converti aux idées politiques de la gauche qu’il vient d’éliminer ?
Boukharine et ses amis ne refusent pas d’envisager une croissance plus rapide et plus planifiée des investissements (le premier plan quinquennal est en préparation), mais ils redoutent les « méthodes administratives » et ils préfèrent une approche plus modérée offrant aux paysans l’opportunité de s’enrichir et de consommer, donc respectant des proportions équilibrées entre les grands secteurs de l’économie. Boukharine dénonce depuis longtemps l’idée de prélever un « tribut » sur les paysans en faveur de l’industrie comme une forme d’« exploitation militaro-féodale » inadmissible. Boukharine, pendant toute l’année 1928, tente d’organiser la résistance à Staline aux réunions du Bureau politique, aux sessions plénières du Comité central et au Congrès de l’Internationale. Sur ce terrain, il n’est pas de taille pour l’emporter.

### Disgrâce et chute du pouvoir: la période 1928-1929

#### Figure d'opposition fragile à Staline (jusqu'à 1928)
Au début de 1928, Boukharine est populaire à la base du Parti (et peut-être dans la population soviétique, largement paysanne), mais il n’a pas le soutien de beaucoup de cadres supérieurs du Parti en dehors de quelques-uns des élèves de son école (l’Institut des professeurs rouges) qui sont tous des spécialistes des questions idéologiques et non des « organisateurs ». Seul le comité du Parti de la ville de Moscou est dirigé par des boukhariniens sûrs. L’Internationale communiste, qui aurait pu devenir son bastion puisqu’il la dirige, n’apporte que des déceptions (la grève des mineurs anglais en 1926) ou des catastrophes (la déroute des communistes en Chine en 1927) qui le fragilisent.
Le soutien de Boukharine à la poursuite de la NEP n’enthousiasme pas les cadres du Parti. Son slogan à l’intention des paysans, « Enrichissez-vous ! » et l’idée que la construction du socialisme ira « à pas de tortue » sont mal accueillis et n’ont pas été défendus avec ardeur quand Zinoviev les a attaqués. Staline et ses partisans reprendront les mêmes attaques contre la « déviation droitière » en la présentant comme une menace pour la révolution à un moment où il faut accélérer l’industrialisation de la manière la plus énergique.

#### Fin de la «droite» et perte de ses fonctions (1928 et 1929)
Face à un secrétaire général dont il a renforcé le pouvoir en l’aidant contre les oppositions de gauche, Boukharine est assez facilement mis en difficulté et finalement écarté de tous ses postes dans la direction du Parti. La nouveauté est que plus rien ne se passe au grand jour. Boukharine est d’abord affaibli par la trahison de deux membres du Bureau politique (Mikhaïl Kalinine et Kliment Vorochilov) qui lâchent la majorité de droite lorsqu’il est question de censurer les « excès » commis par Staline. Au plenum du Comité central de juillet, puis au Congrès de l’IC, en août, les chefs de la droite constatent que là aussi ils ont perdu la majorité dans la direction et que les staliniens les harcèlent de plus en plus ouvertement.
Boukharine et ses amis cependant se laissent berner par Staline qui, n’ayant pas encore de programme bien défini, accepte des compromis successifs apparemment favorables à la droite. Publiquement, la droite joue le jeu de l’unité presque jusqu’à la fin de 1928, alors que pendant ce temps Staline et ses partisans utilisent leur contrôle de la machine du parti pour remplacer les soutiens de Boukharine dans leurs bastions de Moscou, des syndicats et de la Comintern.

#### Recherche infructueuse de soutiens (1928-1929)
Effaré par la tournure des événements, Boukharine essaie d’obtenir le soutien ou la neutralité de ses anciens adversaires. Il prend des contacts avec le groupe Zinoviev-Kamenev et cherche à joindre Trotsky. Une rencontre discrète avec Kamenev, à son domicile, le 11 juillet 1928, est particulièrement importante. Kamenev prend la mesure de l’inquiétude de son visiteur et de la peur que lui inspire Staline, ce « Genghis Khan » qui « ne craint pas de trancher les gorges » et qui « conduit le pays à la famine et à la ruine ». Boukharine hésite encore à rendre la discorde publique et il donne à Kamenev l’impression d’être « un homme qui se sait condamné ». Boukharine ne tire aucun avantage de ces démarches interdites par la discipline du parti. Les trotskistes exilés en Sibérie n’envisagent pas de rallier le camp de Staline, mais ils excluent catégoriquement de se joindre à Boukharine. Ils font cependant circuler le mémorandum établi par Kamenev dans le Bulletin de l’opposition, si bien qu’il est publié à Paris, en janvier 1929, par un journal menchevik. Cette révélation d’une activité fractionnelle du chef de la droite arrive alors que Boukharine s’est enfin décidé à intervenir sur le fond du débat (sans nommer son adversaire réel) en publiant quelques articles et elle donne à Staline une occasion de l’accuser pour un motif disciplinaire.

#### Soumission publique (1929)
Le débat final, très vif, est tranché en avril par un Plenum du Comité central, mais dans le secret le plus complet. Les textes des vaincus ne seront pas publiés. Les décisions prises sont même cachées à la XVIe Conférence du Parti, réunie fin avril. Staline lancera d’abord ses « brigades théoriques » dans une campagne virulente contre la « déviation de droite » pour annoncer petit à petit son exclusion des syndicats, de l’Internationale, de la presse, etc. Le 17 novembre 1929, Boukharine est enfin démis officiellement du Bureau politique.
Boukharine, qui ne peut rien dire publiquement pour se défendre, est contraint de signer avec Rykov et Tomsky une déclaration de soumission datée du 25 novembre 1929. Un an plus tard, il signe une nouvelle déclaration personnelle. La « droite » est ainsi éliminée, aussi bien dans le Parti communiste d’Union soviétique que dans l’Internationale. Les partisans de Boukharine (l’Américain Lovestone (en), les Allemands Brandler et Thalheimer, etc.) sont exclus ou quittent le Comintern. Ils tentent un moment de former une alliance internationale, une Opposition Communiste Internationale (les trotskistes de l’Opposition de Gauche la désigneront toujours comme l’Opposition de Droite).

### Soutiens et nouvelle place intellectuelle, au début des années 1930

#### Protection des modérés envers Boukharine (jusqu'en 1934)
Staline dispose maintenant d’une autorité sans égale dans la direction du Parti (en novembre 1930, par exemple, Syrtsov et Lominadzé veulent corriger la politique de collectivisation et ils sont aussitôt punis). Cependant, vers 1932-1933, il y a des signes que des modérés parmi les partisans de Staline songent à mettre fin à la terreur officielle et à apporter un changement général de politique, maintenant que la collectivisation de masse est largement réalisée et que le pire est passé. Ils protègent Boukharine, directement, en lui offrant des emplois de directeur de recherche au Conseil économique suprême, puis au Commissariat à l’industrie lourde, et indirectement, lorsqu’un groupe de ses anciens partisans, autour de Martemyan Rioutine, rédige et fait circuler clandestinement une plate-forme anti-stalinienne.
Staline, « le mauvais génie de la révolution russe » selon Rioutine, réagit en voulant appliquer la peine de mort à tous ces comploteurs, malgré la recommandation de Lénine, suivie jusqu’ici, de ne pas faire couler le sang entre les membres du Parti. Les modérés de la direction du Parti refusent d’aller aussi loin et limitent à un minimum le nombre des victimes emprisonnées ou exclues. Plus important encore : Sergueï Kirov, le dirigeant du Parti à Leningrad, apparaît de plus en plus comme le chef populaire des modérés. Kirov lui-même est totalement loyal envers Staline, mais il est favorable à un relâchement général de la tension et à une réconciliation avec les anciens opposants. Au Congrès du Parti en 1934, Kirov est le candidat au Comité central le mieux élu avec seulement trois votes négatifs, alors que Staline en enregistre deux cent quatre-vingt-douze.

#### Réhabilitation politique en sursis (1934 à 1936)
C’est dans ce contexte d’une courte période de dégel qu’en 1934-1936 Boukharine est politiquement réhabilité. Il a préalablement reconnu une fois de plus ses « fautes » en janvier 1933. Il y a mis plus de bonne volonté, parce qu’il pense qu’il faut resserrer les rangs face aux famines et aux révoltes qui ravagent les campagnes russes et aussi face à l’arrivée d’Hitler au pouvoir en Allemagne. La direction lui confie en 1934, après le Congrès, le poste de rédacteur en chef du journal quotidien du gouvernement, Izvestia.
Dans ses nombreux articles, conformes aux règles journalistiques de cette époque du culte de Staline, il met plus particulièrement l’accent sur les dangers des régimes fascistes en Europe et développe ses idées sur « l’humanisme prolétarien ». Il est aussi nommé à la commission qui prépare le texte de la Constitution soviétique de 1936, un texte qui promet les libertés de parole, de la presse, de réunion, de religion, et le respect de la sphère privée de la personne, de son domicile et de sa correspondance. Boukharine renforce autant que possible le camp des modérés et ceux-ci lui rendent un peu d’influence politique.
Mais l’esprit de modération est bien menacé depuis que Kirov a été assassiné à Leningrad en décembre 1934. Ce crime, dont sont accusés les membres de l'Opposition Ouvrière, profite à Staline pour déclencher le processus de la « Grande Purge » par laquelle il fera éliminer toutes les oppositions à sa ligne politique, par le biais de milliers d’exécutions. Après le meurtre de Kirov, le NKVD travaille à la mise en accusation successive de groupes toujours plus nombreux d’anciens opposants, en commençant par le groupe de Zinoviev et Kamenev. Il leur impute rituellement une participation à l’assassinat de Kirov et y ajoute d’autres actes de trahison, de terrorisme, de sabotage et d’espionnage.

### Débuts des Grandes Purges et voyage à Paris, en 1936

#### Un séjour très politique (en 1936)
Peu avant que la purge ne s’accélère, Staline envoie Boukharine à Paris pour y négocier l’achat d’archives de Marx et Engels appartenant au Parti social-démocrate d’Allemagne (SPD), qui a pu les faire sortir d’Allemagne après l’arrivée au pouvoir des nazis. Après un périple européen (Prague, Vienne, Copenhague, Amsterdam), Boukharine est à Paris pendant six semaines (mars-avril 1936). En marge de ses rencontres avec Boris Nicolaevsky (en), un vieux menchevik qui représente le SPD, il fait une conférence à la salle de la Mutualité sur Les Problèmes fondamentaux de la culture contemporaine (3 avril) et sa jeune épouse, Anna Mikhaïlovna Larina, vingt-deux ans, enceinte de huit mois, le rejoint le 6 avril.
Les témoignages sur ce séjour sont contradictoires. Les premiers qui ont été reçus par les historiens sont moins fiables qu’on l’a d’abord cru. Nicolaevski, à la fin des années 1950 et au début des années 1960, a raconté longuement ses rencontres avec Boukharine. Selon Nicolaevski, Boukharine profite de son séjour à Paris pour confier ce qu’il pense réellement de Staline et de sa politique à des personnes qu’il connaît de longue date (Fedor I. Dan) ou qui sont des parents de ses amis (Nicolaevski est le frère d’un beau-frère de Rykov). Il leur parle par exemple de la « déshumanisation » des membres du Parti qui ont pris part à la campagne de collectivisation et à ses massacres et qui, « pour ne pas devenir fous, ont accepté la terreur comme une méthode administrative normale ».
Il dit encore beaucoup d’autres choses, sur les dirigeants du Parti, sur l’affaire Rioutine ou sur Kirov, que Nicolaevski utilise pour rédiger une Lettre d’un vieux bolchevik, publiée à partir de décembre 1936 par Le Messager socialiste, la revue menchevik parisienne qui avait déjà révélé en 1929 la rencontre de Boukharine et Kamenev. Ce document anonyme a immédiatement été beaucoup utilisé pour comprendre ce qui se passait en URSS et Stephen Cohen s’est appuyé sur le témoignage de Nicolaevski pour rédiger sa biographie de Boukharine (parue en 1971). Mais Nicolaevski ignorait encore au début des années 1960 qu’Anna Mikhaïlovna Larina avait survécu à Staline.

#### Incertitudes historiques et incohérences face aux stratégies staliniennes
Lorsqu’elle a pris connaissance de ces récits, elle a eu le sentiment que Nicolaevski avait tout inventé et réécrit l’histoire comme s’il n’avait pas été, en réalité, un adversaire de Boukharine. Selon Anna Larina, son mari lui dit avant de partir à Paris et lui redit quand elle le rejoint qu’il ne peut pas envisager de parler sans témoin avec ceux qui ont édité le mémorandum de Kamenev. Elle ne l’entend faire aucune confidence, même à une vieille amie de la famille Larine qu’elle rencontre avec lui. Elle note que Nicolaevski raconte comment Boukharine lui a parlé plusieurs fois d’un voyage dans le Pamir, alors, nous dit-elle, qu’il n’est allé dans ces montagnes que quatre mois plus tard.
Anna Larina, quand elle rédige ses mémoires, n’est pas loin de penser que la Lettre de Nicolaevski a été publiée pour nuire à Boukharine qui était alors l’objet d’une enquête du NKVD (et elle a, en effet, été utilisée pour le procès). Anna Larina conclut que ce voyage n’est qu’une provocation de la machine infernale stalinienne, dont le but est de rendre crédible les accusations d’espionnage et de trahison qui sont en préparation. Reste le témoignage d’André Malraux, qui organise la conférence du 3 avril et révise la traduction du texte imprimé. Il se souvient, trente-cinq ans plus tard, d’un Boukharine se promenant place de l’Odéon, distrait, et disant, en passant, « Maintenant, il va me tuer ».
Boukharine, même lorsque sa femme le rejoint à Paris, n’envisage pas d’émigrer parce qu’il ne « prévoit pas sa perte » et parce qu’il n’est plus un « opposant ». Quand il parle devant sa femme, il reconnaît invariablement que Staline a gagné, il vante les réalisations de l’industrie lourde soviétique, etc. Il se surveille lui-même et il sait bien qu’on le surveille. Mais Boukharine a toujours le souci de protéger les siens. On ne peut pas exclure complètement qu’il se cache aussi de sa femme, pour ne pas la compromettre. Les critiques et les doutes d’Anna Larina mettent en lumière les reconstructions laborieuses des témoignages de Nicolaevski ou de Dan.

### L’arrestation et le procès, durant la période 1937-1938

#### Procès des anciens opposants à Staline (1936-1937)
Boukharine est en voyage dans le Pamir quand s’ouvre le procès de Zinoviev et Kamenev, entourés de quelques vieux bolcheviks de l’ancienne Opposition de gauche. D’août 1936 jusqu’au 27 février 1937, Boukharine est soumis à une première arrestation avec l’ouverture d’une instruction par la Procurature de l’URSS : il est coupé de presque toutes ses relations, toutes ses activités sont suspendues, il est confronté à une série de faux témoins et il comparaît devant Staline ou Kaganovitch qui font alterner le chaud et le froid.
Boukharine veut « tenir bon », mais il est désespéré. Il décide finalement d’engager une grève de la faim, et il interpelle ses tourmenteurs du Comité Central : « Je ne peux pas me tuer d’une balle de revolver, parce qu’on dira que je me suis suicidé pour nuire au Parti ; par contre si je meurs pour ainsi dire de maladie, que perdez-vous ?… Mais dites-moi ce que vous perdez. Si je suis un saboteur, un fils de chienne, etc., à quoi bon me plaindre ? ». Comme il se heurte à un mur de haine et de ricanements, il s’écrie : « Mais comprenez qu’il m’est difficile de vivre ! ». Il ne défend pas une politique comme en 1929, mais sa dignité d’homme qui n’a pas trahi, qui ne veut rien faire qui puisse nuire politiquement à son Parti et pour qui il est maintenant « impossible de vivre ». « Certes, si je ne suis pas un homme, alors il n’y a rien à comprendre ».

#### Emprisonnement et questionnements d'un simple homme
Boukharine fait ses adieux à sa famille. Il cherche pendant les treize mois suivants, enfermé à la Loubianka, comment répondre comme un homme aux questions qu’il inscrit, dès le début de son emprisonnement, sur un morceau de papier : « (c) Si tu meurs, qu’emportes-tu avec toi ? Au nom de quoi ? Spécialement à l’étape actuelle (d) Si tu vis – comment vivre et pourquoi ? (e) Tout ce qui est personnel est en train d’être écarté (f) Dans les deux cas il n’y a qu’une seule conclusion ». Il redit ces questions dans sa dernière déclaration du procès et dit quelle est cette conclusion. Les « faits positifs qui resplendissent en Union soviétique » l’ont « désarmé définitivement », il peut mourir au nom de l’URSS, comme il pourrait vivre pour elle.

#### Le protagoniste d'un «procès spectacle»
Le procès spectacle dans lequel Boukharine joue le premier rôle entouré de vingt autres accusés, dont Rykov et l’ancien chef de la police Guenrikh Iagoda, est longuement préparé pour être le sommet de la série commencée avec les zinovievistes et poursuivie avec Radek, Gueorgui Piatakov et quelques anciens trotskistes. Le procès du « bloc des droitiers et des trotskistes » doit démontrer que tous les « vieux bolcheviks » qui s’étaient si peu que ce soit opposés à Staline avaient comploté dès 1918 pour assassiner Lénine et Staline ; qu’ils avaient tué Kirov, empoisonné Maxime Gorki, et qu’ils étaient des espions de toutes les puissances étrangères pour le compte desquelles ils s’apprêtaient à dépecer l’URSS et à partager ses territoires entre l’Allemagne, le Japon et la Grande-Bretagne.
L’absurdité des accusations et l’invraisemblance des aveux de tous ces vieux révolutionnaires n’empêchent pas cette opération de réussir jusqu’à un certain point. Pour quelques communistes et anciens communistes américains ou européens (Bertram Wolfe (en), Jay Lovestone (en), Arthur Koestler, Heinrich Brandler ou Charles Rappoport), le procès de Boukharine provoque leur rupture définitive avec le communisme et même, pour les trois premiers, leur conversion à un anti-communisme fervent. Une petite partie des observateurs de la presse comprend aussitôt que tout ici est mensonge, mais sur les masses soviétiques et sur une bonne part de l’opinion publique dans le reste du monde, le spectacle mis en scène atteint son but : anéantir les accusés et les faire sortir de l’histoire comme des criminels qu’il faut oublier pour toujours. La clé de la réussite relative de cette imposture est que l’accusation est portée par les accusés eux-mêmes. Et Boukharine s’est prêté à cette mise en scène.

#### Analyses extérieures des cadres du Parti
Anastase Mikoyan et Molotov ont affirmé, longtemps après, que Boukharine n’avait jamais été torturé. Les documents disponibles sur son séjour en prison ne donnent pas d’indication de torture allant au-delà de conditions d’enfermement extrêmement dures. Mais Boukharine se plaint de souffrir d’hallucinations et il craint évidemment tout ce qui peut menacer ses proches. Il résiste trois mois aux enquêteurs, puis, à partir de juin 1937, il rédige avec eux, en plusieurs étapes, des aveux qu’il s’efforce encore de limiter mais qu’il promet de ne pas retirer publiquement. Cependant, comme il présente lui-même sa défense, il a une « tactique » (qui met en rage le procureur Vychinski) : il reconnaît la « somme totale de ses crimes » et sa responsabilité pour tout ce qui est imputé au « bloc des droitiers et des trotskistes », mais il nie avoir eu connaissance de la plupart des « crimes » particuliers. Il refuse aussi d’avouer à l’audience sa participation à de prétendus complots contre Lénine, et d’autres affaires d’espionnage, qui n’étaient pas inscrites dans l’instruction.
De ce fait, il donne aux observateurs quelques exemples de l’incohérence de l’ensemble du procès. Boukharine, consciemment, laisse des indices pour ceux qui voudraient la vérité, et, pour ceux qui n’auraient pas encore compris, il dit, tout à la fin de sa dernière déclaration, que pour aboutir à leur condamnation par le tribunal, « les aveux des accusés ne sont pas obligatoires. L’aveu des accusés est un principe juridique moyenâgeux ». Le procès qui s’achève étant entièrement basé sur un tissage d’aveux et de dénonciations de repentis, il repose donc sur peu de chose, mais ces aveux, dit-il, sont importants car ils signifient ce que Boukharine appelle : « la défaite intérieure des forces de la contre-révolution ». Cela sonne bien comme une déclaration de renoncement, d’autant plus forte qu’il ajoute : « il faut être Trotsky pour ne pas désarmer », et qu’il le dénonce immédiatement – c’est la seule dénonciation apparente de ce dernier discours – comme « le principal moteur du mouvement », celui qui a été à la source des « positions les plus violentes ». Il fait lors de ce procès des déclarations contradictoires.

#### Regards historiographiques sur ses derniers écrits
L’étude des documents qui ont petit à petit revu le jour (message verbal transmis par sa femme, manuscrits, lettres, bouts de papier, etc.) ne réduit pas l’impression d’ambivalence que donne le comportement de Boukharine. Elle dessine les traits d’un homme qui a peur et qui souffre (moins pour lui-même que pour ses proches). Il a un sentiment de culpabilité qui affleure toujours et qui ne s’atténue que lorsqu’il exprime sa foi dans l’idéal du socialisme. Pendant les trois premiers mois à la Loubianka, il résiste aux enquêteurs en même temps qu’il écrit recto verso, sans aucune rature, seize folios constituant les douze chapitres d’un livre, Le Socialisme et sa culture. Ce livre, qui n’a été lu que par Staline jusqu’en 1992, semble être une tentative pour influencer le développement du socialisme soviétique (par le truchement de son chef) en direction d’une utopie où se réaliseraient quelques-unes des espérances des socialistes. Boukharine écrira ensuite quarante chapitres d’Arabesques philosophiques, où il fait le tour de la philosophie pour prouver enfin à Lénine qu’il a étudié la dialectique.
Boukharine s’apaise plus lorsqu’il écrit des poèmes (il y en a 173) et un roman autobiographique, Vremena (Comment tout a commencé) qui restera inachevé. Il envoie une lettre à Staline le 10 décembre 1937. Cette lettre contient des idées incohérentes sur ce qu’il ferait s’il vivait et des aveux sur ce qu’il regrette vraiment (la rencontre avec Kamenev en 1928) ou sur sa préférence pour une exécution par une injection de morphine. Le message qu’il a fait apprendre par cœur à Anna, en février 1937, est une adresse À la génération future des dirigeants du parti. Il y dit avec beaucoup de lucidité ce qu’est « la machine infernale » qui le tue et il rejette toutes les accusations dont on l’accable, mais le message, destiné à une génération qui devra « dénouer l’incroyable écheveau de crimes » qui « étouffe le Parti », ne donne aucune indication politique particulière : son auteur, « depuis sept ans », n’avait « plus l’ombre d’un désaccord avec le Parti » et il ne présente qu’une seule requête : la réhabilitation de sa mémoire et sa réintégration posthume dans le Parti. « Ne me jugez pas plus sévèrement que Vladimir Ilitch ne l’a fait », voilà une phrase qui exprime de quelle manière Boukharine reste jusqu’au bout en quelque sorte enfermé dans l’expérience humaine de la révolution qu’il a faite « avec » et « contre » Lénine.

### L’exécution, le jour de l'Anschluss en 1938
Romain Rolland, juste après l’arrestation de Boukharine, écrit à Staline un appel à la clémence : « Une intelligence de l’ordre de celle de Boukharine est une richesse pour son pays ; (…) Depuis un siècle et demi que le Tribunal révolutionnaire de Paris condamna à mort le génial chimiste Lavoisier, nous avons toujours en France, nous les plus ardents Révolutionnaires, les plus fidèles au souvenir de Robespierre et du grand Comité du salut public, un amer regret et un remords de cette exécution ». Et il ajoute : « Au nom de Gorki, je vous demande sa grâce. Quelque coupable qu’il ait pu être, un tel homme n’est pas de l’espèce de ceux du procès précédent ». Staline lit la lettre et griffonne : « On ne doit pas répondre ». L’exécution de Boukharine est annoncée le 15 mars 1938, mais la nouvelle de sa mort est éclipsée par l’entrée des nazis en Autriche (l’Anschluss), qui a lieu le même jour.
« Koba, quel besoin as-tu de ma vie? ». Boukharine, disait-on en URSS, dans les années 1980, avait écrit ces mots avec son sang sur le mur de sa cellule (Koba était le nom utilisé dans la clandestinité par Staline à l'époque où Boukharine l’avait connu et aidé, en 1913). Selon une autre légende, la question était inscrite sur un billet que Staline conserva sur son bureau jusqu’à sa mort en 1953. Staline, en 1935, portait ainsi un toast à Boukharine devant une assemblée d’officiers : « Tout le monde l’aime ici, tout le monde le connaît. Mais celui qui se risquera à remuer le passé, gare à lui ! ». Anna Larina elle-même peut en témoigner : Staline a aimé Boukharine, qui a été longtemps très proche de lui et de sa famille. Pour obtenir qu’il joue son rôle, Koba ne s’est pas contenté d’autoriser Boukharine à écrire, il lui a sans doute promis d’épargner les siens.

### Après sa mort, à partir de 1938

#### Le sort de ses proches
Ivan, son père, est mort en 1940. Staline lui a fait d'abord supprimer sa pension, mais il est mort avant d'avoir été inquiété autrement. Anna Larina a été exilée peu après l'arrestation de son mari, puis arrêtée. Elle a passé près de 20 ans de sa vie dans les prisons internes du NKVD, les isolateurs politiques, les camps et la relégation. Son fils, nommé Iouri Larine, âgé alors de moins de 2 ans, a été envoyé par le NKVD en orphelinat sous un pseudonyme, Gusman, le nom de sa tante maternelle. Il a retrouvé sa mère en 1956 seulement. Svetlana, sa fille née en 1924, n’a pas échappé aux camps (elle est arrêtée en 1949). Vladimir, le frère de Boukharine, a passé dix-huit ans dans les camps et en exil, et il a vécu jusqu’à quatre-vingt-neuf ans. Par contre, sa cousine et première épouse, Nadejda Loukina et son cousin ont été fusillés. Certains se sont demandé si ce destin relativement clément pour une famille « d’ennemis du peuple » n’était pas dû à la sollicitude de Béria, qui aurait veillé à leur survie.

#### Réhabilitation très tardive (en 1988)
Le Parti a très longtemps déçu l’espérance de réhabilitation de Boukharine. Ni la mort de Staline, ni la première dénonciation du culte de la personnalité, ni sa seconde dénonciation et encore moins la chute de Khrouchtchev, n’ont été l’occasion de réhabiliter Boukharine. Il a fallu attendre la fin de la période Gorbatchev pour que Boukharine obtienne satisfaction : être réintégré (à titre posthume, il aurait eu cent ans…) dans le Parti.

## Vie privée et personnalité
Simon Sebag Montefiore le décrit doté d’une barbe rousse et d’yeux pétillants, « peintre, poète et philosophe […] un charmeur, le farfadet des bolcheviks […] l’ami le plus intime de Staline et de Nadia ». « Boukhartchik » était d’ailleurs très proche de Nadia, avec qui il se promenait souvent en compagnie de ses renards apprivoisés.

## Figure politique et œuvre
De Boukharine, les acteurs politiques qui l’ont connu ont dit beaucoup de choses négatives ou faussement positives : il manque de « fermeté intérieure » (Lukacs), il est une « cire molle » (Kamenev), il n’est que le « médium » de l’autorité d’un maître (Trotsky). Il a été qualifié de « brave », incapable de « mettre du venin dans ses attaques » (Lénine). Il incarnerait ce que Stephen Cohen propose d’appeler le « bon bolchevik », ce qui n’est pas vraiment un compliment. D'un caractère aimable, il est cependant apprécié sur le plan humain par tous ses camarades bolcheviks, Staline le premier, et il est souvent considéré comme le meilleur théoricien du Parti.

### La vision de Lénine

#### Assertions dans le «testament»
Selon le « testament » de Lénine du 24 décembre 1922, Boukharine est « un théoricien des plus marquants et de très haute valeur », mais « ses vues théoriques ne peuvent qu’avec la plus grande réserve être tenues pour pleinement marxistes ». Il y a « quelque chose de scolastique » chez lui, car « il n’a jamais étudié et, je le présume, il n’a jamais compris entièrement la dialectique ». Ces propositions n’ont de sens que s’il n’y a aucun « bon » théoricien dans le Parti. Lénine le pense peut-être, car aucun de ses « héritiers » désignés dans le « testament » n’est épargné. Ils ont tous un défaut majeur et, au fond, il les récuse tous.
Le sens de ce fameux « testament », que tout le monde citait et qui n’était jamais publié, est plutôt d’intervenir au point de départ de la compétition entre les héritiers en chargeant chacun de son handicap. Faut-il accorder de l’importance au fait que Lénine n’évoque pas du tout le défaut « politique » majeur du benjamin du Bureau politique ? Il ne dit rien des « erreurs » qui l’ont précipité dans l’opposition en 1918, alors qu’il assomme Zinoviev et Kamenev pour leur attitude à la veille d’octobre 1917 et qu’il reproche allusivement à Trotsky les débats de 1921, au moment où éclate la crise de l’après-guerre civile (Staline, lui, a de très graves défauts de caractère).

#### Interprétations
Peut-être Lénine ne voyait-il en Boukharine qu’un théoricien et peut-être pensait-il que son rayonnement dans le Parti, dont il était « légitimement » le « favori », ne tenait qu’à cette qualité particulière qui avait pu s’épanouir dans le « travail idéologique » de la presse et de l’édition. « Le théoricien de très haute valeur » du parti était certainement un « spécialiste » des idées, mais aussi un chef de file politique, qui avait une image politique auprès de ses pairs et rivaux. Cette image était plutôt paradoxale. La principale qualité politique que lui trouve son ami non boukhariniste le plus fidèle, Sergo Ordjonikidzé, est, dit-il, un « trait de caractère admirable » : il a « le courage, non seulement d’exprimer ses idées mais aussi de reconnaître publiquement ses erreurs, lorsqu’il en prend conscience ». « Cette magnifique qualité », si « nos » dirigeants la possédaient, rendrait plus facile la résolution des litiges, déclare ainsi Sergo devant le XIVe Congrès du Parti, en 1925. Boukharine lui-même a dit à un ami qu’il avait été, dans sa jeunesse, le pire des « organisateurs » du Parti. Il n’était certainement pas un grand stratège et ses fausses manœuvres ont été multiples.

### Une position politique propre?
La question de savoir s’il existe une position politique propre à Boukharine, et s’il s’agit d’un apport digne d’intérêt à l’histoire mondiale du socialisme ne peut être envisagée que parce que Boukharine a une œuvre intellectuelle, et c’est dans cette œuvre qu’il survit. Mais la méconnaissance de l’œuvre de Boukharine est une des grandes réussites du stalinisme. Rien n’est remonté à la surface avant les années 1960 et 1970, et sa lecture a d’abord été complètement brouillée par les stéréotypes répandus partout pour le calomnier. Une vue d’ensemble sur l’œuvre de Boukharine, de 1912 à 1938 (ou 2009, date de publication de l’ensemble de ses poèmes écrits en prison) est proposée dans les lignes à suivre.

#### Un théoricien du capitalisme moderne
L’axe principal de son travail est la théorie économique du capitalisme moderne (de son temps) qu’il analyse comme un « capitalisme d’État », c’est-à-dire un capitalisme dont l’État a pris le contrôle en organisant la production, et qui peut éliminer les crises du marché. Cette conception du capitalisme moderne est constante de 1914 à 1929. Elle sous-tend l’explication de l’impérialisme et de la guerre (par la concurrence dans l’économie mondiale entre les « trusts capitalistes d’État »), l’analyse économique de la crise révolutionnaire (la désagrégation des structures du capitalisme d’État au cours de la « crise » qu’est la guerre), la première théorie de la transition (le socialisme est, économiquement, une reconstruction et une nouvelle combinaison des structures du capitalisme d’État) et la seconde version de la théorie de la transition (la construction du socialisme s’appuie sur la rationalité supérieure des grandes entreprises monopolistes contrôlées par l’État ; de même que leur développement a conduit le capitalisme jusqu’au capitalisme d’État, sous la dictature du prolétariat il conduira au socialisme).
En 1929, cependant, Boukharine découvre (en apparence dans la littérature économique) que les grandes entreprises monopolistes peuvent être irrationnelles, contre-productives et régressives. Il n’en tire aucune conclusion explicite, mais il s’agit objectivement d’une remise en question de toute la base de son raisonnement. Les outils théoriques dont Boukharine se sert pour étudier l’économie sont tirés d’une connaissance profonde et fine du Capital et des Théories sur la plus-value de Marx, enrichie par les travaux des austro-marxistes (Hilferding, Bauer) et ceux des meilleurs auteurs « bourgeois » (surtout les marginalistes et l’école historique allemande, Sombart par exemple). Les ouvrages les plus importants de la veine économique de Boukharine sont au nombre de six ou sept : L’Économie politique du rentier (1914), L’Économie mondiale et l’impérialisme (1915-1916), Vers une théorie de l’État impérialiste (1916), Économique de la période de transition (1920), L’Impérialisme et l’accumulation du capital (1924-1925), La Théorie du désordre économique organisé (1929) et on peut y ajouter L’Enseignement de Marx et son importance historique (1933), mais il s’agit d’une synthèse où il réussit à préserver l’essentiel des apports de Marx en effaçant toute trace de ses propres travaux sociologiques et économiques pour introduire quelques-uns des dogmes estampillés par le Maître.

#### Vers une conception scientifiquement marxiste de la sociologie
Le deuxième axe, probablement constamment présent dans son esprit, est son projet d’établir philosophiquement et scientifiquement une conception marxiste de la sociologie, dont il donne un exposé longuement développé dans La théorie du matérialisme historique, manuel populaire de sociologie marxiste (1921). Il s’agit d’une synthèse extrêmement ambitieuse visant une sorte de théorie générale de la société. L’idée la plus originale, pour aller à l’essentiel, est que le capitalisme, l’une des formes historiques de la société humaine, peut être défini comme un système de rapports sociaux dont les uns, ceux qui séparent les sujets économiques, sont des rapports « marchands » portés par la classe dominante, tandis que les autres, ceux qui réunissent les sujets et les font coopérer, sont des rapports « non marchands » portés par la classe dominée. Il y a donc, à l’arrière-plan du conflit entre les bourgeois et les prolétaires, un conflit entre ces deux types de rapports sociaux (c’est une manière d’exprimer l’idée que le communisme est déjà inscrit dans les structures mêmes du capitalisme et que le développement de cette opposition prend la forme d’un conflit entre le « marché » et « l’organisation »).
La critique marxiste de l’économie politique, comme l’économie politique elle-même, considère exclusivement les rapports de production marchands et ne donne que les lois économiques du capitalisme. Les lois du changement social (i. e., la théorie du matérialisme historique) dépendent des évolutions et des contradictions des rapports « marchands » et « non marchands ». Dans cette optique, les rapports sociaux non marchands (les rapports d’organisation) jouent un rôle crucial pour le progrès des forces productives, dans le capitalisme comme dans la transition vers le socialisme. L’organisation tend vers la rationalisation de la production en même temps qu’elle la socialise. Un sujet économique plus « organisé » est plus « rationnel » et plus productif, donc plus compétitif qu’un autre sujet moins « organisé », etc. La recherche que propose Boukharine part ainsi dans des directions novatrices et se poursuit en examinant surtout les relations qu’entretiennent les infra-structures et les super-structures (y compris les arts). Toutes ces idées nouvelles méritent la discussion (Lukacs et Gramsci ont critiqué le livre) mais sa démarche l’amène à tenir compte, dans toute son œuvre, de « l’organisation » et des « organisateurs », à s’intéresser au rôle des « cadres » dans le capitalisme moderne qui est déjà largement « organisé », et enfin à identifier, dès 1921, le risque que les « organisateurs » de la transition au socialisme (les membres du parti qui exerce la dictature du prolétariat) se développent en une nouvelle classe dominante.

#### Saisir en fin de compte les problèmes politiques concrets
À l’intersection des deux axes de sa pensée, Boukharine aborde les problèmes politiques plus concrets en essayant toujours de réfléchir. On ne peut pas dire, naturellement, que c’est toujours une démarche rationnelle qui le détermine, mais ses contributions aux décisions de politique économique sont argumentées. Dans les débats des années 1920 sur la construction du socialisme ou sur la politique de l’Internationale, il présente ses idées et il discute celles des autres. Jusqu’à sa chute du sommet du pouvoir, son œuvre théorique et ses travaux politiques, en particulier ses brochures de popularisation du programme du communisme, sont intellectuellement cohérents même s’il expose souvent des thèses qui ne sont pas exactement les siennes mais celles qui ont été adoptées par le Parti.
Dans cette catégorie, les œuvres principales sont L’ABC du communisme (1919), les divers Projet de programme de l’internationale communiste (1922, 1924 et 1928), Révolution prolétarienne et culture (1923), Lénine marxiste (1924), les articles critiques de la « plate-forme économique de l’opposition » (1925), Le Chemin du socialisme et le bloc ouvrier et paysans (1925), les articles du débat avec Staline : Remarques d’un économiste (1928), Le Testament politique de Lénine (1929). Les choses changent dans les années 1930 dans la mesure où une forte censure, encore plus fortement intériorisée, contraint l’expression de la moindre idée. Jusqu’à son emprisonnement Boukharine est réduit à une activité discrète. S’il dit un mot de trop, il est immédiatement rappelé à l’ordre. En prison, par contre, l’autorisation d’écrire semble l’avoir engagé dans une œuvre nouvelle. Il ne choisit pas un thème économique, mais la philosophie et la sociologie.

## Productions

### Caricatures et arts-visuels
Boukharine a dessiné des caricatures, qu’il agrémentait de phallus exubérants ou d’uniformes tsaristes. Ceux à qui il les donnait les ont souvent conservées (en particulier Vorochilov), ce qui a permis leur publication.
Mais Boukharine a aussi peint. Constantin Yuon lui a dit une fois : « Oubliez la politique. Vous n’avez pas d’avenir en politique. Peindre est votre vraie vocation ». Les tableaux de Boukharine n’ont pas bien résisté à la répression stalinienne. Une dizaine seulement ont été retrouvés.

### Ouvrages

#### Œuvres principales
Principaux titres en français :
- L'Économie politique du rentier — critique de l'économie marginaliste, 1914. trad. Paris, EDI, 1966 - réédition, avec un avant-propos de Michel Husson, Éditions Syllepse, 2010.
- L'Économie mondiale et l'impérialisme 1915. trad. Paris, Anthropos, 1977.
- Le Programme des communistes (Bolchéviks), Imprimerie coopérative, La Chaud-de-Fond 1918.
- L'ABC du communisme- écrit avec E. Préobrajenski 1919. trad. Paris, Maspero, 1971. (2 vol.). Réédition (Tome I), avec une nouvelle présentation et postface d'A. Hasard. Paris, Les Nuits rouges, 2008.
- Économique de la période de transition, 1920. trad. Paris, EDI, 1976.
- La Théorie du matérialisme historique, 1921. trad. Paris, Anthropos, 1977, réédition, Le Sandre, 2008.
- L'Impérialisme et l'accumulation du capital — critique de Rosa Luxembourg, 1925. trad. Paris, EDI, 1977
- Le Socialisme dans un seul pays, recueil de publications 1925-1927, Paris, U.G.E, coll. 10-18, 1974.
- Le Léninisme et le problème de la révolution culturelle, 1928, Dialectiques, no 13, 1976, pp. 109-128.
- Œuvres choisies en un volume (textes de 1919 à 1929, plus un choix de lettres), Moscou, 1990.
- Théorie et pratique du point de vue du matérialisme dialectique, 1931,Dialectiques, no 13, 1976, pp. 89-107.
- Les Problèmes fondamentaux de la culture contemporaine, 1936, Nouvelles Fondations, no 6, 2007, pp. 156-168.
- Six lettres de Boukharine, 1936-1937, Communisme, no 61, 2000, pp. 7-40.
- À la future génération des dirigeants du Parti, 1937.
- Boukharine, Ossinski, Radek, Smirnov, La Revue Kommunist (Moscou, 1918) – Les communistes de gauche contre le capitalisme d'État, Toulouse, Collectif d'édition Smolny, 2011.

Boukharine a écrit sur beaucoup d’autres choses encore, y compris sur la littérature et sur les arts. Lui-même s’est maintenu en vie en prison en écrivant un roman sur son enfance et un cycle de poèmes sur la transformation du monde.

#### Manuscrits de prison
Les manuscrits de la prison ont été traduits en anglais :
- Socialism and its Culture, 1937, Seagull Books, 2006.
- Philosophical Arabesques, 1937, Monthly Review Press, 2005.
- The Prison Poems, 1937, Seagull Books, 2009.
- How it All Began : The Prison Novel, 1938, Colombia University Press, 1999.